# Liste der Delikte des österreichischen Strafgesetzbuches
Diese Liste enthält alle Straftatbestände des österreichischen Strafgesetzbuches samt Strafrahmen und sachlicher Zuständigkeit der einzelnen Delikte anhand der österreichischen Strafprozessordnung.

## Erster Abschnitt – Strafbare Handlungen gegen Leib und Leben
| Erster Abschnitt – Strafbare Handlungen gegen Leib und Leben | Erster Abschnitt – Strafbare Handlungen gegen Leib und Leben | Erster Abschnitt – Strafbare Handlungen gegen Leib und Leben | Erster Abschnitt – Strafbare Handlungen gegen Leib und Leben | Erster Abschnitt – Strafbare Handlungen gegen Leib und Leben | Erster Abschnitt – Strafbare Handlungen gegen Leib und Leben | Erster Abschnitt – Strafbare Handlungen gegen Leib und Leben | Erster Abschnitt – Strafbare Handlungen gegen Leib und Leben |
| Paragraph                                                    | Absatz                                                       | Straftatbestand | Freiheitsstrafe – Untergrenze                                | Freiheitsstrafe – Obergrenze                                 | alternative Freiheitsstrafe                                  | Geldstrafe – Obergrenze                                      | Sachliche Zuständigkeit                                      |
| ------------------------------------------------------------ | ------------------------------------------------------------ | --- | ------------------------------------------------------------ | ------------------------------------------------------------ | ------------------------------------------------------------ | ------------------------------------------------------------ | ------------------------------------------------------------ |
| § 75                                                         |                                                              | Mord | 10 Jahre                                                     | 20 Jahre                                                     | Lebenslang                                                   |                                                              | Landesgericht f. Strafsachen, Geschworenengericht            |
| § 76                                                         |                                                              | Totschlag | 5 Jahre                                                      | 10 Jahre                                                     |                                                              |                                                              | Landesgericht f. Strafsachen, Schöffengericht                |
| § 77                                                         |                                                              | Tötung auf Verlangen | 6 Monate                                                     | 5 Jahre                                                      |                                                              |                                                              | Landesgericht f. Strafsachen Schöffengericht                 |
| § 78                                                         |                                                              | Mitwirkung an der Selbsttötung | 6 Monate                                                     | 5 Jahre                                                      |                                                              |                                                              | Landesgericht f. Strafsachen Schöffengericht                 |
| § 79                                                         |                                                              | Tötung eines Kindes bei der Geburt | 6 Monate                                                     | 5 Jahre                                                      |                                                              |                                                              | Landesgericht f. Strafsachen Schöffengericht                 |
| § 80                                                         | 1                                                            | Fahrlässige Tötung |                                                              | 1 Jahr                                                       |                                                              | 720 Tagessätze                                               | Bezirksgericht                                               |
|                                                              | 2                                                            | Mehrfache fahrlässige Tötung |                                                              | 2 Jahre                                                      |                                                              |                                                              | Landesgericht f. Strafsachen                                 |
| § 81                                                         | 1                                                            | Grob fahrlässige Tötung |                                                              | 3 Jahre                                                      |                                                              |                                                              | Landesgericht f. Strafsachen                                 |
|                                                              | 2                                                            | im Zustand der Berauschung |                                                              | 3 Jahre                                                      |                                                              |                                                              | Landesgericht f. Strafsachen                                 |
|                                                              | 3                                                            | Mehrfache grob fahrlässige Tötung | 6 Monate                                                     | 5 Jahre                                                      |                                                              |                                                              | Landesgericht f. Strafsachen                                 |
| § 82                                                         | 1                                                            | Aussetzung | 6 Monate                                                     | 5 Jahre                                                      |                                                              |                                                              | Landesgericht f. Strafsachen                                 |
|                                                              | 2                                                            | durch Obsorgepflichtige | 6 Monate                                                     | 5 Jahre                                                      |                                                              |                                                              | Landesgericht f. Strafsachen                                 |
|                                                              | 3                                                            | mit Todesfolge | 1 Jahr                                                       | 10 Jahre                                                     |                                                              |                                                              | Landesgericht f. Strafsachen                                 |
| § 83                                                         | 1                                                            | Körperverletzung |                                                              | 1 Jahr                                                       |                                                              | 720 Tagessätze                                               | Bezirksgericht                                               |
|                                                              | 2                                                            | |                                                              | 1 Jahr                                                       |                                                              | 720 Tagessätze                                               | Bezirksgericht                                               |
|                                                              | 3                                                            | an einer Person, die mit der Kontrolle der Einhaltung der Beförderungsbedingungen oder der Lenkung eines Beförderungsmittels einer dem öffentlichen Verkehr dienenden Anstalt während oder wegen der Ausübung ihrer Tätigkeit |                                                              | 2 Jahre                                                      |                                                              |                                                              | Landesgericht f. Strafsachen                                 |
| § 84                                                         | 1                                                            | Schwere Körperverletzung (Misshandlung und dadurch fahrlässig schwere Körperverletzung) |                                                              | 3 Jahre                                                      |                                                              |                                                              | Landesgericht f. Strafsachen                                 |
|                                                              | 2                                                            | an Beamten, Zeugen, Sachverständigen während Erfüllung seiner Pflichten |                                                              | 3 Jahre                                                      |                                                              |                                                              | Landesgericht f. Strafsachen                                 |
|                                                              | 3                                                            | mind. 3-fache Körperverletzung |                                                              | 3 Jahre                                                      |                                                              |                                                              | Landesgericht f. Strafsachen                                 |
|                                                              | 4                                                            | schwere Körperverletzung | 6 Monate                                                     | 5 Jahre                                                      |                                                              |                                                              | Landesgericht f. Strafsachen                                 |
|                                                              | 5                                                            | Lebensgefahr (1), zusammen mit zwei anderen Personen in verabredeter Verbindung (2), unter Zufügung von besonderen Qualen (3)                                                                                                 | 6 Monate                                                     | 5 Jahre                                                      |                                                              |                                                              | Landesgericht f. Strafsachen                                 |
| § 85                                                         | 1                                                            | fahrlässige Körperverletzung mit schweren Dauerfolgen | 6 Monate                                                     | 5 Jahre                                                      |                                                              |                                                              | Landesgericht f. Strafsachen                                 |
|                                                              | 2                                                            | vorsätzliche Körperverletzung mit schweren Dauerfolgen | 1 Jahr                                                       | 10 Jahre                                                     |                                                              |                                                              | Landesgericht f. Strafsachen                                 |
| § 86                                                         | 1                                                            | Misshandlung und dadurch fahrlässig Körperverletzung mit tödlichem Ausgang | 1 Jahr                                                       | 10 Jahre                                                     |                                                              |                                                              | Landesgericht f. Strafsachen                                 |
|                                                              | 2                                                            | Körperverletzung oder Gesundheitsschädigung mit tödlichem Ausgang | 1 Jahr                                                       | 15 Jahre                                                     |                                                              |                                                              | Landesgericht f. Strafsachen                                 |
| § 87                                                         | 1                                                            | Absichtliche schwere Körperverletzung | 1 Jahr                                                       | 10 Jahre                                                     |                                                              |                                                              | Landesgericht f. Strafsachen                                 |
|                                                              | 1a                                                           | an Beamten, Zeugen, Sachverständigen während Erfüllung seiner Pflichten | 2 Jahre                                                      | 10 Jahre                                                     |                                                              |                                                              | Landesgericht f. Strafsachen                                 |
|                                                              | 2                                                            | mit schwerer Dauerfolge bzw. Tod | 1 bzw. 5                                                     | 15 Jahre                                                     |                                                              |                                                              | Landesgericht f. Strafsachen                                 |
| § 88                                                         | 1                                                            | Fahrlässige Körperverletzung |                                                              | 3 Monate                                                     |                                                              | 180 Tagessätze                                               | Bezirksgericht                                               |
|                                                              | 2                                                            | Strafausschließungsgrund | Strafausschließungsgrund                                     | Strafausschließungsgrund                                     | Strafausschließungsgrund                                     | Strafausschließungsgrund                                     | Strafausschließungsgrund                                     |
|                                                              | 3                                                            | Grob fahrlässige Körperverletzung |                                                              | 6 Monate                                                     |                                                              | 360 Tagessätze                                               | Bezirksgericht                                               |
|                                                              | 4 1.Fall                                                     | Fahrlässige schwere Körperverletzung |                                                              | 6 Monate                                                     |                                                              | 360 Tagessätze                                               | Bezirksgericht                                               |
|                                                              | 4 2.Fall                                                     | Grob fahrlässige schwere Körperverletzung |                                                              | 2 Jahre                                                      |                                                              |                                                              | Landesgericht f. Strafsachen, Einzelrichter                  |
|                                                              | 4 3.Fall                                                     | Mehrfache fahrlässige schwere Körperverletzung |                                                              | 3 Jahre                                                      |                                                              |                                                              | Landesgericht f. Strafsachen, Einzelrichter                  |
| § 89                                                         |                                                              | Gefährdung der körperlichen Sicherheit |                                                              | 3 Monate                                                     |                                                              | 180 Tagessätze                                               | Bezirksgericht                                               |
| § 90                                                         | 1                                                            | Einwilligung des Verletzten | Einwilligung des Verletzten                                  | Einwilligung des Verletzten                                  | Einwilligung des Verletzten                                  | Einwilligung des Verletzten                                  | Einwilligung des Verletzten                                  |
| § 91                                                         | 1 1. Fall                                                    | Raufhandel – Schlägerei mit schwerer Körperverletzung |                                                              | 1 Jahr                                                       |                                                              | 720 Tagessätze                                               | Landesgericht f. Strafsachen                                 |
|                                                              | 1 2. Fall                                                    | Schlägerei mit Todesfolge |                                                              | 2 Jahre                                                      |                                                              |                                                              | Landesgericht f. Strafsachen                                 |
|                                                              | 2. 1 Fall                                                    | Tätlicher Angriff mehrerer mit Körperverletzung |                                                              | 6 Monate                                                     |                                                              | 360 Tagessätze                                               | Landesgericht f. Strafsachen                                 |
|                                                              | 2. 2 Fall                                                    | Tätlicher Angriff mehrerer mit schwerer Körperverletzung |                                                              | 1 Jahr                                                       |                                                              | 720 Tagessätze                                               | Landesgericht f. Strafsachen                                 |
|                                                              | 2. 3 Fall                                                    | Tätlicher Angriff mehrerer mit Todesfolge |                                                              | 2 Jahre                                                      |                                                              |                                                              | Landesgericht f. Strafsachen                                 |
|                                                              | 2a                                                           | Schlägerei oder Angriff mehrerer in einem Sicherheitsbereich bei einer Sportgroßveranstaltung (§ 49a SPG) |                                                              | 1 Jahr                                                       |                                                              | 720 Tagessätze                                               | Landesgericht f. Strafsachen                                 |
|                                                              | 3                                                            | Strafausschließungsgrund | Strafausschließungsgrund                                     | Strafausschließungsgrund                                     | Strafausschließungsgrund                                     | Strafausschließungsgrund                                     | Strafausschließungsgrund                                     |
| § 91a                                                        | 1                                                            | Tätlicher Angriff auf mit bestimmten Aufgaben betraute Bedienstete einer dem öffentlichen Verkehr dienenden Anstalt |                                                              | 6 Monate                                                     |                                                              | 360 Tagsätze                                                 | Landesgericht f. Strafsachen                                 |
|                                                              | 2                                                            | Strafausschließungsgrund |                                                              |                                                              |                                                              |                                                              |                                                              |
| § 92                                                         | 1                                                            | Quälen oder Vernachlässigen unmündiger, jüngerer oder wehrloser Personen |                                                              | 3 Jahre                                                      |                                                              |                                                              | Landesgericht f. Strafsachen, Einzelrichter                  |
|                                                              | 2                                                            | |                                                              | 3 Jahre                                                      |                                                              |                                                              | Landesgericht f. Strafsachen, Einzelrichter                  |
|                                                              | 3 1.Fall                                                     | mit schweren Dauerfolgen | 6 Monate                                                     | 5 Jahre                                                      |                                                              |                                                              | Landesgericht f. Strafsachen, Einzelrichter                  |
|                                                              | 3 2.Fall                                                     | mit Todesfolge | 1 Jahr                                                       | 10 Jahre                                                     |                                                              |                                                              | Landesgericht f. Strafsachen, Einzelrichter                  |
| § 93                                                         | 1                                                            | Überanstrengung unmündiger, jüngerer oder schonungsbedürftiger Personen |                                                              | 2 Jahre                                                      |                                                              |                                                              | Landesgericht f. Strafsachen, Einzelrichter                  |
| § 94                                                         | 1                                                            | Imstichlassen eines Verletzten |                                                              | 1 Jahr                                                       |                                                              | 720 Tagessätze                                               | Bezirksgericht                                               |
|                                                              | 2 1.Fall                                                     | mit Folge einer schweren Körperverletzung |                                                              | 2 Jahre                                                      |                                                              |                                                              | Landesgericht f. Strafsachen, Einzelrichter                  |
|                                                              | 2 2.Fall                                                     | mit Todesfolge |                                                              | 3 Jahre                                                      |                                                              |                                                              | Landesgericht f. Strafsachen, Einzelrichter                  |
|                                                              | 3                                                            | Entschuldigungsgrund | Entschuldigungsgrund                                         | Entschuldigungsgrund                                         | Entschuldigungsgrund                                         | Entschuldigungsgrund                                         | Entschuldigungsgrund                                         |
|                                                              | 4                                                            | Strafausschließungsgrund | Strafausschließungsgrund                                     | Strafausschließungsgrund                                     | Strafausschließungsgrund                                     | Strafausschließungsgrund                                     | Strafausschließungsgrund                                     |
| § 95                                                         | 1 1.Fall                                                     | Unterlassung der Hilfeleistung |                                                              | 6 Monate                                                     |                                                              | 360 Tagessätze                                               | Bezirksgericht                                               |
|                                                              | 1 2.Fall                                                     | mit Todesfolge |                                                              | 1 Jahr                                                       |                                                              | 720 Tagessätze                                               | Bezirksgericht                                               |
|                                                              | 2                                                            | Unzumutbarkeit | Unzumutbarkeit                                               | Unzumutbarkeit                                               | Unzumutbarkeit                                               | Unzumutbarkeit                                               | Unzumutbarkeit                                               |

## Zweiter Abschnitt – Schwangerschaftsabbruch
| Zweiter Abschnitt – Schwangerschaftsabbruch | Zweiter Abschnitt – Schwangerschaftsabbruch | Zweiter Abschnitt – Schwangerschaftsabbruch               | Zweiter Abschnitt – Schwangerschaftsabbruch | Zweiter Abschnitt – Schwangerschaftsabbruch | Zweiter Abschnitt – Schwangerschaftsabbruch | Zweiter Abschnitt – Schwangerschaftsabbruch | Zweiter Abschnitt – Schwangerschaftsabbruch |
| Paragraph                                   | Absatz                                      | Straftatbestand                                           | Freiheitsstrafe – Untergrenze               | Freiheitsstrafe – Obergrenze                | alternative Freiheitsstrafe                 | Geldstrafe – Obergrenze                     | Sachliche Zuständigkeit                     |
| ------------------------------------------- | ------------------------------------------- | --------------------------------------------------------- | ------------------------------------------- | ------------------------------------------- | ------------------------------------------- | ------------------------------------------- | ------------------------------------------- |
| § 96                                        | 1 1.Fall                                    | Schwangerschaftsabbruch                                   |                                             | 1 Jahr                                      |                                             | 720 Tagessätze                              | Landesgericht f. Strafsachen                |
|                                             | 1 2.Fall                                    | bei Gewerbsmäßigkeit                                      |                                             | 3 Jahre                                     |                                             |                                             | Landesgericht f. Strafsachen                |
|                                             | 2 1.Fall                                    | durch Nicht-Arzt                                          |                                             | 3 Jahre                                     |                                             |                                             | Landesgericht f. Strafsachen                |
|                                             | 2 2.Fall                                    | durch Nicht-Arzt bei Gewerbsmäßigkeit                     | 6 Monate                                    | 5 Jahre                                     |                                             |                                             | Landesgericht f. Strafsachen                |
|                                             | 2 3.Fall                                    | mit Todesfolge                                            | 6 Monate                                    | 5 Jahre                                     |                                             |                                             | Landesgericht f. Strafsachen                |
|                                             | 3 1.Fall                                    | durch schwangere Frau selbst                              |                                             | 1 Jahr                                      |                                             | 720 Tagessätze                              | Landesgericht f. Strafsachen                |
|                                             | 3 2.Fall                                    | durch einen anderen                                       |                                             | 1 Jahr                                      |                                             | 720 Tagessätze                              | Landesgericht f. Strafsachen                |
| § 97                                        |                                             | Straflosigkeit des Schwangerschaftsabbruchs               | Straflosigkeit des Schwangerschaftsabbruchs | Straflosigkeit des Schwangerschaftsabbruchs | Straflosigkeit des Schwangerschaftsabbruchs | Straflosigkeit des Schwangerschaftsabbruchs | Straflosigkeit des Schwangerschaftsabbruchs |
| § 98                                        | 1 1.Fall                                    | Schwangerschaftsabbruch ohne Einwilligung der Schwangeren |                                             | 3 Jahre                                     |                                             |                                             | Landesgericht f. Strafsachen                |
|                                             | 1 2.Fall                                    | mit Todesfolge der Schwangeren                            | 6 Monate                                    | 5 Jahre                                     |                                             |                                             | Landesgericht f. Strafsachen                |
|                                             | 2                                           | Strafausschließungsgrund                                  | Strafausschließungsgrund                    | Strafausschließungsgrund                    | Strafausschließungsgrund                    | Strafausschließungsgrund                    | Strafausschließungsgrund                    |

## Dritter Abschnitt – Strafbare Handlungen gegen die Freiheit
| Dritter Abschnitt – Strafbare Handlungen gegen die Freiheit | Dritter Abschnitt – Strafbare Handlungen gegen die Freiheit | Dritter Abschnitt – Strafbare Handlungen gegen die Freiheit | Dritter Abschnitt – Strafbare Handlungen gegen die Freiheit | Dritter Abschnitt – Strafbare Handlungen gegen die Freiheit | Dritter Abschnitt – Strafbare Handlungen gegen die Freiheit | Dritter Abschnitt – Strafbare Handlungen gegen die Freiheit | Dritter Abschnitt – Strafbare Handlungen gegen die Freiheit |  |
| Paragraph                                                   | Absatz                                                      | Straftatbestand | Freiheitsstrafe – Untergrenze                               | Freiheitsstrafe – Obergrenze                                | alternative Freiheitsstrafe                                 | Geldstrafe – Obergrenze                                     | Sachliche Zuständigkeit                                     |  |
| ----------------------------------------------------------- | ----------------------------------------------------------- | --- | ----------------------------------------------------------- | ----------------------------------------------------------- | ----------------------------------------------------------- | ----------------------------------------------------------- | ----------------------------------------------------------- |  |
| § 99                                                        | 1                                                           | Freiheitsentziehung |                                                             | 3 Jahre                                                     |                                                             |                                                             | Landesgericht f. Strafsachen                                |  |
|                                                             | 2                                                           | - länger als einen Monat oder - unter besonderen Qualen oder mit besonders schweren Nachteilen | 1 Jahr                                                      | 10 Jahre                                                    |                                                             |                                                             | Landesgericht f. Strafsachen                                |  |
| § 100                                                       |                                                             | Entführung einer geisteskranken oder wehrlosen Person für sexuellen Missbrauch | 6 Monate                                                    | 5 Jahre                                                     |                                                             |                                                             | Landesgericht f. Strafsachen                                |  |
| § 101                                                       |                                                             | Entführung einer unmündigen Person für sexuellen Missbrauch | 6 Monate                                                    | 5 Jahre                                                     |                                                             |                                                             | Landesgericht f. Strafsachen                                |  |
| § 102                                                       | 1                                                           | Erpresserische Entführung | 10 Jahre                                                    | 20 Jahre                                                    |                                                             |                                                             | Landesgericht f. Strafsachen                                |  |
|                                                             | 3                                                           | mit Todesfolge | 10 Jahre                                                    | 20 Jahre                                                    | lebenslang                                                  |                                                             | Landesgericht f. Strafsachen                                |  |
|                                                             | 4                                                           | freiwilliger Verzicht auf begehrte Leistung | 6 Monate                                                    | 5 Jahre                                                     |                                                             |                                                             | Landesgericht f. Strafsachen                                |  |
| § 103                                                       | 1                                                           | Überlieferung an eine ausländische Macht | 10 Jahre                                                    | 20 Jahre                                                    |                                                             |                                                             | Landesgericht f. Strafsachen                                |  |
|                                                             | 2                                                           | keine erhebliche Gefahr für das Opfer | 5 Jahre                                                     | 10 Jahre                                                    |                                                             |                                                             | Landesgericht f. Strafsachen                                |  |
| § 104                                                       | 1                                                           | Sklaverei | 10 Jahre                                                    | 20 Jahre                                                    |                                                             |                                                             | Landesgericht f. Strafsachen                                |  |
|                                                             | 2                                                           | wer bewirkt, dass ein anderer versklavt oder in eine sklavereiähnliche Lage gebracht wird | 10 Jahre                                                    | 20 Jahre                                                    |                                                             |                                                             | Landesgericht f. Strafsachen                                |  |
| § 104a                                                      | 1                                                           | Menschenhandel |                                                             | 5 Jahre                                                     |                                                             |                                                             |                                                             |  |
|                                                             | 3                                                           | unter Einsatz von Gewalt oder gefährlicher Drohung | 6 Monate                                                    | 5 Jahre                                                     |                                                             |                                                             | Landesgericht f. Strafsachen                                |  |
|                                                             | 4                                                           | - im Rahmen einer kriminellen Vereinigung oder - unter Anwendung schwerer Gewalt oder - bei Gefährdung oder bei besonders schwereren Nachteil für das Opfer | 1 Jahr                                                      | 10 Jahre                                                    |                                                             |                                                             | Landesgericht f. Strafsachen                                |  |
|                                                             | 5                                                           | gegen unmündige Person | 1 Jahr                                                      | 10 Jahre                                                    |                                                             |                                                             | Landesgericht f. Strafsachen                                |  |
| § 105                                                       | 1                                                           | Nötigung |                                                             | 1 Jahr                                                      |                                                             | 720 Tagsätze                                                | Landesgericht f. Strafsachen                                |  |
|                                                             | 2                                                           | Rechtfertigungsgrund |                                                             |                                                             |                                                             |                                                             |                                                             |  |
| § 106                                                       | 1                                                           | Schwere Nötigung | 6 Monate                                                    | 5 Jahre                                                     |                                                             |                                                             | Landesgericht f. Strafsachen                                |  |
|                                                             | 2                                                           | mit Selbstmord oder -versuch des Opfers zur Folge | 1 Jahr                                                      | 10 Jahre                                                    |                                                             |                                                             | Landesgericht f. Strafsachen                                |  |
|                                                             | 3                                                           | - zwecks Prostitution oder - zur Mitwirkung an einer pornographischen Darbietung gegen unmündige Person oder - im Rahmen einer kriminellen Vereinigung oder - unter Anwendung schwerer Gewalt oder - bei Gefährdung oder - bei besonders schwereren Nachteil für das Opfer                                                                        | 1 Jahr                                                      | 10 Jahre                                                    |                                                             |                                                             | Landesgericht f. Strafsachen                                |  |
| § 106a                                                      | 1, 2                                                        | Zwangsheirat | 6 Monate                                                    | 5 Jahre                                                     |                                                             |                                                             | Landesgericht f. Strafsachen                                |  |
|                                                             | 3                                                           | mit Selbstmord oder -versuch des Opfers zur Folge | 1 Jahr                                                      | 10 Jahre                                                    |                                                             |                                                             | Landesgericht f. Strafsachen                                |  |
| § 107                                                       | 1                                                           | Gefährliche Drohung |                                                             | 1 Jahr                                                      |                                                             | 720 Tagsätze                                                | Landesgericht f. Strafsachen                                |  |
|                                                             | 2                                                           | - mit Tod, - mit einer erheblichen Verstümmelung oder einer auffallenden Verunstaltung, - mit einer Entführung, - mit einer Brandstiftung, - mit einer Gefährdung durch Kernenergie, ionisierende Strahlen oder Sprengmittel oder - mit der Vernichtung der wirtschaftlichen Existenz oder gesellschaftlichen Stellung über längere Zeit hindurch |                                                             | 3 Jahre                                                     |                                                             |                                                             | Landesgericht f. Strafsachen                                |  |
|                                                             | 3                                                           | mit Selbstmord oder -versuch des Opfers zur Folge | 1 Jahr                                                      | 10 Jahre                                                    |                                                             |                                                             | Landesgericht f. Strafsachen                                |  |
| § 107a                                                      | 1                                                           | Beharrliche Verfolgung |                                                             | 1 Jahr                                                      |                                                             | 720 Tagsätze                                                | Landesgericht f. Strafsachen                                |  |
|                                                             | 3                                                           | Verursachen von Selbstmord oder Selbstmordversuch des Opfers |                                                             | 3 Jahre                                                     |                                                             |                                                             | Landesgericht f. Strafsachen                                |  |
| § 107b                                                      | 1                                                           | Fortgesetzte Gewaltausübung |                                                             | 3 Jahre                                                     |                                                             |                                                             | Landesgericht f. Strafsachen                                |  |
|                                                             | 3                                                           | - durch die Tat eine umfassende Kontrolle des Verhaltens der verletzten Person herstellt oder eine erhebliche Einschränkung der autonomen Lebensführung der verletzten Person bewirkt | 6 Monate                                                    | 5 Jahre                                                     |                                                             |                                                             | Landesgericht f. Strafsachen                                |  |
|                                                             | 3a                                                          | - gegen eine unmündige oder wegen Gebrechlichkeit, Krankheit oder einer geistigen Behinderung wehrlose Person - auf qualvolle Weise - im Rahmen einer fortgesetzten Gewaltausübung nach Abs. 3 wiederholt Straftaten gegen die sexuelle Selbstbestimmung und Integrität begeht                                                                    | 1 Jahr                                                      | 10 Jahre                                                    |                                                             |                                                             | Landesgericht f. Strafsachen                                |  |
|                                                             | 4 1.Fall                                                    | - Verursachen Körperverletzung mit schweren Dauerfolgen (§ 85) durch Tat nach Abs. 3 oder 3a Punkt 1 - Gewalt nach Abs. 3 oder 3a Punkt 1 länger als 1 Jahr | 5 Jahre                                                     | 15 Jahre                                                    |                                                             |                                                             | Landesgericht f. Strafsachen                                |  |
|                                                             | 4 2.Fall                                                    | bei Verursachen des Tods durch Tat nach Abs. 3 oder 3a Punkt 1 | 10 Jahre                                                    | 20 Jahre                                                    |                                                             |                                                             | Landesgericht f. Strafsachen                                |  |
| § 107 c                                                     | 1                                                           | Fortgesetzte Belästigung im Wege einer Telekommunikation oder eines Computersystems |                                                             | 1 Jahr                                                      |                                                             | 720 Tagsätze                                                | Landesgericht f. Strafsachen                                |  |
|                                                             | 2                                                           | Verursachen von Selbstmord oder Selbstmordversuch des Opfers oder Begehung über mehr als 1 Jahr |                                                             | 3 Jahre                                                     |                                                             |                                                             | Landesgericht f. Strafsachen                                |  |
| § 108                                                       | 1                                                           | Täuschung |                                                             | 1 Jahr                                                      |                                                             | 720 Tagsätze                                                | Landesgericht f. Strafsachen                                |  |
| § 109                                                       | 1                                                           | Hausfriedensbruch |                                                             | 1 Jahr                                                      |                                                             | 720 Tagsätze                                                | Landesgericht f. Strafsachen                                |  |
|                                                             | 3                                                           | - mit beabsichtigter Gewalt gegen eine dort befindliche Person oder Sache, - mit einer Waffe, oder - mit erzwungenen Eindringen mehrerer Personen |                                                             | 3 Jahre                                                     |                                                             |                                                             | Landesgericht f. Strafsachen                                |  |
| § 110                                                       | 1                                                           | Eigenmächtige Heilbehandlung |                                                             | 6 Monate                                                    |                                                             | 360 Tagessätze                                              | Landesgericht f. Strafsachen                                |  |

## Vierter Abschnitt – Strafbare Handlungen gegen die Ehre
| Vierter Abschnitt – Strafbare Handlungen gegen die Ehre | Vierter Abschnitt – Strafbare Handlungen gegen die Ehre | Vierter Abschnitt – Strafbare Handlungen gegen die Ehre                                                  | Vierter Abschnitt – Strafbare Handlungen gegen die Ehre | Vierter Abschnitt – Strafbare Handlungen gegen die Ehre | Vierter Abschnitt – Strafbare Handlungen gegen die Ehre | Vierter Abschnitt – Strafbare Handlungen gegen die Ehre | Vierter Abschnitt – Strafbare Handlungen gegen die Ehre |
| Paragraph                                               | Absatz                                                  | Straftatbestand                                                                                          | Freiheitsstrafe – Untergrenze                           | Freiheitsstrafe – Obergrenze                            | alternative Freiheitsstrafe                             | Geldstrafe – Obergrenze                                 | Sachliche Zuständigkeit                                 |
| ------------------------------------------------------- | ------------------------------------------------------- | --- | ------------------------------------------------------- | ------------------------------------------------------- | ------------------------------------------------------- | ------------------------------------------------------- | ------------------------------------------------------- |
| § 111                                                   | 1                                                       | Üble Nachrede                                                                                            |                                                         | 6 Monate                                                |                                                         | 360 Tagessätze                                          | Bezirksgericht                                          |
|                                                         | 2                                                       | - in einem Druckwerk, - im Rundfunk oder - sonst auf einer breiten Öffentlichkeit zugänglichen Weise     |                                                         | 1 Jahr                                                  |                                                         | 720 Tagessätze                                          | Landesgericht f. Strafsachen                            |
|                                                         | 3                                                       | Strafaufhebungsgrund                                                                                     |                                                         |                                                         |                                                         |                                                         |                                                         |
| § 112                                                   |                                                         | Wahrheitsbeweis und Beweis des guten Glaubens                                                            |                                                         |                                                         |                                                         |                                                         |                                                         |
| § 113                                                   |                                                         | Vorwurf einer schon abgetanen gerichtlich strafbaren Handlung                                            |                                                         | 3 Monate                                                |                                                         | 180 Tagessätze                                          |                                                         |
| § 114                                                   |                                                         | Straflosigkeit wegen Ausübung eines Rechtes oder Nötigung durch besondere Umstände                       |                                                         | Strafaufhebungsgrund                                    |                                                         |                                                         |                                                         |
| § 115                                                   |                                                         | Beleidigung                                                                                              |                                                         | 3 Monate                                                |                                                         | 180 Tagessätze                                          | Bezirksgericht                                          |
|                                                         | 3                                                       | Entschuldigungsgrund                                                                                     |                                                         |                                                         |                                                         |                                                         |                                                         |
| § 116                                                   |                                                         | Öffentliche Beleidigung eines verfassungsmäßigen Vertretungskörpers, des Bundesheeres oder einer Behörde |                                                         | 3 Monate                                                |                                                         | 180 Tagessätze                                          | Landesgericht f. Strafsachen                            |
| § 117                                                   |                                                         | Berechtigung zur Anklage                                                                                 |                                                         | prozessuale Verfolgungsvoraussetzungen                  |                                                         |                                                         |                                                         |

## Fünfter Abschnitt – Verletzungen der Privatsphäre und bestimmter Berufsgeheimnisse
| Fünfter Abschnitt – Verletzungen der Privatsphäre und bestimmter Berufsgeheimnisse | Fünfter Abschnitt – Verletzungen der Privatsphäre und bestimmter Berufsgeheimnisse | Fünfter Abschnitt – Verletzungen der Privatsphäre und bestimmter Berufsgeheimnisse | Fünfter Abschnitt – Verletzungen der Privatsphäre und bestimmter Berufsgeheimnisse | Fünfter Abschnitt – Verletzungen der Privatsphäre und bestimmter Berufsgeheimnisse | Fünfter Abschnitt – Verletzungen der Privatsphäre und bestimmter Berufsgeheimnisse | Fünfter Abschnitt – Verletzungen der Privatsphäre und bestimmter Berufsgeheimnisse | Fünfter Abschnitt – Verletzungen der Privatsphäre und bestimmter Berufsgeheimnisse |
| Paragraph                                                                          | Absatz                                                                             | Straftatbestand | Freiheitsstrafe – Untergrenze                                                      | Freiheitsstrafe – Obergrenze                                                       | alternative Freiheitsstrafe                                                        | Geldstrafe – Obergrenze                                                            | Sachliche Zuständigkeit                                                            |
| ---------------------------------------------------------------------------------- | ---------------------------------------------------------------------------------- | --- | ---------------------------------------------------------------------------------- | ---------------------------------------------------------------------------------- | ---------------------------------------------------------------------------------- | ---------------------------------------------------------------------------------- | ---------------------------------------------------------------------------------- |
| § 118                                                                              | 1                                                                                  | Verletzung des Briefgeheimnisses und Unterdrückung von Briefen |                                                                                    | 3 Monate                                                                           |                                                                                    | 180 Tagessätze                                                                     |                                                                                    |
|                                                                                    | 2                                                                                  | 1.ein verschlossenes Behältnis, in dem sich ein solches Schriftstück befindet, öffnet oder 2.ein technisches Mittel anwendet, um seinen Zweck ohne Öffnen des Verschlusses des Schriftstücks oder des Behältnisses (Z. 1) zu erreichen |                                                                                    | 3 Monate                                                                           |                                                                                    | 180 Tagessätze                                                                     |                                                                                    |
|                                                                                    | 3                                                                                  | Unterdrückung oder Unterschlagung eines Briefes oder anderen Schriftstückes (Abs. 1) |                                                                                    | 3 Monate                                                                           |                                                                                    | 180 Tagessätze                                                                     |                                                                                    |
| § 118a                                                                             | 1                                                                                  | Widerrechtlicher Zugriff auf ein Computersystem |                                                                                    | 2 Jahre                                                                            |                                                                                    |                                                                                    |                                                                                    |
|                                                                                    | 2                                                                                  | auf ein Computersystem, das ein wesentlicher Bestandteil der kritischen Infrastruktur ist |                                                                                    | 3 Jahre                                                                            |                                                                                    |                                                                                    |                                                                                    |
|                                                                                    | 4                                                                                  | als Mitglied einer kriminellen Vereinigung |                                                                                    | 3 Jahre                                                                            |                                                                                    |                                                                                    |                                                                                    |
|                                                                                    | 4                                                                                  | als Mitglied einer kriminellen Vereinigung auf ein Computersystem, das ein wesentlicher Bestandteil der kritischen Infrastruktur ist                                                                                                   | 6 Monate                                                                           | 5 Jahre                                                                            |                                                                                    |                                                                                    |                                                                                    |
| § 119                                                                              |                                                                                    | Verletzung des Telekommunikationsgeheimnisses |                                                                                    | 2 Jahre                                                                            |                                                                                    |                                                                                    |                                                                                    |
| § 119a                                                                             |                                                                                    | Missbräuchliches Abfangen von Daten |                                                                                    | 2 Jahre                                                                            |                                                                                    |                                                                                    |                                                                                    |
| § 120                                                                              | 1                                                                                  | Missbrauch von Tonaufnahme- oder Abhörgeräten |                                                                                    | 1 Jahr                                                                             |                                                                                    | 720 Tagessätze                                                                     |                                                                                    |
|                                                                                    | 2                                                                                  | ohne Einwilligung des sprechenden |                                                                                    | 1 Jahr                                                                             |                                                                                    | 720 Tagessätze                                                                     |                                                                                    |
|                                                                                    | 2a                                                                                 | eine nicht für ihn bestimmte Nachricht veröffentlichen |                                                                                    | 3 Monate                                                                           |                                                                                    | 180 Tagessätze                                                                     |                                                                                    |
| § 120 a                                                                            | 1                                                                                  | Herstellen unbefugter Bildaufnahmen |                                                                                    | 6 Monate                                                                           |                                                                                    | 360 Tagessätze                                                                     |                                                                                    |
|                                                                                    | 2                                                                                  | Zugänglichmachen für Dritte / Veröffentlichen unbefugter Bildaufnahmen |                                                                                    | 1 Jahr                                                                             |                                                                                    | 720 Tagessätze                                                                     |                                                                                    |
| § 121                                                                              | 1                                                                                  | Verletzung von Berufsgeheimnissen |                                                                                    | 2 Jahre                                                                            |                                                                                    |                                                                                    |                                                                                    |
|                                                                                    | 1a                                                                                 | Offenbarung (Einsichtnahme oder Verwertung) von Geheimnissen ihres Gesundheitszustandes verlangen |                                                                                    | 2 Jahre                                                                            |                                                                                    |                                                                                    |                                                                                    |
|                                                                                    | 2                                                                                  | um sich oder einem anderen einen Vermögensvorteil zuzuwenden oder einem anderen einen Nachteil zuzufügen |                                                                                    | 3 Jahre                                                                            |                                                                                    |                                                                                    |                                                                                    |
|                                                                                    | 5                                                                                  | Strafausschließungsgrund |                                                                                    |                                                                                    |                                                                                    |                                                                                    |                                                                                    |
| § 122                                                                              | 1                                                                                  | Verletzung eines Geschäfts- oder Betriebsgeheimnisses |                                                                                    | 2 Jahre                                                                            |                                                                                    |                                                                                    |                                                                                    |
|                                                                                    | 2                                                                                  | um sich oder einem anderen einen Vermögensvorteil zuzuwenden oder einem anderen einen Nachteil zuzufügen |                                                                                    | 3 Jahre                                                                            |                                                                                    |                                                                                    |                                                                                    |
|                                                                                    | 4                                                                                  | Strafausschließungsgrund |                                                                                    |                                                                                    |                                                                                    |                                                                                    |                                                                                    |
| § 123                                                                              |                                                                                    | Auskundschaftung eines Geschäfts- oder Betriebsgeheimnisses |                                                                                    | 3 Jahre                                                                            |                                                                                    |                                                                                    |                                                                                    |
| § 124                                                                              | 1                                                                                  | Auskundschaftung eines Geschäfts- oder Betriebsgeheimnisses zugunsten des Auslands | 6 Monate                                                                           | 5 Jahre                                                                            |                                                                                    |                                                                                    |                                                                                    |
|                                                                                    | 2                                                                                  | Verwertung, Verwendung oder sonstigen Auswertung im Ausland | 6 Monate                                                                           | 5 Jahre                                                                            |                                                                                    |                                                                                    |                                                                                    |

## Sechster Abschnitt – Strafbare Handlungen gegen fremdes Vermögen
| Sechster Abschnitt – Strafbare Handlungen gegen fremdes Vermögen | Sechster Abschnitt – Strafbare Handlungen gegen fremdes Vermögen | Sechster Abschnitt – Strafbare Handlungen gegen fremdes Vermögen | Sechster Abschnitt – Strafbare Handlungen gegen fremdes Vermögen | Sechster Abschnitt – Strafbare Handlungen gegen fremdes Vermögen | Sechster Abschnitt – Strafbare Handlungen gegen fremdes Vermögen | Sechster Abschnitt – Strafbare Handlungen gegen fremdes Vermögen | Sechster Abschnitt – Strafbare Handlungen gegen fremdes Vermögen |
| Paragraph                                                        | Absatz                                                           | Straftatbestand | Freiheitsstrafe – Untergrenze                                    | Freiheitsstrafe – Obergrenze                                     | alternative Freiheitsstrafe                                      | Geldstrafe – Obergrenze                                          | Sachliche Zuständigkeit                                          |
| ---------------------------------------------------------------- | ---------------------------------------------------------------- | --- | ---------------------------------------------------------------- | ---------------------------------------------------------------- | ---------------------------------------------------------------- | ---------------------------------------------------------------- | ---------------------------------------------------------------- |
| § 125                                                            |                                                                  | Sachbeschädigung |                                                                  | 6 Monate                                                         |                                                                  | 360 Tagessätze                                                   | Bezirksgericht                                                   |
| § 126                                                            | 1                                                                | Schwere Sachbeschädigung |                                                                  | 2 Jahre                                                          |                                                                  |                                                                  | Landesgericht f. Strafsachen                                     |
|                                                                  | 2                                                                | mit € 300.000 übersteigenden Schaden | 6 Monate                                                         | 5 Jahre                                                          |                                                                  |                                                                  | Landesgericht f. Strafsachen, Schöffengericht                    |
| § 126a                                                           | 1                                                                | Datenbeschädigung |                                                                  | 6 Monate                                                         |                                                                  | 360 Tagessätze                                                   | Bezirksgericht                                                   |
|                                                                  | 2                                                                | mit € 5.000 übersteigenden Schaden |                                                                  | 2 Jahre                                                          |                                                                  |                                                                  | Landesgericht f. Strafsachen                                     |
|                                                                  | 3                                                                | Beeinträchtigung mehrere Computersysteme |                                                                  | 3 Jahre                                                          |                                                                  |                                                                  | Landesgericht f. Strafsachen                                     |
|                                                                  | 4                                                                | - mit € 300 000 übersteigenden Schaden - wesentliche Bestandteile der kritischen Infrastruktur (§ 74 Abs. 1 Z 11) beeinträchtigt - als Mitglied einer kriminellen Vereinigung begeht    | 6 Monate                                                         | 5 Jahre                                                          |                                                                  |                                                                  | Landesgericht f. Strafsachen, Schöffengericht                    |
| § 126b                                                           | 1                                                                | Störung der Funktionsfähigkeit eines Computersystems |                                                                  | 6 Monate                                                         |                                                                  | 360 Tagessätze                                                   | Bezirksgericht                                                   |
|                                                                  | 2                                                                | eine längere Zeit andauernde Störung |                                                                  | 2 Jahre                                                          |                                                                  |                                                                  | Landesgericht f. Strafsachen                                     |
|                                                                  | 3                                                                | mehrere Computersysteme |                                                                  | 3 Jahre                                                          |                                                                  |                                                                  | Landesgericht f. Strafsachen                                     |
|                                                                  | 4                                                                | - mit € 300 000 übersteigenden Schaden - gegen ein Computersystem, das ein wesentlicher Bestandteil der kritische Infrastruktur ist - als Mitglied einer kriminellen Vereinigung begeht | 6 Monate                                                         | 5 Jahre                                                          |                                                                  |                                                                  | Landesgericht f. Strafsachen, Schöffengericht                    |
| § 126c                                                           | 1                                                                | Missbrauch von Computerprogrammen oder Zugangsdaten |                                                                  | 6 Monate                                                         |                                                                  | 360 Tagessätze                                                   | Bezirksgericht                                                   |
|                                                                  | 1a                                                               | Begehung in Bezug auf betrügerischen Datenverarbeitungsmissbrauch |                                                                  | 2 Jahre                                                          |                                                                  |                                                                  |                                                                  |
|                                                                  | 2                                                                | Strafausschließungsgrund |                                                                  |                                                                  |                                                                  |                                                                  |                                                                  |
|                                                                  | 3                                                                | Begehung in Bezug auf Daten, die geeignet sind, eine Beeinträchtigung wesentlicher Bestandteile der kritischen Infrastruktur zu verursachen                                             |                                                                  | 3 Jahre                                                          |                                                                  |                                                                  |                                                                  |
| § 127                                                            |                                                                  | Diebstahl |                                                                  | 6 Monate                                                         |                                                                  | 360 Tagessätze                                                   | Bezirksgericht                                                   |
| § 128                                                            | 1                                                                | Schwerer Diebstahl |                                                                  | 3 Jahre                                                          |                                                                  |                                                                  | Landesgericht f. Strafsachen, Schöffengericht                    |
|                                                                  | 2                                                                | mit € 300.000 übersteigenden Schaden | 1 Jahr                                                           | 10 Jahre                                                         |                                                                  |                                                                  | Landesgericht f. Strafsachen, Geschworenengericht                |
| § 129                                                            | 1                                                                | Diebstahl durch Einbruch oder mit Waffen |                                                                  | 3 Jahre                                                          |                                                                  |                                                                  | Landesgericht f. Strafsachen, Einzelrichter                      |
|                                                                  | 2                                                                | Einbruch in eine Wohnstätte, Diebstahl mit Waffen | 6 Monate                                                         | 5 Jahre                                                          |                                                                  |                                                                  | Landesgericht f. Strafsachen                                     |
| § 130                                                            | 1                                                                | Gewerbsmäßiger Diebstahl und Diebstahl im Rahmen einer kriminellen Vereinigung |                                                                  | 3 Jahre                                                          |                                                                  |                                                                  | Landesgericht f. Strafsachen, Geschworenengericht                |
|                                                                  | 2                                                                | schwerer Diebstahl | 6 Monate                                                         | 5 Jahre                                                          |                                                                  |                                                                  |                                                                  |
|                                                                  | 3                                                                | Einbruch in eine Wohnstätte, Diebstahl mit Waffen | 1 Jahr                                                           | 10 Jahren                                                        |                                                                  |                                                                  |                                                                  |
| § 131                                                            | 1 1.Fall                                                         | Räuberischer Diebstahl | 6 Monate                                                         | 5 Jahre                                                          |                                                                  |                                                                  | Landesgericht f. Strafsachen, Geschworenengericht                |
|                                                                  | 1 2.Fall                                                         | - mit Körperverletzung mit schweren Dauerfolgen (§ 85) oder - den Tod eines Menschen zur Folge                                                                                          | 5 Jahre                                                          | 15 Jahre                                                         |                                                                  |                                                                  | Landesgericht f. Strafsachen, Geschworenengericht                |
| § 132                                                            | 1                                                                | Entziehung von Energie |                                                                  | 6 Monate                                                         |                                                                  | 360 Tagessätze                                                   |                                                                  |
|                                                                  | 2 1. Fall                                                        | mit einem € 5.000 übersteigendem Schaden |                                                                  | 3 Jahre                                                          |                                                                  |                                                                  |                                                                  |
|                                                                  | 2 2. Fall                                                        | mit einem € 300.000 übersteigendem Schaden | 1 Jahr                                                           | 10 Jahre                                                         |                                                                  |                                                                  |                                                                  |
| § 133                                                            | 1                                                                | Veruntreuung |                                                                  | 6 Monate                                                         |                                                                  | 360 Tagessätze                                                   |                                                                  |
|                                                                  | 2 1. Fall                                                        | mit einem € 5.000 übersteigendem Schaden |                                                                  | 3 Jahre                                                          |                                                                  |                                                                  |                                                                  |
|                                                                  | 2 2. Fall                                                        | mit einem € 300.000 übersteigendem Schaden | 1 Jahr                                                           | 10 Jahre                                                         |                                                                  |                                                                  |                                                                  |
| § 134                                                            | 1                                                                | Unterschlagung |                                                                  | 6 Monate                                                         |                                                                  | 360 Tagessätzen                                                  |                                                                  |
|                                                                  | 2                                                                | ohne Zueignungsvorsatz |                                                                  | 6 Monate                                                         |                                                                  | 360 Tagessätzen                                                  |                                                                  |
|                                                                  | 3 1. Fall                                                        | mit einem € 5.000 übersteigendem Schaden |                                                                  | 2 Jahre                                                          |                                                                  |                                                                  |                                                                  |
|                                                                  | 3 2. Fall                                                        | mit einem € 300.000 übersteigendem Schaden | 6 Monate                                                         | 5 Jahre                                                          |                                                                  |                                                                  |                                                                  |
| § 135                                                            | 1                                                                | Dauernde Sachentziehung |                                                                  | 6 Monate                                                         |                                                                  | 360 Tagessätzen                                                  |                                                                  |
|                                                                  | 2 1. Fall                                                        | mit einem € 5.000 übersteigendem Schaden |                                                                  | 2 Jahre                                                          |                                                                  |                                                                  |                                                                  |
|                                                                  | 2 2. Fall                                                        | mit einem € 300.000 übersteigendem Schaden | 6 Monate                                                         | 5 Jahre                                                          |                                                                  |                                                                  |                                                                  |
| § 136                                                            | 1                                                                | Unbefugter Gebrauch von Fahrzeugen |                                                                  | 6 Monate                                                         |                                                                  | 360 Tagessätzen                                                  |                                                                  |
|                                                                  | 2                                                                | mit Gewalt |                                                                  | 2 Jahre                                                          |                                                                  |                                                                  |                                                                  |
|                                                                  | 3 1. Fall                                                        | mit einem € 5.000 übersteigendem Schaden |                                                                  | 2 Jahre                                                          |                                                                  |                                                                  |                                                                  |
|                                                                  | 3 2. Fall                                                        | mit einem € 300.000 übersteigendem Schaden |                                                                  | 3 Jahre                                                          |                                                                  |                                                                  |                                                                  |
|                                                                  | 4                                                                | Strafausschließungsgrund |                                                                  |                                                                  |                                                                  |                                                                  |                                                                  |
| § 137                                                            |                                                                  | Eingriff in fremdes Jagd- oder Fischereirecht |                                                                  | 6 Monate                                                         |                                                                  | 360 Tagessätzen                                                  |                                                                  |
| § 138                                                            |                                                                  | Schwerer Eingriff in fremdes Jagd- oder Fischereirecht |                                                                  | 3 Jahre                                                          |                                                                  |                                                                  |                                                                  |
| § 139                                                            |                                                                  | Verfolgungsvoraussetzung |                                                                  |                                                                  |                                                                  |                                                                  |                                                                  |
| § 140                                                            |                                                                  | Gewaltanwendung eines Wilderers | 6 Monate                                                         | 5 Jahre                                                          |                                                                  |                                                                  |                                                                  |
|                                                                  |                                                                  | mit Körperverletzung mit Dauerfolgen (§85) oder Tod eines Menschen | 5 Jahre                                                          | 15 Jahre                                                         |                                                                  |                                                                  |                                                                  |
| § 141                                                            | 1                                                                | Entwendung |                                                                  | 1 Monat                                                          |                                                                  | 60 Tagessätzen                                                   |                                                                  |
|                                                                  | 3                                                                | Strafausschließungsgrund |                                                                  |                                                                  |                                                                  |                                                                  |                                                                  |
|                                                                  | 4                                                                | Strafausschließungsgrund |                                                                  |                                                                  |                                                                  |                                                                  |                                                                  |
| § 142                                                            | 1                                                                | Raub | 1 Jahr                                                           | 10 Jahre                                                         |                                                                  |                                                                  |                                                                  |
|                                                                  | 2                                                                | ohne Anwendung erheblicher Gewalt | 6 Monate                                                         | 5 Jahre                                                          |                                                                  |                                                                  |                                                                  |
| § 143                                                            |                                                                  | Schwerer Raub | 1 Jahr                                                           | 15 Jahre                                                         |                                                                  |                                                                  |                                                                  |
|                                                                  |                                                                  | bei schweren Verletzungen (§84 Abs. 1) | 5 Jahre                                                          | 15 Jahre                                                         |                                                                  |                                                                  |                                                                  |
|                                                                  |                                                                  | bei Körperverletzung mit schweren Dauerfolgen (§ 85) | 10 Jahre                                                         | 20 Jahre                                                         |                                                                  |                                                                  |                                                                  |
|                                                                  |                                                                  | bei Tod eines Menschen | 10 Jahre                                                         | 20 Jahre                                                         | lebenslang                                                       |                                                                  |                                                                  |
| § 144                                                            | 1                                                                | Erpressung | 6 Monate                                                         | 5 Jahre                                                          |                                                                  |                                                                  |                                                                  |
|                                                                  | 2                                                                | Strafausschließungsgrund |                                                                  |                                                                  |                                                                  |                                                                  |                                                                  |
| § 145                                                            | 1                                                                | Schwere Erpressung | 1 Jahr                                                           | 10 Jahre                                                         |                                                                  |                                                                  |                                                                  |
|                                                                  | 2                                                                | gewerbsmäßig oder über längeren Zeitraum | 1 Jahr                                                           | 10 Jahre                                                         |                                                                  |                                                                  |                                                                  |
|                                                                  | 3                                                                | bei Selbstmord oder Selbstmordversuch des Genötigten oder eines anderen | 1 Jahr                                                           | 10 Jahre                                                         |                                                                  |                                                                  |                                                                  |
| § 146                                                            |                                                                  | Betrug |                                                                  | 6 Monate                                                         |                                                                  | 360 Tagessätzen                                                  |                                                                  |
| § 147                                                            | 1                                                                | Schwerer Betrug |                                                                  | 3 Jahre                                                          |                                                                  |                                                                  |                                                                  |
|                                                                  | 1a                                                               | Doping |                                                                  | 3 Jahre                                                          |                                                                  |                                                                  |                                                                  |
|                                                                  | 2                                                                | bei einem € 5.000 übersteigendem Schaden |                                                                  | 3 Jahre                                                          |                                                                  |                                                                  |                                                                  |
|                                                                  | 2a                                                               | Begehung als Mitglied einer kriminellen Vereinigung | 6 Monate                                                         | 5 Jahre                                                          |                                                                  |                                                                  |                                                                  |
|                                                                  | 3                                                                | bei einem € 300.000 übersteigendem Schaden | 1 Jahr                                                           | 10 Jahre                                                         |                                                                  |                                                                  |                                                                  |
| § 148                                                            |                                                                  | Gewerbsmäßiger Betrug |                                                                  | 3 Jahre                                                          |                                                                  |                                                                  |                                                                  |
|                                                                  |                                                                  | schwerer Betrug | 6 Monate                                                         | 5 Jahre                                                          |                                                                  |                                                                  |                                                                  |
| § 148a                                                           | 1                                                                | Betrügerischer Datenverarbeitungsmissbrauch |                                                                  | 6 Monate                                                         |                                                                  | 360 Tagessätzen                                                  |                                                                  |
|                                                                  | 2 1. Fall                                                        | gewerbsmäßig oder mit € 5.000 übersteigendem Schaden |                                                                  | 3 Jahre                                                          |                                                                  |                                                                  |                                                                  |
|                                                                  | 2 2. Fall                                                        | bei einem € 300.000 übersteigendem Schaden | 1 Jahr                                                           | 10 Jahre                                                         |                                                                  |                                                                  |                                                                  |
|                                                                  | 3                                                                | Begehung durch unrechtmäßige Dateneingabe, Datenveränderung usw. |                                                                  | 3 Jahre                                                          |                                                                  |                                                                  |                                                                  |
|                                                                  | 4                                                                | Begehung als Mitglied einer kriminellen Vereinigung | 6 Monate                                                         | 5 Jahre                                                          |                                                                  |                                                                  |                                                                  |
| § 149                                                            | 1                                                                | Erschleichung einer Leistung |                                                                  | 1 Monat                                                          |                                                                  | 60 Tagessätzen                                                   |                                                                  |
|                                                                  | 2                                                                | nicht in einer Ware stehende Leistung eines Automaten |                                                                  | 6 Monate                                                         |                                                                  | 360 Tagessätze                                                   |                                                                  |
|                                                                  | 3                                                                | Ist im Falle Abs. 2 das Entgelt nur gering |                                                                  | 1 Monat                                                          |                                                                  | 60 Tagessätze                                                    |                                                                  |
| § 150                                                            | 1                                                                | Notbetrug |                                                                  | 1 Monat                                                          |                                                                  | 60 Tagessätze                                                    |                                                                  |
|                                                                  | 3                                                                | Strafausschließungsgrund |                                                                  |                                                                  |                                                                  |                                                                  |                                                                  |
| § 151                                                            | 1                                                                | Versicherungsmissbrauch |                                                                  | 6 Monate                                                         |                                                                  | 360 Tagessätze                                                   |                                                                  |
|                                                                  | 2                                                                | Strafausschließungsgrund |                                                                  |                                                                  |                                                                  |                                                                  |                                                                  |
| § 152                                                            | 1                                                                | Kreditschädigung |                                                                  | 6 Monate                                                         |                                                                  | 360 Tagessätze                                                   |                                                                  |
| § 153                                                            | 1                                                                | Untreue |                                                                  | 6 Monate                                                         |                                                                  | 360 Tagessätze                                                   |                                                                  |
|                                                                  | 2 1. Fall                                                        | mit einem € 5.000 übersteigendem Schaden |                                                                  | 3 Jahre                                                          |                                                                  |                                                                  |                                                                  |
|                                                                  | 2 2. Fall                                                        | mit einem € 300.000 übersteigendem Schaden | 1 Jahr                                                           | 10 Jahre                                                         |                                                                  |                                                                  |                                                                  |
| § 153a                                                           |                                                                  | Geschenkannahme durch Machthaber |                                                                  | 1 Jahr                                                           |                                                                  | 720 Tagsätze                                                     |                                                                  |
| § 153b                                                           | 1                                                                | Förderungsmissbrauch |                                                                  | 6 Monate                                                         |                                                                  | 360 Tagessätze                                                   |                                                                  |
|                                                                  | 2                                                                | als leitender Angestellter (§ 74 Abs. 3) |                                                                  | 6 Monate                                                         |                                                                  | 360 Tagessätze                                                   |                                                                  |
|                                                                  | 3                                                                | mit einem € 5.000 übersteigendem Schaden |                                                                  | 2 Jahre                                                          |                                                                  |                                                                  |                                                                  |
|                                                                  | 4                                                                | mit einem € 300.000 übersteigendem Schaden | 6 Monate                                                         | 5 Jahre                                                          |                                                                  |                                                                  |                                                                  |
| § 153c                                                           | 1                                                                | Vorenthalten von Dienstnehmerbeiträgen zur Sozialversicherung |                                                                  | 1 Jahre                                                          |                                                                  | 720 Tagsätze                                                     |                                                                  |
|                                                                  | 3                                                                | Strafausschließungsgrund |                                                                  |                                                                  |                                                                  |                                                                  |                                                                  |
|                                                                  | 4                                                                | Wiederauflebung |                                                                  |                                                                  |                                                                  |                                                                  |                                                                  |
| § 153d                                                           | 1                                                                | Betrügerisches Anmelden zur Sozialversicherung oder Bauarbeiter-Urlaubs- und Abfertigungskasse                                                                                          |                                                                  | 3 Jahre                                                          |                                                                  |                                                                  |                                                                  |
|                                                                  | 3                                                                | gewerbsmäßig oder in Bezug auf eine größere Zahl von Personen | 6 Monate                                                         | 5 Jahre                                                          |                                                                  |                                                                  |                                                                  |
| § 153e                                                           | 1                                                                | Organisierte Schwarzarbeit |                                                                  | 2 Jahre                                                          |                                                                  |                                                                  |                                                                  |
|                                                                  | 2                                                                | als leitender Angestellter |                                                                  | 2 Jahre                                                          |                                                                  |                                                                  |                                                                  |
| § 154                                                            | 1                                                                | Geldwucher |                                                                  | 3 Jahre                                                          |                                                                  |                                                                  |                                                                  |
|                                                                  | 2                                                                | wer eine solche Forderung, die auf ihn übergegangen ist, wucherisch verwertet |                                                                  | 3 Jahre                                                          |                                                                  |                                                                  |                                                                  |
|                                                                  | 3                                                                | gewerbsmäßig begangen | 6 Monate                                                         | 5 Jahre                                                          |                                                                  |                                                                  |                                                                  |
|                                                                  | 4                                                                | neben der Freiheitsstrafe kann in allen Fällen erkannt werden |                                                                  |                                                                  |                                                                  | 360 Tagessätze                                                   |                                                                  |
| § 155                                                            | 1 1. Fall                                                        | Sachwucher |                                                                  | 3 Jahre                                                          |                                                                  |                                                                  |                                                                  |
|                                                                  | 1 2. Fall                                                        | wenn jedoch eine größere Anzahl Menschen schwer geschädigt ist | 6 Monate                                                         | 5 Jahre                                                          |                                                                  |                                                                  |                                                                  |
|                                                                  | 2 1.Fall                                                         | wer eine solche Forderung, die auf ihn übergegangen ist, wucherisch verwertet |                                                                  | 3 Jahre                                                          |                                                                  |                                                                  |                                                                  |
|                                                                  | 2 2.Fall                                                         | wenn jedoch eine größere Anzahl Menschen schwer geschädigt ist | 6 Monate                                                         | 5 Jahre                                                          |                                                                  |                                                                  |                                                                  |
| § 156                                                            | 1                                                                | Betrügerische Krida | 6 Monate                                                         | 5 Jahre                                                          |                                                                  |                                                                  |                                                                  |
|                                                                  | 2                                                                | mit einem € 300.000 übersteigendem Schaden | 1 Jahr                                                           | 10 Jahre                                                         |                                                                  |                                                                  |                                                                  |
| § 157                                                            |                                                                  | Schädigung fremder Gläubiger | 6 Monate                                                         | 5 Jahren                                                         |                                                                  |                                                                  |                                                                  |
|                                                                  |                                                                  | mit einem € 50.000 übersteigendem Schaden | 1 Jahr                                                           | 10 Jahre                                                         |                                                                  |                                                                  |                                                                  |
| § 158                                                            | 1                                                                | Begünstigung eines Gläubigers |                                                                  | 2 Jahre                                                          |                                                                  |                                                                  |                                                                  |
|                                                                  | 2                                                                | Strafausschließungsgrund |                                                                  |                                                                  |                                                                  |                                                                  |                                                                  |
| § 159                                                            | 1                                                                | Grob fahrlässige Beeinträchtigung von Gläubigerinteressen |                                                                  | 1 Jahr                                                           |                                                                  | 720 Tagessätze                                                   |                                                                  |
|                                                                  | 2                                                                | in Kenntnis oder fahrlässiger Unkenntnis |                                                                  |                                                                  |                                                                  |                                                                  |                                                                  |
|                                                                  | 3                                                                | wer grob fahrlässig seine wirtschaftliche Lage durch kridaträchtiges Handeln (Abs. 5) beeinträchtigt                                                                                    |                                                                  |                                                                  |                                                                  |                                                                  |                                                                  |
|                                                                  | 4.1                                                              | im Falle des Abs. 1 einen € 800.000 übersteigenden Befriedigungsausfall bewirkt |                                                                  | 2 Jahre                                                          |                                                                  |                                                                  |                                                                  |
|                                                                  | 4.2                                                              | in Falle des Abs. 2 einen € 800.000 übersteigenden zusätzlichen Befriedigungsausfall bewirkt                                                                                            |                                                                  | 2 Jahre                                                          |                                                                  |                                                                  |                                                                  |
|                                                                  | 4.3                                                              | wenn durch eine in den Abs. 1 oder 2 mit Strafe bedrohte Handlungen die wirtschaftliche Existenz vieler Menschen schädigt oder im Falle dea Abs. 3 geschädigt hätte                     |                                                                  | 2 Jahre                                                          |                                                                  |                                                                  |                                                                  |
| § 160                                                            | 1.1                                                              | Umtriebe während einer Geschäftsaufsicht oder im Insolvenzverfahren |                                                                  | 1 Jahr                                                           |                                                                  | 720 Tagessätze                                                   |                                                                  |
| § 162                                                            | 1                                                                | Vollstreckungsvereitelung |                                                                  | 6 Monate                                                         |                                                                  | 360 Tagessätze                                                   |                                                                  |
|                                                                  | 2                                                                | bei einem € 3.000 übersteigendem Schaden |                                                                  | 3 Jahre                                                          |                                                                  |                                                                  |                                                                  |
| § 163                                                            |                                                                  | Vollstreckungsvereitelung zugunsten eines anderen |                                                                  |                                                                  |                                                                  |                                                                  |                                                                  |
| § 164                                                            | 1                                                                | Hehlerei |                                                                  | 6 Monate                                                         |                                                                  | 360 Tagessätze                                                   |                                                                  |
|                                                                  | 2                                                                | wer eine solche Sache kauft, sonst an sich bringt oder einem Dritten verschafft |                                                                  | 6 Monate                                                         |                                                                  | 360 Tagessätze                                                   |                                                                  |
|                                                                  | 3                                                                | bei einem Wert von mehr als € 3.000 |                                                                  | 2 Jahre                                                          |                                                                  |                                                                  |                                                                  |
|                                                                  | 4                                                                | - bei einem Wert von mehr als € 50.000 oder - wer die Hehlerei gewerbsmäßig betreibt | 6 Monate                                                         | 5 Jahre                                                          |                                                                  |                                                                  |                                                                  |
| § 165                                                            | 1                                                                | Geldwäscherei | 6 Monate                                                         | 5 Jahre                                                          |                                                                  |                                                                  |                                                                  |
|                                                                  | 2                                                                | wer wissentlich solche Vermögensbestandteile an sich bringt, verwahrt, anlegt, verwaltet, umwandelt, verwertet oder einem Dritten überträgt                                             | 6 Monate                                                         | 5 Jahre                                                          |                                                                  |                                                                  |                                                                  |
|                                                                  | 3                                                                | Bestandteile des Vermögens einer kriminellen Organisation (§ 278a) oder einer terroristischen Vereinigung (§ 278b)                                                                      | 6 Monate                                                         | 5 Jahre                                                          |                                                                  |                                                                  |                                                                  |
|                                                                  | 4                                                                | - bei einem € 50.000 übersteigendem Wert oder - als Mitglied einer kriminellen Vereinigung begeht, die sich zur fortgesetzten Geldwäscherei verbunden hat                               | 1 Jahr                                                           | 10 Jahre                                                         |                                                                  |                                                                  |                                                                  |
| § 165a                                                           |                                                                  | Tätige Reue |                                                                  |                                                                  |                                                                  |                                                                  |                                                                  |
| § 166                                                            | 1 1.Fall                                                         | Begehung im Familienkreis |                                                                  | 3 Monate                                                         |                                                                  | 180 Tagessätze                                                   |                                                                  |
|                                                                  | 1 2.Fall                                                         | wenn die Tat jedoch sonst mit einer Freiheitsstrafe bedroht wäre, die drei Jahre erreicht oder übersteigt                                                                               |                                                                  | 6 Monate                                                         |                                                                  | 360 Tagessätze                                                   |                                                                  |
|                                                                  | 2 1.Fall                                                         | wer sich an der Tat bloß zum Vorteil eines anderen beteiligt (§ 12) |                                                                  | 3 Monate                                                         |                                                                  | 180 Tagessätze                                                   |                                                                  |
|                                                                  | 2 2.Fall                                                         | wenn die Tat jedoch sonst mit einer Freiheitsstrafe bedroht wäre, die drei Jahre erreicht oder übersteigt                                                                               |                                                                  | 6 Monate                                                         |                                                                  | 360 Tagessätze                                                   |                                                                  |
| § 167                                                            |                                                                  | Tätige Reue |                                                                  |                                                                  |                                                                  |                                                                  |                                                                  |
| § 168                                                            | 1                                                                | Glücksspiel |                                                                  | 6 Monate                                                         |                                                                  | 360 Tagessätze                                                   |                                                                  |
|                                                                  | 2                                                                | gewerbsmäßig |                                                                  | 6 Monate                                                         |                                                                  | 360 Tagessätze                                                   |                                                                  |
| § 168a                                                           | 1 1.Fall                                                         | Ketten- oder Pyramidenspiele |                                                                  | 6 Monate                                                         |                                                                  | 360 Tagessätze                                                   |                                                                  |
|                                                                  | 1 2.Fall                                                         | das System bloß zu gemeinnützigen Zwecken veranstaltet wird oder bloß Einsätze geringen Wertes verlangt werden.                                                                         |                                                                  |                                                                  |                                                                  |                                                                  |                                                                  |
|                                                                  | 2                                                                | eine größere Anzahl Menschen schwer geschädigt |                                                                  | 3 Jahre                                                          |                                                                  |                                                                  |                                                                  |
| § 168b                                                           | 1                                                                | Wettbewerbsbeschränkende Absprachen bei Vergabeverfahren |                                                                  | 3 Jahre                                                          |                                                                  |                                                                  |                                                                  |
|                                                                  | 2                                                                | Strafausschließungsgrund |                                                                  |                                                                  |                                                                  |                                                                  |                                                                  |
| § 168c                                                           | 1                                                                | Geschenkannahme durch Bedienstete oder Beauftragte |                                                                  | 2 Jahre                                                          |                                                                  |                                                                  |                                                                  |
|                                                                  | 2                                                                | Wert des Vorteils übersteigt € 3.000 |                                                                  | 3 Jahre                                                          |                                                                  |                                                                  |                                                                  |
| § 168d                                                           |                                                                  | Bestechung von Bediensteten oder Beauftragten |                                                                  | 2 Jahre                                                          |                                                                  |                                                                  |                                                                  |
| § 168e                                                           |                                                                  | Berechtigung zur Anklage |                                                                  |                                                                  |                                                                  |                                                                  |                                                                  |

## Siebenter Abschnitt – Gemeingefährliche strafbare Handlungen und strafbare Handlungen gegen die Umwelt
| Siebenter Abschnitt – Gemeingefährliche strafbare Handlungen und strafbare Handlungen gegen die Umwelt | Siebenter Abschnitt – Gemeingefährliche strafbare Handlungen und strafbare Handlungen gegen die Umwelt | Siebenter Abschnitt – Gemeingefährliche strafbare Handlungen und strafbare Handlungen gegen die Umwelt                                         | Siebenter Abschnitt – Gemeingefährliche strafbare Handlungen und strafbare Handlungen gegen die Umwelt | Siebenter Abschnitt – Gemeingefährliche strafbare Handlungen und strafbare Handlungen gegen die Umwelt | Siebenter Abschnitt – Gemeingefährliche strafbare Handlungen und strafbare Handlungen gegen die Umwelt | Siebenter Abschnitt – Gemeingefährliche strafbare Handlungen und strafbare Handlungen gegen die Umwelt | Siebenter Abschnitt – Gemeingefährliche strafbare Handlungen und strafbare Handlungen gegen die Umwelt | Siebenter Abschnitt – Gemeingefährliche strafbare Handlungen und strafbare Handlungen gegen die Umwelt | Siebenter Abschnitt – Gemeingefährliche strafbare Handlungen und strafbare Handlungen gegen die Umwelt | Siebenter Abschnitt – Gemeingefährliche strafbare Handlungen und strafbare Handlungen gegen die Umwelt | Siebenter Abschnitt – Gemeingefährliche strafbare Handlungen und strafbare Handlungen gegen die Umwelt | Siebenter Abschnitt – Gemeingefährliche strafbare Handlungen und strafbare Handlungen gegen die Umwelt | Siebenter Abschnitt – Gemeingefährliche strafbare Handlungen und strafbare Handlungen gegen die Umwelt | Siebenter Abschnitt – Gemeingefährliche strafbare Handlungen und strafbare Handlungen gegen die Umwelt | Siebenter Abschnitt – Gemeingefährliche strafbare Handlungen und strafbare Handlungen gegen die Umwelt |
| Paragraph                                                                                              | Absatz                                                                                                 | Straftatbestand | 1 Monat                                                                                                | 3 Mon.                                                                                                 | 6 Mon.                                                                                                 | 1 Jahr                                                                                                 | 2 Jahre                                                                                                | 3 Jahre                                                                                                | 5 Jahre                                                                                                | 10 Jahre                                                                                               | 15 Jahre                                                                                               | 20 Jahre                                                                                               | Lebenslang                                                                                             | Geldstrafe Obergrenze                                                                                  | sachliche Zuständigkeit                                                                                |
| --- | --- | --- | --- | --- | --- | --- | --- | --- | --- | --- | --- | --- | --- | --- | --- |
| § 169                                                                                                  | 1 | Brandstiftung an fremder Sache | | | | | | | | | | | | | |
| | 2 | Brandstiftung an eigener Sache | | | | | | | | | | | | | |
| | 3 1.Fall                                                                                               | mit Tod eines Menschen oder schwere Körperverletzung mehrerer Menschen                                                                         | | | | | | | | | | | | | |
| | 3 2.Fall                                                                                               | mit Tod mehrerer Menschen | | | | | | | | | | | | | |
| § 170                                                                                                  | 1 | Fahrlässige Herbeiführung einer Feuersbrunst                                                                                                   | | | | | | | | | | | | 720 Tagessätze                                                                                         | |
| | 2 1.Fall                                                                                               | mit Tod eines Menschen oder schwere Körperverletzung mehrerer Menschen                                                                         | | | | | | | | | | | | | |
| | 2 2.Fall                                                                                               | mit Tod mehrerer Menschen | | | | | | | | | | | | | |
| § 171                                                                                                  | 1 | Vorsätzliche Gefährdung durch Kernenergie oder ionisierende Strahlen                                                                           | | | | | | | | | | | | | |
| | 2 1.Fall                                                                                               | mit Tod eines Menschen oder schwere Körperverletzung mehrerer Menschen                                                                         | | | | | | | | | | | | | |
| | 2 2.Fall                                                                                               | mit Tod mehrerer Menschen | | | | | | | | | | | | | |
| § 172                                                                                                  | 1 | Fahrlässige Gefährdung durch Kernenergie oder ionisierende Strahlen                                                                            | | | | | | | | | | | | 720 Tagessätze                                                                                         | |
| | 2 1.Fall                                                                                               | mit Tod eines Menschen oder schwere Körperverletzung mehrerer Menschen                                                                         | | | | | | | | | | | | | |
| | 2 2.Fall                                                                                               | mit Tod mehrerer Menschen | | | | | | | | | | | | | |
| § 173                                                                                                  | 1 | Vorsätzliche Gefährdung durch Sprengmittel | | | | | | | | | | | | | |
| | 2 1.Fall                                                                                               | mit Tod eines Menschen oder schwere Körperverletzung mehrerer Menschen                                                                         | | | | | | | | | | | | | |
| | 2 2.Fall                                                                                               | mit Tod mehrerer Menschen | | | | | | | | | | | | | |
| § 174                                                                                                  | 1 | Fahrlässige Gefährdung durch Sprengmittel | | | | | | | | | | | | 720 Tagessätze                                                                                         | |
| | 2 1.Fall                                                                                               | mit Tod eines Menschen oder schwere Körperverletzung mehrerer Menschen                                                                         | | | | | | | | | | | | | |
| | 2 2.Fall                                                                                               | mit Tod mehrerer Menschen | | | | | | | | | | | | | |
| § 175                                                                                                  | 1 | Vorbereitung eines Verbrechens durch Kernenergie, ionisierende Strahlen oder Sprengmittel                                                      | | | | | | | | | | | | | |
| | 2 | Strafausschließungsgrund | Strafausschließungsgrund                                                                               | Strafausschließungsgrund                                                                               | Strafausschließungsgrund                                                                               | Strafausschließungsgrund                                                                               | Strafausschließungsgrund                                                                               | Strafausschließungsgrund                                                                               | Strafausschließungsgrund                                                                               | Strafausschließungsgrund                                                                               | Strafausschließungsgrund                                                                               | Strafausschließungsgrund                                                                               | Strafausschließungsgrund                                                                               | Strafausschließungsgrund                                                                               | Strafausschließungsgrund                                                                               |
| § 176                                                                                                  | 1 | Vorsätzliche Gemeingefährdung | | | | | | | | | | | | | |
| | 2 1.Fall                                                                                               | mit Tod eines Menschen oder schwere Körperverletzung mehrerer Menschen                                                                         | | | | | | | | | | | | | |
| | 2 2.Fall                                                                                               | mit Tod mehrerer Menschen | | | | | | | | | | | | | |
| § 177                                                                                                  | 1 | Fahrlässige Gemeingefährdung | | | | | | | | | | | | 720 Tagessätze                                                                                         | |
| | 2 1.Fall                                                                                               | mit Tod eines Menschen oder schwere Körperverletzung mehrerer Menschen                                                                         | | | | | | | | | | | | | |
| | 2 2.Fall                                                                                               | mit Tod mehrerer Menschen | | | | | | | | | | | | | |
| § 177a                                                                                                 | 1 | Herstellung und Verbreitung von Massenvernichtungswaffen                                                                                       | | | | | | | | | | | | | |
| | 2 1.Fall                                                                                               | Wissen über die Ausfuhr in ein Kriegsgebiet | | | | | | | | | | | | | |
| | 2 2.Fall                                                                                               | Wissen über den Einsatz in einem Kriegsgebiet                                                                                                  | | | | | | | | | | | | | |
| § 177b                                                                                                 | 1 | Unerlaubter Umgang mit Kernmaterial, radioaktiven Stoffen oder Strahleneinrichtungen                                                           | | | | | | | | | | | | | |
| | 2 1.                                                                                                   | eine Gefahr für das Leben oder einer schweren Körperverletzung (§ 84 Abs. 1)                                                                   | | | | | | | | | | | | | |
| | 2 2.                                                                                                   | eine Gefahr für den Tier- oder Pflanzenbestand in erheblichem Ausmaß                                                                           | | | | | | | | | | | | | |
| | 2 3.                                                                                                   | eine lange Zeit andauernde Verschlechterung des Zustands eines Gewässers, des Bodens oder der Luft                                             | | | | | | | | | | | | | |
| | 2 4.                                                                                                   | ein Beseitigungsaufwand, der € 50.000 übersteigt                                                                                               | | | | | | | | | | | | | |
| | 3 | Zugänglichmachen von radioaktiven Stoffen zur Herstellung von atomaren Kampfmitteln                                                            | | | | | | | | | | | | | |
| | 4 1.Fall                                                                                               | mit Schädigung des Tier- oder Pflanzenbestandes, lange Zeit andauernde Verschlechterung des Zustands eines Gewässers, des Bodens oder der Luft | | | | | | | | | | | | | |
| | 4 2.Fall                                                                                               | mit Tod eines Menschen oder schwere Körperverletzung mehrerer Menschen                                                                         | | | | | | | | | | | | | |
| | 4 3.Fall                                                                                               | mit Tod mehrerer Menschen | | | | | | | | | | | | | |
| § 177c                                                                                                 | 1 | Fahrlässiger unerlaubter Umgang mit Kernmaterial, radioaktiven Stoffen oder Strahleneinrichtungen                                              | | | | | | | | | | | | 720 Tagessätze                                                                                         | |
| | 2 1.Fall                                                                                               | mit Schädigung des Tier- oder Pflanzenbestandes, lange Zeit andauernde Verschlechterung des Zustands eines Gewässers, des Bodens oder der Luft | | | | | | | | | | | | 360 Tagessätze                                                                                         | |
| | 2 2.Fall                                                                                               | mit Tod eines Menschen oder schwere Körperverletzung mehrerer Menschen                                                                         | | | | | | | | | | | | | |
| | 2 3.Fall                                                                                               | mit Tod mehrerer Menschen | | | | | | | | | | | | | |
| § 177d                                                                                                 | | Vorsätzlicher unerlaubter Umgang mit Stoffen, die zum Abbau der Ozonschicht beitragen                                                          | | | | | | | | | | | | 720 Tagessätze                                                                                         | |
| § 177e                                                                                                 | | Grob fahrlässiger unerlaubter Umgang mit Stoffen, die zum Abbau der Ozonschicht beitragen                                                      | | | | | | | | | | | | 360 Tagessätze                                                                                         | |
| § 178                                                                                                  | | Vorsätzliche Gefährdung von Menschen durch übertragbare Krankheiten                                                                            | | | | | | | | | | | | | |
| § 179                                                                                                  | | Fahrlässige Gefährdung von Menschen durch übertragbare Krankheiten                                                                             | | | | | | | | | | | | 720 Tagessätze                                                                                         | |
| § 180                                                                                                  | 1 | Vorsätzliche Beeinträchtigung der Umwelt | | | | | | | | | | | | | |
| | 2 1.Fall                                                                                               | mit Schädigung des Tier- oder Pflanzenbestandes, lange Zeit andauernde Verschlechterung des Zustands eines Gewässers, des Bodens oder der Luft | | | | | | | | | | | | | |
| | 2 2.Fall                                                                                               | mit Tod eines Menschen oder schwere Körperverletzung mehrerer Menschen                                                                         | | | | | | | | | | | | | |
| | 2 3.Fall                                                                                               | mit Tod mehrerer Menschen | | | | | | | | | | | | | |
| § 181                                                                                                  | 1 | Fahrlässige Beeinträchtigung der Umwelt | | | | | | | | | | | | 360 Tagessätze                                                                                         | |
| | 2 1.Fall                                                                                               | mit Schädigung des Tier- oder Pflanzenbestandes, lange Zeit andauernde Verschlechterung des Zustands eines Gewässers, des Bodens oder der Luft | | | | | | | | | | | | 360 Tagessätze                                                                                         | |
| | 2 2.Fall                                                                                               | mit Tod eines Menschen oder schwere Körperverletzung mehrerer Menschen                                                                         | | | | | | | | | | | | | |
| | 2 3.Fall                                                                                               | mit Tod mehrerer Menschen | | | | | | | | | | | | | |
| § 181a                                                                                                 | | Schwere Beeinträchtigung durch Lärm | | | | | | | | | | | | 720 Tagessätze                                                                                         | |
| § 181b                                                                                                 | 1 | Vorsätzliches umweltgefährdendes Behandeln und Verbringen von Abfällen                                                                         | | | | | | | | | | | | | |
| | 2 1.Fall                                                                                               | mit Schädigung des Tier- oder Pflanzenbestandes, lange Zeit andauernde Verschlechterung des Zustands eines Gewässers, des Bodens oder der Luft | | | | | | | | | | | | | |
| | 2 2.Fall                                                                                               | mit Tod eines Menschen oder schwere Körperverletzung mehrerer Menschen                                                                         | | | | | | | | | | | | | |
| | 2 3.Fall                                                                                               | mit Tod mehrerer Menschen | | | | | | | | | | | | | |
| § 181c                                                                                                 | 1 | Fahrlässiges umweltgefährdendes Behandeln und Verbringen von Abfällen                                                                          | | | | | | | | | | | | 360 Tagessätze                                                                                         | |
| | 2 1.Fall                                                                                               | mit Schädigung des Tier- oder Pflanzenbestandes, lange Zeit andauernde Verschlechterung des Zustands eines Gewässers, des Bodens oder der Luft | | | | | | | | | | | | | |
| | 2 2.Fall                                                                                               | mit Tod eines Menschen oder schwere Körperverletzung mehrerer Menschen                                                                         | | | | | | | | | | | | | |
| | 2 3.Fall                                                                                               | mit Tod mehrerer Menschen | | | | | | | | | | | | | |
| § 181d                                                                                                 | 1 | Vorsätzliches umweltgefährdendes Betreiben von Anlagen                                                                                         | | | | | | | | | | | | | |
| | 2 1.Fall                                                                                               | mit Schädigung des Tier- oder Pflanzenbestandes, lange Zeit andauernde Verschlechterung des Zustands eines Gewässers, des Bodens oder der Luft | | | | | | | | | | | | | |
| | 2 2.Fall                                                                                               | mit Tod eines Menschen oder schwere Körperverletzung mehrerer Menschen                                                                         | | | | | | | | | | | | | |
| | 2 3.Fall                                                                                               | mit Tod mehrerer Menschen | | | | | | | | | | | | | |
| § 181e                                                                                                 | 1 | Grob fahrlässiges umweltgefährdendes Betreiben von Anlagen                                                                                     | | | | | | | | | | | | 360 Tagessätze                                                                                         | |
| | 2 1.Fall                                                                                               | mit Schädigung des Tier- oder Pflanzenbestandes, lange Zeit andauernde Verschlechterung des Zustands eines Gewässers, des Bodens oder der Luft | | | | | | | | | | | | 720 Tagessätze                                                                                         | |
| | 2 2.Fall                                                                                               | mit Tod eines Menschen oder schwere Körperverletzung mehrerer Menschen                                                                         | | | | | | | | | | | | | |
| | 2 3.Fall                                                                                               | mit Tod mehrerer Menschen | | | | | | | | | | | | | |
| § 182                                                                                                  | 1 | Andere Gefährdungen des Tier- oder Pflanzenbestandes                                                                                           | | | | | | | | | | | | | |
| | 2 | bei Gefahr für den Tier- oder Pflanzenbestand                                                                                                  | | | | | | | | | | | | | |
| § 183                                                                                                  | | Fahrlässige Gefährdung des Tier- oder Pflanzenbestandes                                                                                        | | | | | | | | | | | | 360 Tagessätze                                                                                         | |
| § 183a                                                                                                 | 1 | Irrtum über Rechtsvorschriften und behördliche Aufträge                                                                                        | Irrtum über Rechtsvorschriften und behördliche Aufträge                                                | Irrtum über Rechtsvorschriften und behördliche Aufträge                                                | Irrtum über Rechtsvorschriften und behördliche Aufträge                                                | Irrtum über Rechtsvorschriften und behördliche Aufträge                                                | Irrtum über Rechtsvorschriften und behördliche Aufträge                                                | Irrtum über Rechtsvorschriften und behördliche Aufträge                                                | Irrtum über Rechtsvorschriften und behördliche Aufträge                                                | Irrtum über Rechtsvorschriften und behördliche Aufträge                                                | Irrtum über Rechtsvorschriften und behördliche Aufträge                                                | Irrtum über Rechtsvorschriften und behördliche Aufträge                                                | Irrtum über Rechtsvorschriften und behördliche Aufträge                                                | Irrtum über Rechtsvorschriften und behördliche Aufträge                                                | Irrtum über Rechtsvorschriften und behördliche Aufträge                                                |
| | 2 | Irrtum über Rechtsvorschriften und behördliche Aufträge                                                                                        | Irrtum über Rechtsvorschriften und behördliche Aufträge                                                | Irrtum über Rechtsvorschriften und behördliche Aufträge                                                | Irrtum über Rechtsvorschriften und behördliche Aufträge                                                | Irrtum über Rechtsvorschriften und behördliche Aufträge                                                | Irrtum über Rechtsvorschriften und behördliche Aufträge                                                | Irrtum über Rechtsvorschriften und behördliche Aufträge                                                | Irrtum über Rechtsvorschriften und behördliche Aufträge                                                | Irrtum über Rechtsvorschriften und behördliche Aufträge                                                | Irrtum über Rechtsvorschriften und behördliche Aufträge                                                | Irrtum über Rechtsvorschriften und behördliche Aufträge                                                | Irrtum über Rechtsvorschriften und behördliche Aufträge                                                | Irrtum über Rechtsvorschriften und behördliche Aufträge                                                | Irrtum über Rechtsvorschriften und behördliche Aufträge                                                |
| § 183b                                                                                                 | 1 | Tätige Reue | Tätige Reue                                                                                            | Tätige Reue                                                                                            | Tätige Reue                                                                                            | Tätige Reue                                                                                            | Tätige Reue                                                                                            | Tätige Reue                                                                                            | Tätige Reue                                                                                            | Tätige Reue                                                                                            | Tätige Reue                                                                                            | Tätige Reue                                                                                            | Tätige Reue                                                                                            | Tätige Reue                                                                                            | Tätige Reue                                                                                            |
| | 2 | | | | | | | | | | | | | | |
| § 184                                                                                                  | | Kurpfuscherei | | | | | | | | | | | | 180 Tagessätze                                                                                         | |
| § 185                                                                                                  | 1 | Luftpiraterie | | | | | | | | | | | | | |
| | 2 1.Fall                                                                                               | mit Tod eines Menschen oder schwere Körperverletzung mehrerer Menschen                                                                         | | | | | | | | | | | | | |
| | 2 2.Fall                                                                                               | mit Tod mehrerer Menschen | | | | | | | | | | | | | |
| § 186                                                                                                  | 1 | Vorsätzliche Gefährdung der Sicherheit der Luftfahrt                                                                                           | | | | | | | | | | | | | |
| | 2 | | | | | | | | | | | | | | |
| | 3 1.Fall                                                                                               | mit Tod eines Menschen oder schwere Körperverletzung mehrerer Menschen                                                                         | | | | | | | | | | | | | |
| | 3 2.Fall                                                                                               | mit Tod mehrerer Menschen | | | | | | | | | | | | | |
| § 187                                                                                                  | | Hinderung der Bekämpfung einer Gemeingefahr | | | | | | | | | | | | | |

## Achter Abschnitt – Strafbare Handlungen gegen den religiösen Frieden und die Ruhe der Toten
| Achter Abschnitt – Strafbare Handlungen gegen den religiösen Frieden und die Ruhe der Toten | Achter Abschnitt – Strafbare Handlungen gegen den religiösen Frieden und die Ruhe der Toten | Achter Abschnitt – Strafbare Handlungen gegen den religiösen Frieden und die Ruhe der Toten | Achter Abschnitt – Strafbare Handlungen gegen den religiösen Frieden und die Ruhe der Toten | Achter Abschnitt – Strafbare Handlungen gegen den religiösen Frieden und die Ruhe der Toten | Achter Abschnitt – Strafbare Handlungen gegen den religiösen Frieden und die Ruhe der Toten | Achter Abschnitt – Strafbare Handlungen gegen den religiösen Frieden und die Ruhe der Toten | Achter Abschnitt – Strafbare Handlungen gegen den religiösen Frieden und die Ruhe der Toten | Achter Abschnitt – Strafbare Handlungen gegen den religiösen Frieden und die Ruhe der Toten | Achter Abschnitt – Strafbare Handlungen gegen den religiösen Frieden und die Ruhe der Toten | Achter Abschnitt – Strafbare Handlungen gegen den religiösen Frieden und die Ruhe der Toten | Achter Abschnitt – Strafbare Handlungen gegen den religiösen Frieden und die Ruhe der Toten | Achter Abschnitt – Strafbare Handlungen gegen den religiösen Frieden und die Ruhe der Toten | Achter Abschnitt – Strafbare Handlungen gegen den religiösen Frieden und die Ruhe der Toten | Achter Abschnitt – Strafbare Handlungen gegen den religiösen Frieden und die Ruhe der Toten | Achter Abschnitt – Strafbare Handlungen gegen den religiösen Frieden und die Ruhe der Toten |
| Paragraph                                                                                   | Absatz                                                                                      | Straftatbestand                                                                             | 1 Monat                                                                                     | 3 Mon.                                                                                      | 6 Mon.                                                                                      | 1 Jahr                                                                                      | 2 Jahre                                                                                     | 3 Jahre                                                                                     | 5 Jahre                                                                                     | 10 Jahre                                                                                    | 15 Jahre                                                                                    | 20 Jahre                                                                                    | Lebenslang                                                                                  | Geldstrafe Obergrenze                                                                       | sachliche Zuständigkeit                                                                     |
| ------------------------------------------------------------------------------------------- | ------------------------------------------------------------------------------------------- | ------------------------------------------------------------------------------------------- | ------------------------------------------------------------------------------------------- | ------------------------------------------------------------------------------------------- | ------------------------------------------------------------------------------------------- | ------------------------------------------------------------------------------------------- | ------------------------------------------------------------------------------------------- | ------------------------------------------------------------------------------------------- | ------------------------------------------------------------------------------------------- | ------------------------------------------------------------------------------------------- | ------------------------------------------------------------------------------------------- | ------------------------------------------------------------------------------------------- | ------------------------------------------------------------------------------------------- | ------------------------------------------------------------------------------------------- | ------------------------------------------------------------------------------------------- |
| § 188                                                                                       |                                                                                             | Herabwürdigung religiöser Lehren                                                            |                                                                                             |                                                                                             |                                                                                             |                                                                                             |                                                                                             |                                                                                             |                                                                                             |                                                                                             |                                                                                             |                                                                                             |                                                                                             | 360 Tagessätze                                                                              | Bezirksgericht                                                                              |
| § 189                                                                                       | 1                                                                                           | Störung einer Religionsübung                                                                |                                                                                             |                                                                                             |                                                                                             |                                                                                             |                                                                                             |                                                                                             |                                                                                             |                                                                                             |                                                                                             |                                                                                             |                                                                                             |                                                                                             | Landesgericht: Einzelrichter                                                                |
|                                                                                             | 2                                                                                           | Erregung eines Ärgernisses                                                                  |                                                                                             |                                                                                             |                                                                                             |                                                                                             |                                                                                             |                                                                                             |                                                                                             |                                                                                             |                                                                                             |                                                                                             |                                                                                             | 360 Tagessätze                                                                              | Bezirksgericht                                                                              |
| § 190                                                                                       | 1                                                                                           | Störung der Totenruhe                                                                       |                                                                                             |                                                                                             |                                                                                             |                                                                                             |                                                                                             |                                                                                             |                                                                                             |                                                                                             |                                                                                             |                                                                                             |                                                                                             | 360 Tagessätze                                                                              | Bezirksgericht                                                                              |
|                                                                                             | 2                                                                                           | Entfernung von Schmuck                                                                      |                                                                                             |                                                                                             |                                                                                             |                                                                                             |                                                                                             |                                                                                             |                                                                                             |                                                                                             |                                                                                             |                                                                                             |                                                                                             | 180 Tagessätze                                                                              | Bezirksgericht                                                                              |
| § 191                                                                                       |                                                                                             | Störung einer Bestattungsfeier                                                              |                                                                                             |                                                                                             |                                                                                             |                                                                                             |                                                                                             |                                                                                             |                                                                                             |                                                                                             |                                                                                             |                                                                                             |                                                                                             | 180 Tagessätze                                                                              | Bezirksgericht                                                                              |

## Neunter Abschnitt – Strafbare Handlungen gegen Ehe und Familie
| Neunter Abschnitt – Strafbare Handlungen gegen Ehe und Familie | Neunter Abschnitt – Strafbare Handlungen gegen Ehe und Familie | Neunter Abschnitt – Strafbare Handlungen gegen Ehe und Familie                                                                                    | Neunter Abschnitt – Strafbare Handlungen gegen Ehe und Familie | Neunter Abschnitt – Strafbare Handlungen gegen Ehe und Familie | Neunter Abschnitt – Strafbare Handlungen gegen Ehe und Familie | Neunter Abschnitt – Strafbare Handlungen gegen Ehe und Familie | Neunter Abschnitt – Strafbare Handlungen gegen Ehe und Familie | Neunter Abschnitt – Strafbare Handlungen gegen Ehe und Familie | Neunter Abschnitt – Strafbare Handlungen gegen Ehe und Familie | Neunter Abschnitt – Strafbare Handlungen gegen Ehe und Familie | Neunter Abschnitt – Strafbare Handlungen gegen Ehe und Familie | Neunter Abschnitt – Strafbare Handlungen gegen Ehe und Familie | Neunter Abschnitt – Strafbare Handlungen gegen Ehe und Familie | Neunter Abschnitt – Strafbare Handlungen gegen Ehe und Familie |
| Paragraph                                                      | Absatz                                                         | Straftatbestand | 1 Monat                                                        | 3 Mon.                                                         | 6 Mon.                                                         | 1 Jahr                                                         | 2 Jahre                                                        | 3 Jahre                                                        | 5 Jahre                                                        | 10 Jahre                                                       | 15 Jahre                                                       | 20 Jahre                                                       | Geldstrafe Obergrenze                                          | sachliche Zuständigkeit                                        |
| -------------------------------------------------------------- | -------------------------------------------------------------- | --- | -------------------------------------------------------------- | -------------------------------------------------------------- | -------------------------------------------------------------- | -------------------------------------------------------------- | -------------------------------------------------------------- | -------------------------------------------------------------- | -------------------------------------------------------------- | -------------------------------------------------------------- | -------------------------------------------------------------- | -------------------------------------------------------------- | -------------------------------------------------------------- | -------------------------------------------------------------- |
| § 192                                                          |                                                                | Mehrfache Ehe |                                                                |                                                                |                                                                |                                                                |                                                                |                                                                |                                                                |                                                                |                                                                |                                                                |                                                                | Landesgericht: Einzelrichter                                   |
| § 193                                                          | 1                                                              | Ehetäuschung |                                                                |                                                                |                                                                |                                                                |                                                                |                                                                |                                                                |                                                                |                                                                |                                                                | 720 Tagessätze                                                 | Bezirksgericht                                                 |
|                                                                | 2                                                              | Ehetäuschung |                                                                |                                                                |                                                                |                                                                |                                                                |                                                                |                                                                |                                                                |                                                                |                                                                | 720 Tagessätze                                                 | Bezirksgericht                                                 |
|                                                                | 3                                                              | Strafausschließungsgrund | Strafausschließungsgrund                                       | Strafausschließungsgrund                                       | Strafausschließungsgrund                                       | Strafausschließungsgrund                                       | Strafausschließungsgrund                                       | Strafausschließungsgrund                                       | Strafausschließungsgrund                                       | Strafausschließungsgrund                                       | Strafausschließungsgrund                                       | Strafausschließungsgrund                                       | Strafausschließungsgrund                                       | Strafausschließungsgrund                                       |
| § 194                                                          | 1                                                              | Verbotene Adoptionsvermittlung |                                                                |                                                                |                                                                |                                                                |                                                                |                                                                |                                                                |                                                                |                                                                |                                                                |                                                                | Landesgericht: Einzelrichter                                   |
|                                                                | 2                                                              | bei Verschaffung eines Vermögensvorteiles |                                                                |                                                                |                                                                |                                                                |                                                                |                                                                |                                                                |                                                                |                                                                |                                                                |                                                                | Landesgericht: Einzelrichter                                   |
|                                                                | 3                                                              | Strafausschließungsgrund | Strafausschließungsgrund                                       | Strafausschließungsgrund                                       | Strafausschließungsgrund                                       | Strafausschließungsgrund                                       | Strafausschließungsgrund                                       | Strafausschließungsgrund                                       | Strafausschließungsgrund                                       | Strafausschließungsgrund                                       | Strafausschließungsgrund                                       | Strafausschließungsgrund                                       | Strafausschließungsgrund                                       | Strafausschließungsgrund                                       |
| § 195                                                          | 1                                                              | Kindesentziehung |                                                                |                                                                |                                                                |                                                                |                                                                |                                                                |                                                                |                                                                |                                                                |                                                                | 720 Tagessätze                                                 | Bezirksgericht                                                 |
|                                                                | 2                                                              | Entziehung einer unmündigen Person |                                                                |                                                                |                                                                |                                                                |                                                                |                                                                |                                                                |                                                                |                                                                |                                                                |                                                                | Landesgericht: Einzelrichter                                   |
|                                                                | 3                                                              | Strafausschließungsgrund | Strafausschließungsgrund                                       | Strafausschließungsgrund                                       | Strafausschließungsgrund                                       | Strafausschließungsgrund                                       | Strafausschließungsgrund                                       | Strafausschließungsgrund                                       | Strafausschließungsgrund                                       | Strafausschließungsgrund                                       | Strafausschließungsgrund                                       | Strafausschließungsgrund                                       | Strafausschließungsgrund                                       | Strafausschließungsgrund                                       |
|                                                                | 4                                                              | Strafausschließungsgrund | Strafausschließungsgrund                                       | Strafausschließungsgrund                                       | Strafausschließungsgrund                                       | Strafausschließungsgrund                                       | Strafausschließungsgrund                                       | Strafausschließungsgrund                                       | Strafausschließungsgrund                                       | Strafausschließungsgrund                                       | Strafausschließungsgrund                                       | Strafausschließungsgrund                                       | Strafausschließungsgrund                                       | Strafausschließungsgrund                                       |
|                                                                | 5                                                              | Strafausschließungsgrund | Strafausschließungsgrund                                       | Strafausschließungsgrund                                       | Strafausschließungsgrund                                       | Strafausschließungsgrund                                       | Strafausschließungsgrund                                       | Strafausschließungsgrund                                       | Strafausschließungsgrund                                       | Strafausschließungsgrund                                       | Strafausschließungsgrund                                       | Strafausschließungsgrund                                       | Strafausschließungsgrund                                       | Strafausschließungsgrund                                       |
| § 196                                                          | 1                                                              | Vereitelung behördlich angeordneter Erziehungsmaßnahmen                                                                                           |                                                                |                                                                |                                                                |                                                                |                                                                |                                                                |                                                                |                                                                |                                                                |                                                                | 360 Tagessätze                                                 | Bezirksgericht                                                 |
|                                                                | 2                                                              | Strafausschließungsgrund | Strafausschließungsgrund                                       | Strafausschließungsgrund                                       | Strafausschließungsgrund                                       | Strafausschließungsgrund                                       | Strafausschließungsgrund                                       | Strafausschließungsgrund                                       | Strafausschließungsgrund                                       | Strafausschließungsgrund                                       | Strafausschließungsgrund                                       | Strafausschließungsgrund                                       | Strafausschließungsgrund                                       | Strafausschließungsgrund                                       |
|                                                                | 3                                                              | Strafausschließungsgrund | Strafausschließungsgrund                                       | Strafausschließungsgrund                                       | Strafausschließungsgrund                                       | Strafausschließungsgrund                                       | Strafausschließungsgrund                                       | Strafausschließungsgrund                                       | Strafausschließungsgrund                                       | Strafausschließungsgrund                                       | Strafausschließungsgrund                                       | Strafausschließungsgrund                                       | Strafausschließungsgrund                                       | Strafausschließungsgrund                                       |
| § 198                                                          | 1                                                              | Verletzung der Unterhaltspflicht |                                                                |                                                                |                                                                |                                                                |                                                                |                                                                |                                                                |                                                                |                                                                |                                                                | 360 Tagessätze                                                 | Bezirksgericht                                                 |
|                                                                | 2 1.Fall                                                       | bei Verwahrlosung oder einer beträchtlichen Schädigung der Gesundheit oder der körperlichen oder geistigen Entwicklung des Unterhaltsberechtigten |                                                                |                                                                |                                                                |                                                                |                                                                |                                                                |                                                                |                                                                |                                                                |                                                                |                                                                | Landesgericht: Einzelrichter                                   |
|                                                                | 2 2.Fall                                                       | bei Tod des Unterhaltsberechtigten |                                                                |                                                                |                                                                |                                                                |                                                                |                                                                |                                                                |                                                                |                                                                |                                                                |                                                                | Landesgericht: Einzelrichter                                   |
| § 199                                                          |                                                                | Vernachlässigung der Pflege, Erziehung oder Beaufsichtigung                                                                                       |                                                                |                                                                |                                                                |                                                                |                                                                |                                                                |                                                                |                                                                |                                                                |                                                                | 360 Tagessätze                                                 | Bezirksgericht                                                 |
| § 200                                                          |                                                                | Unterschiebung eines Kindes |                                                                |                                                                |                                                                |                                                                |                                                                |                                                                |                                                                |                                                                |                                                                |                                                                | 720 Tagessätze                                                 | Bezirksgericht                                                 |

## Zehnter Abschnitt – Strafbare Handlungen gegen die sexuelle Integrität und Selbstbestimmung
| Zehnter Abschnitt – Strafbare Handlungen gegen die sexuelle Integrität und Selbstbestimmung | Zehnter Abschnitt – Strafbare Handlungen gegen die sexuelle Integrität und Selbstbestimmung | Zehnter Abschnitt – Strafbare Handlungen gegen die sexuelle Integrität und Selbstbestimmung                                                | Zehnter Abschnitt – Strafbare Handlungen gegen die sexuelle Integrität und Selbstbestimmung | Zehnter Abschnitt – Strafbare Handlungen gegen die sexuelle Integrität und Selbstbestimmung | Zehnter Abschnitt – Strafbare Handlungen gegen die sexuelle Integrität und Selbstbestimmung | Zehnter Abschnitt – Strafbare Handlungen gegen die sexuelle Integrität und Selbstbestimmung | Zehnter Abschnitt – Strafbare Handlungen gegen die sexuelle Integrität und Selbstbestimmung | Zehnter Abschnitt – Strafbare Handlungen gegen die sexuelle Integrität und Selbstbestimmung | Zehnter Abschnitt – Strafbare Handlungen gegen die sexuelle Integrität und Selbstbestimmung | Zehnter Abschnitt – Strafbare Handlungen gegen die sexuelle Integrität und Selbstbestimmung | Zehnter Abschnitt – Strafbare Handlungen gegen die sexuelle Integrität und Selbstbestimmung | Zehnter Abschnitt – Strafbare Handlungen gegen die sexuelle Integrität und Selbstbestimmung | Zehnter Abschnitt – Strafbare Handlungen gegen die sexuelle Integrität und Selbstbestimmung | Zehnter Abschnitt – Strafbare Handlungen gegen die sexuelle Integrität und Selbstbestimmung | Zehnter Abschnitt – Strafbare Handlungen gegen die sexuelle Integrität und Selbstbestimmung |
| Paragraph                                                                                   | Absatz                                                                                      | Straftatbestand | 1 Monat                                                                                     | 3 Mon.                                                                                      | 6 Mon.                                                                                      | 1 Jahr                                                                                      | 2 Jahre                                                                                     | 3 Jahre                                                                                     | 5 Jahre                                                                                     | 10 Jahre                                                                                    | 15 Jahre                                                                                    | 20 Jahre                                                                                    | Lebenslang                                                                                  | Geldstrafe Obergrenze                                                                       | sachliche Zuständigkeit                                                                     |
| ------------------------------------------------------------------------------------------- | ------------------------------------------------------------------------------------------- | --- | ------------------------------------------------------------------------------------------- | ------------------------------------------------------------------------------------------- | ------------------------------------------------------------------------------------------- | ------------------------------------------------------------------------------------------- | ------------------------------------------------------------------------------------------- | ------------------------------------------------------------------------------------------- | ------------------------------------------------------------------------------------------- | ------------------------------------------------------------------------------------------- | ------------------------------------------------------------------------------------------- | ------------------------------------------------------------------------------------------- | ------------------------------------------------------------------------------------------- | ------------------------------------------------------------------------------------------- | ------------------------------------------------------------------------------------------- |
| § 201                                                                                       | 1                                                                                           | Vergewaltigung |                                                                                             |                                                                                             |                                                                                             |                                                                                             |                                                                                             |                                                                                             |                                                                                             |                                                                                             |                                                                                             |                                                                                             |                                                                                             |                                                                                             | Schöffengericht                                                                             |
|                                                                                             | 2 1.Fall                                                                                    | bei schwerer Körperverletzung oder Schwangerschaft                                                                                         |                                                                                             |                                                                                             |                                                                                             |                                                                                             |                                                                                             |                                                                                             |                                                                                             |                                                                                             |                                                                                             |                                                                                             |                                                                                             |                                                                                             |                                                                                             |
|                                                                                             | 2 2.Fall                                                                                    | bei Tod der vergewaltigten Person |                                                                                             |                                                                                             |                                                                                             |                                                                                             |                                                                                             |                                                                                             |                                                                                             |                                                                                             |                                                                                             |                                                                                             |                                                                                             |                                                                                             |                                                                                             |
| § 202                                                                                       | 1                                                                                           | Geschlechtliche Nötigung |                                                                                             |                                                                                             |                                                                                             |                                                                                             |                                                                                             |                                                                                             |                                                                                             |                                                                                             |                                                                                             |                                                                                             |                                                                                             |                                                                                             |                                                                                             |
|                                                                                             | 2 1.Fall                                                                                    | bei schwerer Körperverletzung oder Schwangerschaft                                                                                         |                                                                                             |                                                                                             |                                                                                             |                                                                                             |                                                                                             |                                                                                             |                                                                                             |                                                                                             |                                                                                             |                                                                                             |                                                                                             |                                                                                             |                                                                                             |
|                                                                                             | 2 2.Fall                                                                                    | bei Tod der genötigten Person |                                                                                             |                                                                                             |                                                                                             |                                                                                             |                                                                                             |                                                                                             |                                                                                             |                                                                                             |                                                                                             |                                                                                             |                                                                                             |                                                                                             |                                                                                             |
| § 203                                                                                       |                                                                                             | aufgehoben | aufgehoben                                                                                  | aufgehoben                                                                                  | aufgehoben                                                                                  | aufgehoben                                                                                  | aufgehoben                                                                                  | aufgehoben                                                                                  | aufgehoben                                                                                  | aufgehoben                                                                                  | aufgehoben                                                                                  | aufgehoben                                                                                  | aufgehoben                                                                                  | aufgehoben                                                                                  | aufgehoben                                                                                  |
| § 204                                                                                       |                                                                                             | aufgehoben | aufgehoben                                                                                  | aufgehoben                                                                                  | aufgehoben                                                                                  | aufgehoben                                                                                  | aufgehoben                                                                                  | aufgehoben                                                                                  | aufgehoben                                                                                  | aufgehoben                                                                                  | aufgehoben                                                                                  | aufgehoben                                                                                  | aufgehoben                                                                                  | aufgehoben                                                                                  | aufgehoben                                                                                  |
| § 205                                                                                       | 1                                                                                           | Sexueller Missbrauch einer wehrlosen oder psychisch beeinträchtigten Person                                                                |                                                                                             |                                                                                             |                                                                                             |                                                                                             |                                                                                             |                                                                                             |                                                                                             |                                                                                             |                                                                                             |                                                                                             |                                                                                             |                                                                                             |                                                                                             |
|                                                                                             | 2 1.Fall                                                                                    | bei schwerer Körperverletzung oder Schwangerschaft                                                                                         |                                                                                             |                                                                                             |                                                                                             |                                                                                             |                                                                                             |                                                                                             |                                                                                             |                                                                                             |                                                                                             |                                                                                             |                                                                                             |                                                                                             |                                                                                             |
|                                                                                             | 2 2.Fall                                                                                    | bei Tod der genötigten Person |                                                                                             |                                                                                             |                                                                                             |                                                                                             |                                                                                             |                                                                                             |                                                                                             |                                                                                             |                                                                                             |                                                                                             |                                                                                             |                                                                                             |                                                                                             |
| § 206                                                                                       | 1                                                                                           | Schwerer sexueller Missbrauch von Unmündigen                                                                                               |                                                                                             |                                                                                             |                                                                                             |                                                                                             |                                                                                             |                                                                                             |                                                                                             |                                                                                             |                                                                                             |                                                                                             |                                                                                             |                                                                                             |                                                                                             |
|                                                                                             | 2                                                                                           | Verleitung einer unmündigen Person zur Vornahme oder Duldung des Beischlafes                                                               |                                                                                             |                                                                                             |                                                                                             |                                                                                             |                                                                                             |                                                                                             |                                                                                             |                                                                                             |                                                                                             |                                                                                             |                                                                                             |                                                                                             |                                                                                             |
|                                                                                             | 3 1.Fall                                                                                    | bei schwerer Körperverletzung oder Schwangerschaft                                                                                         |                                                                                             |                                                                                             |                                                                                             |                                                                                             |                                                                                             |                                                                                             |                                                                                             |                                                                                             |                                                                                             |                                                                                             |                                                                                             |                                                                                             |                                                                                             |
|                                                                                             | 3 2.Fall                                                                                    | bei Tod der vergewaltigten Person |                                                                                             |                                                                                             |                                                                                             |                                                                                             |                                                                                             |                                                                                             |                                                                                             |                                                                                             |                                                                                             |                                                                                             |                                                                                             |                                                                                             |                                                                                             |
|                                                                                             | 4                                                                                           | Strafausschließungsgrund | Strafausschließungsgrund                                                                    | Strafausschließungsgrund                                                                    | Strafausschließungsgrund                                                                    | Strafausschließungsgrund                                                                    | Strafausschließungsgrund                                                                    | Strafausschließungsgrund                                                                    | Strafausschließungsgrund                                                                    | Strafausschließungsgrund                                                                    | Strafausschließungsgrund                                                                    | Strafausschließungsgrund                                                                    | Strafausschließungsgrund                                                                    | Strafausschließungsgrund                                                                    | Strafausschließungsgrund                                                                    |
| § 207                                                                                       | 1                                                                                           | Sexueller Missbrauch von Unmündigen |                                                                                             |                                                                                             |                                                                                             |                                                                                             |                                                                                             |                                                                                             |                                                                                             |                                                                                             |                                                                                             |                                                                                             |                                                                                             |                                                                                             |                                                                                             |
|                                                                                             |                                                                                             | Verleitung einer unmündigen Person zu einer geschlechtlichen Handlung                                                                      |                                                                                             |                                                                                             |                                                                                             |                                                                                             |                                                                                             |                                                                                             |                                                                                             |                                                                                             |                                                                                             |                                                                                             |                                                                                             |                                                                                             |                                                                                             |
|                                                                                             | 3 1.Fall                                                                                    | bei schwerer Körperverletzung oder Schwangerschaft                                                                                         |                                                                                             |                                                                                             |                                                                                             |                                                                                             |                                                                                             |                                                                                             |                                                                                             |                                                                                             |                                                                                             |                                                                                             |                                                                                             |                                                                                             |                                                                                             |
|                                                                                             | 3 2.Fall                                                                                    | bei Tod der genötigten Person |                                                                                             |                                                                                             |                                                                                             |                                                                                             |                                                                                             |                                                                                             |                                                                                             |                                                                                             |                                                                                             |                                                                                             |                                                                                             |                                                                                             |                                                                                             |
|                                                                                             | 4                                                                                           | Strafausschließungsgrund | Strafausschließungsgrund                                                                    | Strafausschließungsgrund                                                                    | Strafausschließungsgrund                                                                    | Strafausschließungsgrund                                                                    | Strafausschließungsgrund                                                                    | Strafausschließungsgrund                                                                    | Strafausschließungsgrund                                                                    | Strafausschließungsgrund                                                                    | Strafausschließungsgrund                                                                    | Strafausschließungsgrund                                                                    | Strafausschließungsgrund                                                                    | Strafausschließungsgrund                                                                    | Strafausschließungsgrund                                                                    |
| § 207a                                                                                      | 1                                                                                           | Sexualbezogene Abbildung oder Darstellung Minderjähriger                                                                                   |                                                                                             |                                                                                             |                                                                                             |                                                                                             |                                                                                             |                                                                                             |                                                                                             |                                                                                             |                                                                                             |                                                                                             |                                                                                             |                                                                                             |                                                                                             |
|                                                                                             | 1a                                                                                          | falls viele Abbildungen oder Darstellungen                                                                                                 |                                                                                             |                                                                                             |                                                                                             |                                                                                             |                                                                                             |                                                                                             |                                                                                             |                                                                                             |                                                                                             |                                                                                             |                                                                                             |                                                                                             |                                                                                             |
|                                                                                             | 2 1.Fall                                                                                    | bei gewerbsmäßiger Begehung der Tat |                                                                                             |                                                                                             |                                                                                             |                                                                                             |                                                                                             |                                                                                             |                                                                                             |                                                                                             |                                                                                             |                                                                                             |                                                                                             |                                                                                             |                                                                                             |
|                                                                                             | 2 2.Fall                                                                                    | als Mitglied einer kriminellen Vereinigung                                                                                                 |                                                                                             |                                                                                             |                                                                                             |                                                                                             |                                                                                             |                                                                                             |                                                                                             |                                                                                             |                                                                                             |                                                                                             |                                                                                             |                                                                                             |                                                                                             |
|                                                                                             | 2 3.Fall                                                                                    | unter Anwendung schwerer Gewalt oder bei vorsätzlicher oder grob fahrlässiger Gefährdung des Lebens                                        |                                                                                             |                                                                                             |                                                                                             |                                                                                             |                                                                                             |                                                                                             |                                                                                             |                                                                                             |                                                                                             |                                                                                             |                                                                                             |                                                                                             |                                                                                             |
|                                                                                             | 2a                                                                                          | falls bei 2 1. Fall viele Abbildungen oder Darstellungen                                                                                   |                                                                                             |                                                                                             |                                                                                             |                                                                                             |                                                                                             |                                                                                             |                                                                                             |                                                                                             |                                                                                             |                                                                                             |                                                                                             |                                                                                             |                                                                                             |
|                                                                                             | 3 1.Fall                                                                                    | Besitz einer sexualbezogenen Darstellung einer mündigen minderjährigen Person                                                              |                                                                                             |                                                                                             |                                                                                             |                                                                                             |                                                                                             |                                                                                             |                                                                                             |                                                                                             |                                                                                             |                                                                                             |                                                                                             |                                                                                             |                                                                                             |
|                                                                                             | 3 2.Fall                                                                                    | Besitz von Kindesmissbrauchsmaterial |                                                                                             |                                                                                             |                                                                                             |                                                                                             |                                                                                             |                                                                                             |                                                                                             |                                                                                             |                                                                                             |                                                                                             |                                                                                             |                                                                                             |                                                                                             |
|                                                                                             | 3a 1.Fall                                                                                   | Wissentlicher Zugriff im Internet auf eine sexualbezogenen Darstellung einer mündigen minderjährigen Person                                |                                                                                             |                                                                                             |                                                                                             |                                                                                             |                                                                                             |                                                                                             |                                                                                             |                                                                                             |                                                                                             |                                                                                             |                                                                                             |                                                                                             |                                                                                             |
|                                                                                             | 3a 2.Fall                                                                                   | Wissentlicher Zugriff im Internet auf Kindesmissbrauchsmaterial                                                                            |                                                                                             |                                                                                             |                                                                                             |                                                                                             |                                                                                             |                                                                                             |                                                                                             |                                                                                             |                                                                                             |                                                                                             |                                                                                             |                                                                                             |                                                                                             |
|                                                                                             | 3b 1. Fall                                                                                  | 3 oder 3a bei vielen sexualbezogenen Abbildungen oder Darstellungen Minderjähriger                                                         |                                                                                             |                                                                                             |                                                                                             |                                                                                             |                                                                                             |                                                                                             |                                                                                             |                                                                                             |                                                                                             |                                                                                             |                                                                                             |                                                                                             |                                                                                             |
|                                                                                             | 3b 2. Fall                                                                                  | 3 oder 3a falls viele Abbildungen oder Darstellungen von Kindesmissbrauchsmaterial                                                         |                                                                                             |                                                                                             |                                                                                             |                                                                                             |                                                                                             |                                                                                             |                                                                                             |                                                                                             |                                                                                             |                                                                                             |                                                                                             |                                                                                             |                                                                                             |
|                                                                                             | 4                                                                                           | Definition sexualbezogener Darstellung Minderjähriger                                                                                      | Definition sexualbezogener Darstellung Minderjähriger                                       | Definition sexualbezogener Darstellung Minderjähriger                                       | Definition sexualbezogener Darstellung Minderjähriger                                       | Definition sexualbezogener Darstellung Minderjähriger                                       | Definition sexualbezogener Darstellung Minderjähriger                                       | Definition sexualbezogener Darstellung Minderjähriger                                       | Definition sexualbezogener Darstellung Minderjähriger                                       | Definition sexualbezogener Darstellung Minderjähriger                                       | Definition sexualbezogener Darstellung Minderjähriger                                       | Definition sexualbezogener Darstellung Minderjähriger                                       | Definition sexualbezogener Darstellung Minderjähriger                                       | Definition sexualbezogener Darstellung Minderjähriger                                       | Definition sexualbezogener Darstellung Minderjähriger                                       |
|                                                                                             | 5                                                                                           | Strafausschließungsgrund | Strafausschließungsgrund                                                                    | Strafausschließungsgrund                                                                    | Strafausschließungsgrund                                                                    | Strafausschließungsgrund                                                                    | Strafausschließungsgrund                                                                    | Strafausschließungsgrund                                                                    | Strafausschließungsgrund                                                                    | Strafausschließungsgrund                                                                    | Strafausschließungsgrund                                                                    | Strafausschließungsgrund                                                                    | Strafausschließungsgrund                                                                    | Strafausschließungsgrund                                                                    | Strafausschließungsgrund                                                                    |
| § 207b                                                                                      | 1                                                                                           | Sexueller Missbrauch von Jugendlichen |                                                                                             |                                                                                             |                                                                                             |                                                                                             |                                                                                             |                                                                                             |                                                                                             |                                                                                             |                                                                                             |                                                                                             |                                                                                             | 720 Tagessätze                                                                              |                                                                                             |
|                                                                                             | 2                                                                                           | unter Ausnutzung einer Zwangslage |                                                                                             |                                                                                             |                                                                                             |                                                                                             |                                                                                             |                                                                                             |                                                                                             |                                                                                             |                                                                                             |                                                                                             |                                                                                             |                                                                                             |                                                                                             |
|                                                                                             | 3                                                                                           | bei Verleitung durch ein Entgelt |                                                                                             |                                                                                             |                                                                                             |                                                                                             |                                                                                             |                                                                                             |                                                                                             |                                                                                             |                                                                                             |                                                                                             |                                                                                             |                                                                                             |                                                                                             |
| § 208                                                                                       | 1 1.Fall                                                                                    | Sittliche Gefährdung von Personen unter sechzehn Jahren                                                                                    |                                                                                             |                                                                                             |                                                                                             |                                                                                             |                                                                                             |                                                                                             |                                                                                             |                                                                                             |                                                                                             |                                                                                             |                                                                                             | 720 Tagessätze                                                                              |                                                                                             |
|                                                                                             | 1 2.Fall                                                                                    | Strafausschließungsgrund | Strafausschließungsgrund                                                                    | Strafausschließungsgrund                                                                    | Strafausschließungsgrund                                                                    | Strafausschließungsgrund                                                                    | Strafausschließungsgrund                                                                    | Strafausschließungsgrund                                                                    | Strafausschließungsgrund                                                                    | Strafausschließungsgrund                                                                    | Strafausschließungsgrund                                                                    | Strafausschließungsgrund                                                                    | Strafausschließungsgrund                                                                    | Strafausschließungsgrund                                                                    | Strafausschließungsgrund                                                                    |
|                                                                                             | 2                                                                                           | Strafausschließungsgrund | Strafausschließungsgrund                                                                    | Strafausschließungsgrund                                                                    | Strafausschließungsgrund                                                                    | Strafausschließungsgrund                                                                    | Strafausschließungsgrund                                                                    | Strafausschließungsgrund                                                                    | Strafausschließungsgrund                                                                    | Strafausschließungsgrund                                                                    | Strafausschließungsgrund                                                                    | Strafausschließungsgrund                                                                    | Strafausschließungsgrund                                                                    | Strafausschließungsgrund                                                                    | Strafausschließungsgrund                                                                    |
| § 209                                                                                       |                                                                                             | aufgehoben | aufgehoben                                                                                  | aufgehoben                                                                                  | aufgehoben                                                                                  | aufgehoben                                                                                  | aufgehoben                                                                                  | aufgehoben                                                                                  | aufgehoben                                                                                  | aufgehoben                                                                                  | aufgehoben                                                                                  | aufgehoben                                                                                  | aufgehoben                                                                                  | aufgehoben                                                                                  | aufgehoben                                                                                  |
| § 210                                                                                       |                                                                                             | aufgehoben | aufgehoben                                                                                  | aufgehoben                                                                                  | aufgehoben                                                                                  | aufgehoben                                                                                  | aufgehoben                                                                                  | aufgehoben                                                                                  | aufgehoben                                                                                  | aufgehoben                                                                                  | aufgehoben                                                                                  | aufgehoben                                                                                  | aufgehoben                                                                                  | aufgehoben                                                                                  | aufgehoben                                                                                  |
| § 211                                                                                       | 1                                                                                           | Blutschande mit Verwandtem in gerader Linie                                                                                                |                                                                                             |                                                                                             |                                                                                             |                                                                                             |                                                                                             |                                                                                             |                                                                                             |                                                                                             |                                                                                             |                                                                                             |                                                                                             | 720 Tagessätze                                                                              |                                                                                             |
|                                                                                             | 2                                                                                           | mit Verwandtem in absteigender Linie |                                                                                             |                                                                                             |                                                                                             |                                                                                             |                                                                                             |                                                                                             |                                                                                             |                                                                                             |                                                                                             |                                                                                             |                                                                                             |                                                                                             |                                                                                             |
|                                                                                             | 3                                                                                           | mit Bruder oder Schwester |                                                                                             |                                                                                             |                                                                                             |                                                                                             |                                                                                             |                                                                                             |                                                                                             |                                                                                             |                                                                                             |                                                                                             |                                                                                             | 360 Tagessätze                                                                              |                                                                                             |
|                                                                                             | 4                                                                                           | Strafausschließungsgrund | Strafausschließungsgrund                                                                    | Strafausschließungsgrund                                                                    | Strafausschließungsgrund                                                                    | Strafausschließungsgrund                                                                    | Strafausschließungsgrund                                                                    | Strafausschließungsgrund                                                                    | Strafausschließungsgrund                                                                    | Strafausschließungsgrund                                                                    | Strafausschließungsgrund                                                                    | Strafausschließungsgrund                                                                    | Strafausschließungsgrund                                                                    | Strafausschließungsgrund                                                                    | Strafausschließungsgrund                                                                    |
| § 212                                                                                       | 1                                                                                           | Missbrauch eines Autoritätsverhältnisses                                                                                                   |                                                                                             |                                                                                             |                                                                                             |                                                                                             |                                                                                             |                                                                                             |                                                                                             |                                                                                             |                                                                                             |                                                                                             |                                                                                             |                                                                                             |                                                                                             |
|                                                                                             | 2                                                                                           | Gesundheitspersonal, Erzieher, Beamte |                                                                                             |                                                                                             |                                                                                             |                                                                                             |                                                                                             |                                                                                             |                                                                                             |                                                                                             |                                                                                             |                                                                                             |                                                                                             |                                                                                             |                                                                                             |
| § 213                                                                                       | 1                                                                                           | Kuppelei |                                                                                             |                                                                                             |                                                                                             |                                                                                             |                                                                                             |                                                                                             |                                                                                             |                                                                                             |                                                                                             |                                                                                             |                                                                                             |                                                                                             |                                                                                             |
|                                                                                             | 2                                                                                           | bei Verschaffung eines Vermögensvorteiles                                                                                                  |                                                                                             |                                                                                             |                                                                                             |                                                                                             |                                                                                             |                                                                                             |                                                                                             |                                                                                             |                                                                                             |                                                                                             |                                                                                             |                                                                                             |                                                                                             |
| § 214                                                                                       | 1                                                                                           | Entgeltliche Vermittlung von Sexualkontakten mit Unmündigen                                                                                |                                                                                             |                                                                                             |                                                                                             |                                                                                             |                                                                                             |                                                                                             |                                                                                             |                                                                                             |                                                                                             |                                                                                             |                                                                                             |                                                                                             |                                                                                             |
|                                                                                             | 2                                                                                           | Entgeltliche Vermittlung von Sexualkontakten mit Minderjährigen                                                                            |                                                                                             |                                                                                             |                                                                                             |                                                                                             |                                                                                             |                                                                                             |                                                                                             |                                                                                             |                                                                                             |                                                                                             |                                                                                             |                                                                                             |                                                                                             |
| § 215                                                                                       |                                                                                             | Zuführen zur Prostitution |                                                                                             |                                                                                             |                                                                                             |                                                                                             |                                                                                             |                                                                                             |                                                                                             |                                                                                             |                                                                                             |                                                                                             |                                                                                             |                                                                                             |                                                                                             |
| § 215a                                                                                      | 1                                                                                           | Förderung der Prostitution und pornographischer Darbietungen Minderjähriger                                                                |                                                                                             |                                                                                             |                                                                                             |                                                                                             |                                                                                             |                                                                                             |                                                                                             |                                                                                             |                                                                                             |                                                                                             |                                                                                             |                                                                                             |                                                                                             |
|                                                                                             | 2 1.Fall                                                                                    | im Rahmen einer kriminellen Vereinigung, unter Anwendung schwerer Gewalt oder bei vorsätzlich oder grob fahrlässiger Gefährdung des Lebens |                                                                                             |                                                                                             |                                                                                             |                                                                                             |                                                                                             |                                                                                             |                                                                                             |                                                                                             |                                                                                             |                                                                                             |                                                                                             |                                                                                             |                                                                                             |
|                                                                                             | 2 2.Fall                                                                                    | gegen eine unmündige Person |                                                                                             |                                                                                             |                                                                                             |                                                                                             |                                                                                             |                                                                                             |                                                                                             |                                                                                             |                                                                                             |                                                                                             |                                                                                             |                                                                                             |                                                                                             |
|                                                                                             | 3                                                                                           | Definition pornographischen Darbietung | Definition pornographischen Darbietung                                                      | Definition pornographischen Darbietung                                                      | Definition pornographischen Darbietung                                                      | Definition pornographischen Darbietung                                                      | Definition pornographischen Darbietung                                                      | Definition pornographischen Darbietung                                                      | Definition pornographischen Darbietung                                                      | Definition pornographischen Darbietung                                                      | Definition pornographischen Darbietung                                                      | Definition pornographischen Darbietung                                                      | Definition pornographischen Darbietung                                                      | Definition pornographischen Darbietung                                                      | Definition pornographischen Darbietung                                                      |
| § 216                                                                                       | 1                                                                                           | Zuhälterei |                                                                                             |                                                                                             |                                                                                             |                                                                                             |                                                                                             |                                                                                             |                                                                                             |                                                                                             |                                                                                             |                                                                                             |                                                                                             |                                                                                             |                                                                                             |
|                                                                                             | 2                                                                                           | bei Vorsatz sich eine fortlaufende Einnahme zu verschaffen                                                                                 |                                                                                             |                                                                                             |                                                                                             |                                                                                             |                                                                                             |                                                                                             |                                                                                             |                                                                                             |                                                                                             |                                                                                             |                                                                                             |                                                                                             |                                                                                             |
|                                                                                             | 3                                                                                           | als Mitglied einer kriminellen Vereinigung                                                                                                 |                                                                                             |                                                                                             |                                                                                             |                                                                                             |                                                                                             |                                                                                             |                                                                                             |                                                                                             |                                                                                             |                                                                                             |                                                                                             |                                                                                             |                                                                                             |
|                                                                                             | 4                                                                                           | durch Einschüchterung eine Person davon abhalten, die Prostitution aufzugeben                                                              |                                                                                             |                                                                                             |                                                                                             |                                                                                             |                                                                                             |                                                                                             |                                                                                             |                                                                                             |                                                                                             |                                                                                             |                                                                                             |                                                                                             |                                                                                             |
| § 217                                                                                       | 1 1.Fall                                                                                    | Grenzüberschreitender Prostitutionshandel                                                                                                  |                                                                                             |                                                                                             |                                                                                             |                                                                                             |                                                                                             |                                                                                             |                                                                                             |                                                                                             |                                                                                             |                                                                                             |                                                                                             |                                                                                             |                                                                                             |
|                                                                                             | 1 2.Fall                                                                                    | Gewerbsmäßige Begehung der Tat |                                                                                             |                                                                                             |                                                                                             |                                                                                             |                                                                                             |                                                                                             |                                                                                             |                                                                                             |                                                                                             |                                                                                             |                                                                                             |                                                                                             |                                                                                             |
|                                                                                             | 2                                                                                           | Nötigung einer Person, sich in einen anderen Staat zu begeben                                                                              |                                                                                             |                                                                                             |                                                                                             |                                                                                             |                                                                                             |                                                                                             |                                                                                             |                                                                                             |                                                                                             |                                                                                             |                                                                                             |                                                                                             |                                                                                             |
| § 218                                                                                       | 1, 1a und 2                                                                                 | Sexuelle Belästigung und öffentliche geschlechtliche Handlungen                                                                            |                                                                                             |                                                                                             |                                                                                             |                                                                                             |                                                                                             |                                                                                             |                                                                                             |                                                                                             |                                                                                             |                                                                                             |                                                                                             | 360 Tagessätze                                                                              |                                                                                             |
|                                                                                             | 2a                                                                                          | Zusammenkunft mehrerer, die auf sexuelle Belästigung abzielt                                                                               |                                                                                             |                                                                                             |                                                                                             |                                                                                             |                                                                                             |                                                                                             |                                                                                             |                                                                                             |                                                                                             |                                                                                             |                                                                                             | 720 Tagessätze                                                                              |                                                                                             |
|                                                                                             | 2b                                                                                          | Sexuelle Belästigung in verabredeter Verbindung                                                                                            |                                                                                             |                                                                                             |                                                                                             |                                                                                             |                                                                                             |                                                                                             |                                                                                             |                                                                                             |                                                                                             |                                                                                             |                                                                                             |                                                                                             |                                                                                             |
|                                                                                             | 3                                                                                           | Strafausschließungsgrund |                                                                                             |                                                                                             |                                                                                             |                                                                                             |                                                                                             |                                                                                             |                                                                                             |                                                                                             |                                                                                             |                                                                                             |                                                                                             |                                                                                             |                                                                                             |
| § 219                                                                                       |                                                                                             | Ankündigung zur Herbeiführung unzüchtigen Verkehrs                                                                                         |                                                                                             |                                                                                             |                                                                                             |                                                                                             |                                                                                             |                                                                                             |                                                                                             |                                                                                             |                                                                                             |                                                                                             |                                                                                             | 360 Tagessätze                                                                              |                                                                                             |
| § 220a                                                                                      |                                                                                             | aufgehoben | aufgehoben                                                                                  | aufgehoben                                                                                  | aufgehoben                                                                                  | aufgehoben                                                                                  | aufgehoben                                                                                  | aufgehoben                                                                                  | aufgehoben                                                                                  | aufgehoben                                                                                  | aufgehoben                                                                                  | aufgehoben                                                                                  | aufgehoben                                                                                  | aufgehoben                                                                                  | aufgehoben                                                                                  |
| § 220b                                                                                      | 1–3                                                                                         | Tätigkeitsverbot |                                                                                             |                                                                                             |                                                                                             |                                                                                             |                                                                                             |                                                                                             |                                                                                             |                                                                                             |                                                                                             |                                                                                             |                                                                                             |                                                                                             |                                                                                             |
|                                                                                             |                                                                                             | ACHTUNG!! 1 und 3 sind Tätigkeitsverbote, KEINE Freiheitsstrafen                                                                           |                                                                                             |                                                                                             |                                                                                             |                                                                                             |                                                                                             |                                                                                             |                                                                                             |                                                                                             |                                                                                             |                                                                                             |                                                                                             |                                                                                             |                                                                                             |
|                                                                                             | 4                                                                                           | Tätigkeit trotz Verbot der Ausübung |                                                                                             |                                                                                             |                                                                                             |                                                                                             |                                                                                             |                                                                                             |                                                                                             |                                                                                             |                                                                                             |                                                                                             |                                                                                             | 360 Tagessätze                                                                              |                                                                                             |
| § 221                                                                                       |                                                                                             | aufgehoben | aufgehoben                                                                                  | aufgehoben                                                                                  | aufgehoben                                                                                  | aufgehoben                                                                                  | aufgehoben                                                                                  | aufgehoben                                                                                  | aufgehoben                                                                                  | aufgehoben                                                                                  | aufgehoben                                                                                  | aufgehoben                                                                                  | aufgehoben                                                                                  | aufgehoben                                                                                  | aufgehoben                                                                                  |

## Elfter Abschnitt – Tierquälerei
| Elfter Abschnitt – Tierquälerei | Elfter Abschnitt – Tierquälerei | Elfter Abschnitt – Tierquälerei                 | Elfter Abschnitt – Tierquälerei | Elfter Abschnitt – Tierquälerei | Elfter Abschnitt – Tierquälerei | Elfter Abschnitt – Tierquälerei | Elfter Abschnitt – Tierquälerei | Elfter Abschnitt – Tierquälerei | Elfter Abschnitt – Tierquälerei | Elfter Abschnitt – Tierquälerei | Elfter Abschnitt – Tierquälerei | Elfter Abschnitt – Tierquälerei | Elfter Abschnitt – Tierquälerei | Elfter Abschnitt – Tierquälerei | Elfter Abschnitt – Tierquälerei |
| Paragraph                       | Absatz                          | Straftatbestand                                 | 1 Monat                         | 3 Mon.                          | 6 Mon.                          | 1 Jahr                          | 2 Jahre                         | 3 Jahre                         | 5 Jahre                         | 10 Jahre                        | 15 Jahre                        | 20 Jahre                        | Lebenslang                      | Geldstrafe Obergrenze           | sachliche Zuständigkeit         |
| ------------------------------- | ------------------------------- | ----------------------------------------------- | ------------------------------- | ------------------------------- | ------------------------------- | ------------------------------- | ------------------------------- | ------------------------------- | ------------------------------- | ------------------------------- | ------------------------------- | ------------------------------- | ------------------------------- | ------------------------------- | ------------------------------- |
| § 222                           | 1                               | Tierquälerei                                    |                                 |                                 |                                 |                                 |                                 |                                 |                                 |                                 |                                 |                                 |                                 |                                 | Landesgericht                   |
|                                 | 2                               | Tierquälerei bei der Beförderung mehrerer Tiere |                                 |                                 |                                 |                                 |                                 |                                 |                                 |                                 |                                 |                                 |                                 |                                 | Landesgericht                   |
|                                 | 3                               | Mutwillige Tötung eines Wirbeltieres            |                                 |                                 |                                 |                                 |                                 |                                 |                                 |                                 |                                 |                                 |                                 |                                 | Landesgericht                   |

## Zwölfter Abschnitt – Strafbare Handlungen gegen die Zuverlässigkeit von Urkunden und Beweiszeichen
| Zwölfter Abschnitt – Strafbare Handlungen gegen die Zuverlässigkeit von Urkunden und Beweiszeichen | Zwölfter Abschnitt – Strafbare Handlungen gegen die Zuverlässigkeit von Urkunden und Beweiszeichen | Zwölfter Abschnitt – Strafbare Handlungen gegen die Zuverlässigkeit von Urkunden und Beweiszeichen | Zwölfter Abschnitt – Strafbare Handlungen gegen die Zuverlässigkeit von Urkunden und Beweiszeichen | Zwölfter Abschnitt – Strafbare Handlungen gegen die Zuverlässigkeit von Urkunden und Beweiszeichen | Zwölfter Abschnitt – Strafbare Handlungen gegen die Zuverlässigkeit von Urkunden und Beweiszeichen | Zwölfter Abschnitt – Strafbare Handlungen gegen die Zuverlässigkeit von Urkunden und Beweiszeichen | Zwölfter Abschnitt – Strafbare Handlungen gegen die Zuverlässigkeit von Urkunden und Beweiszeichen | Zwölfter Abschnitt – Strafbare Handlungen gegen die Zuverlässigkeit von Urkunden und Beweiszeichen | Zwölfter Abschnitt – Strafbare Handlungen gegen die Zuverlässigkeit von Urkunden und Beweiszeichen | Zwölfter Abschnitt – Strafbare Handlungen gegen die Zuverlässigkeit von Urkunden und Beweiszeichen | Zwölfter Abschnitt – Strafbare Handlungen gegen die Zuverlässigkeit von Urkunden und Beweiszeichen | Zwölfter Abschnitt – Strafbare Handlungen gegen die Zuverlässigkeit von Urkunden und Beweiszeichen | Zwölfter Abschnitt – Strafbare Handlungen gegen die Zuverlässigkeit von Urkunden und Beweiszeichen | Zwölfter Abschnitt – Strafbare Handlungen gegen die Zuverlässigkeit von Urkunden und Beweiszeichen | Zwölfter Abschnitt – Strafbare Handlungen gegen die Zuverlässigkeit von Urkunden und Beweiszeichen |
| Paragraph                                                                                          | Absatz                                                                                             | Straftatbestand                                                                                    | 1 Monat                                                                                            | 3 Mon.                                                                                             | 6 Mon.                                                                                             | 1 Jahr                                                                                             | 2 Jahre                                                                                            | 3 Jahre                                                                                            | 5 Jahre                                                                                            | 10 Jahre                                                                                           | 15 Jahre                                                                                           | 20 Jahre                                                                                           | Lebenslang                                                                                         | Geldstrafe Obergrenze                                                                              | sachliche Zuständigkeit                                                                            |
| -------------------------------------------------------------------------------------------------- | -------------------------------------------------------------------------------------------------- | -------------------------------------------------------------------------------------------------- | -------------------------------------------------------------------------------------------------- | -------------------------------------------------------------------------------------------------- | -------------------------------------------------------------------------------------------------- | -------------------------------------------------------------------------------------------------- | -------------------------------------------------------------------------------------------------- | -------------------------------------------------------------------------------------------------- | -------------------------------------------------------------------------------------------------- | -------------------------------------------------------------------------------------------------- | -------------------------------------------------------------------------------------------------- | -------------------------------------------------------------------------------------------------- | -------------------------------------------------------------------------------------------------- | -------------------------------------------------------------------------------------------------- | -------------------------------------------------------------------------------------------------- |
| § 223                                                                                              | 1                                                                                                  | Urkundenfälschung                                                                                  | | | | | | | | | | | | 720 Tagessätze                                                                                     | Bezirksgericht                                                                                     |
| | 2                                                                                                  | Gebrauch einer falschen Urkunde im Rechtsverkehr                                                   | | | | | | | | | | | | | Bezirksgericht                                                                                     |
| § 224                                                                                              | | Fälschung besonders geschützter Urkunden                                                           | | | | | | | | | | | | | Landesgericht: Einzelrichter                                                                       |
| § 224a                                                                                             | | Annahme, Weitergabe oder Besitz falscher oder verfälschter besonders geschützter Urkunden          | | | | | | | | | | | | 720 Tagessätze                                                                                     | Bezirksgericht                                                                                     |
| § 225                                                                                              | 1                                                                                                  | Fälschung öffentlicher Beglaubigungszeichen                                                        | | | | | | | | | | | | | Landesgericht: Einzelrichter                                                                       |
| | 2                                                                                                  | Gebrauch im Rechtsverkehr                                                                          | | | | | | | | | | | | | Landesgericht: Einzelrichter                                                                       |
| | 3                                                                                                  | Definition öffentliches Beglaubigungszeichen                                                       | Definition öffentliches Beglaubigungszeichen                                                       | Definition öffentliches Beglaubigungszeichen                                                       | Definition öffentliches Beglaubigungszeichen                                                       | Definition öffentliches Beglaubigungszeichen                                                       | Definition öffentliches Beglaubigungszeichen                                                       | Definition öffentliches Beglaubigungszeichen                                                       | Definition öffentliches Beglaubigungszeichen                                                       | Definition öffentliches Beglaubigungszeichen                                                       | Definition öffentliches Beglaubigungszeichen                                                       | Definition öffentliches Beglaubigungszeichen                                                       | Definition öffentliches Beglaubigungszeichen                                                       | Definition öffentliches Beglaubigungszeichen                                                       | Definition öffentliches Beglaubigungszeichen                                                       |
| § 225a                                                                                             | | Datenfälschung                                                                                     | | | | | | | | | | | | 720 Tagessätze                                                                                     | Bezirksgericht                                                                                     |
| § 226                                                                                              | 1                                                                                                  | Tätige Reue                                                                                        | Tätige Reue                                                                                        | Tätige Reue                                                                                        | Tätige Reue                                                                                        | Tätige Reue                                                                                        | Tätige Reue                                                                                        | Tätige Reue                                                                                        | Tätige Reue                                                                                        | Tätige Reue                                                                                        | Tätige Reue                                                                                        | Tätige Reue                                                                                        | Tätige Reue                                                                                        | Tätige Reue                                                                                        | Tätige Reue                                                                                        |
| | 2                                                                                                  | Strafausschließungsgrund                                                                           | Strafausschließungsgrund                                                                           | Strafausschließungsgrund                                                                           | Strafausschließungsgrund                                                                           | Strafausschließungsgrund                                                                           | Strafausschließungsgrund                                                                           | Strafausschließungsgrund                                                                           | Strafausschließungsgrund                                                                           | Strafausschließungsgrund                                                                           | Strafausschließungsgrund                                                                           | Strafausschließungsgrund                                                                           | Strafausschließungsgrund                                                                           | Strafausschließungsgrund                                                                           | Strafausschließungsgrund                                                                           |
| § 227                                                                                              | 1                                                                                                  | Vorbereitung der Fälschung öffentlicher Urkunden oder Beglaubigungszeichen                         | | | | | | | | | | | | 720 Tagessätze                                                                                     | Bezirksgericht                                                                                     |
| | 2                                                                                                  | Strafausschließungsgrund                                                                           | Strafausschließungsgrund                                                                           | Strafausschließungsgrund                                                                           | Strafausschließungsgrund                                                                           | Strafausschließungsgrund                                                                           | Strafausschließungsgrund                                                                           | Strafausschließungsgrund                                                                           | Strafausschließungsgrund                                                                           | Strafausschließungsgrund                                                                           | Strafausschließungsgrund                                                                           | Strafausschließungsgrund                                                                           | Strafausschließungsgrund                                                                           | Strafausschließungsgrund                                                                           | Strafausschließungsgrund                                                                           |
| § 228                                                                                              | 1                                                                                                  | Mittelbare unrichtige Beurkundung oder Beglaubigung                                                | | | | | | | | | | | | 720 Tagessätze                                                                                     | Bezirksgericht                                                                                     |
| | 2                                                                                                  | Gebrauch im Rechtsverkehr                                                                          | | | | | | | | | | | | 720 Tagessätze                                                                                     | Bezirksgericht                                                                                     |
| | 3                                                                                                  | Strafausschließungsgrund                                                                           | Strafausschließungsgrund                                                                           | Strafausschließungsgrund                                                                           | Strafausschließungsgrund                                                                           | Strafausschließungsgrund                                                                           | Strafausschließungsgrund                                                                           | Strafausschließungsgrund                                                                           | Strafausschließungsgrund                                                                           | Strafausschließungsgrund                                                                           | Strafausschließungsgrund                                                                           | Strafausschließungsgrund                                                                           | Strafausschließungsgrund                                                                           | Strafausschließungsgrund                                                                           | Strafausschließungsgrund                                                                           |
| § 229                                                                                              | 1                                                                                                  | Urkundenunterdrückung                                                                              | | | | | | | | | | | | 720 Tagessätze                                                                                     | Bezirksgericht                                                                                     |
| | 2                                                                                                  | Strafausschließungsgrund                                                                           | Strafausschließungsgrund                                                                           | Strafausschließungsgrund                                                                           | Strafausschließungsgrund                                                                           | Strafausschließungsgrund                                                                           | Strafausschließungsgrund                                                                           | Strafausschließungsgrund                                                                           | Strafausschließungsgrund                                                                           | Strafausschließungsgrund                                                                           | Strafausschließungsgrund                                                                           | Strafausschließungsgrund                                                                           | Strafausschließungsgrund                                                                           | Strafausschließungsgrund                                                                           | Strafausschließungsgrund                                                                           |
| § 230                                                                                              | 1                                                                                                  | Versetzung von Grenzzeichen                                                                        | | | | | | | | | | | | | Landesgericht: Einzelrichter                                                                       |
| | 2                                                                                                  | Strafausschließungsgrund                                                                           | Strafausschließungsgrund                                                                           | Strafausschließungsgrund                                                                           | Strafausschließungsgrund                                                                           | Strafausschließungsgrund                                                                           | Strafausschließungsgrund                                                                           | Strafausschließungsgrund                                                                           | Strafausschließungsgrund                                                                           | Strafausschließungsgrund                                                                           | Strafausschließungsgrund                                                                           | Strafausschließungsgrund                                                                           | Strafausschließungsgrund                                                                           | Strafausschließungsgrund                                                                           | Strafausschließungsgrund                                                                           |
| § 231                                                                                              | 1                                                                                                  | Gebrauch fremder Ausweise                                                                          | | | | | | | | | | | | 360 Tagessätze                                                                                     | Bezirksgericht                                                                                     |
| | 2                                                                                                  | Überlassen eines amtlichen Ausweises                                                               | | | | | | | | | | | | 360 Tagessätze                                                                                     | Bezirksgericht                                                                                     |
| | 3                                                                                                  | Strafausschließungsgrund                                                                           | Strafausschließungsgrund                                                                           | Strafausschließungsgrund                                                                           | Strafausschließungsgrund                                                                           | Strafausschließungsgrund                                                                           | Strafausschließungsgrund                                                                           | Strafausschließungsgrund                                                                           | Strafausschließungsgrund                                                                           | Strafausschließungsgrund                                                                           | Strafausschließungsgrund                                                                           | Strafausschließungsgrund                                                                           | Strafausschließungsgrund                                                                           | Strafausschließungsgrund                                                                           | Strafausschließungsgrund                                                                           |

## Dreizehnter Abschnitt – Strafbare Handlungen gegen die Sicherheit des Verkehrs mit Geld, Wertpapieren, Wertzeichen und unbaren Zahlungsmitteln
| Dreizehnter Abschnitt – Strafbare Handlungen gegen die Sicherheit des Verkehrs mit Geld, Wertpapieren, Wertzeichen und unbaren Zahlungsmitteln | Dreizehnter Abschnitt – Strafbare Handlungen gegen die Sicherheit des Verkehrs mit Geld, Wertpapieren, Wertzeichen und unbaren Zahlungsmitteln | Dreizehnter Abschnitt – Strafbare Handlungen gegen die Sicherheit des Verkehrs mit Geld, Wertpapieren, Wertzeichen und unbaren Zahlungsmitteln | Dreizehnter Abschnitt – Strafbare Handlungen gegen die Sicherheit des Verkehrs mit Geld, Wertpapieren, Wertzeichen und unbaren Zahlungsmitteln | Dreizehnter Abschnitt – Strafbare Handlungen gegen die Sicherheit des Verkehrs mit Geld, Wertpapieren, Wertzeichen und unbaren Zahlungsmitteln | Dreizehnter Abschnitt – Strafbare Handlungen gegen die Sicherheit des Verkehrs mit Geld, Wertpapieren, Wertzeichen und unbaren Zahlungsmitteln | Dreizehnter Abschnitt – Strafbare Handlungen gegen die Sicherheit des Verkehrs mit Geld, Wertpapieren, Wertzeichen und unbaren Zahlungsmitteln | Dreizehnter Abschnitt – Strafbare Handlungen gegen die Sicherheit des Verkehrs mit Geld, Wertpapieren, Wertzeichen und unbaren Zahlungsmitteln |
| Paragraph | Absatz | Straftatbestand | Freiheitsstrafe – Untergrenze | Freiheitsstrafe – Obergrenze | alternative Freiheitsstrafe | Geldstrafe – Obergrenze | Sachliche Zuständigkeit |
| --- | --- | --- | --- | --- | --- | --- | --- |
| § 232 | 1 | Geldfälschung | 1 Jahr | 10 Jahre | | | |
| | 2 | wer solches nachgemachtes oder verfälschtes Geld in Verkehr bringt                                                                             | 1 Jahr | 10 Jahre | | | |
| § 233 | 1 | Weitergabe und Besitz nachgemachten oder verfälschten Geldes                                                                                   | | 3 Jahre | | | |
| | 2 | bei einem Nennwert von über € 300.000 | 6 Monate | 5 Jahre | | | |
| § 234 | 1 | Verringerung von Geldmünzen und Weitergabe verringerter Geldmünzen                                                                             | 6 Monate | 5 Jahre | | | |
| | 2 1.Fall | - mit dem Vorsatz, dass sie als vollwertig ausgegeben werden oder - als vollwertig ausgibt                                                     | | 3 Jahre | | | |
| | 2 2.Fall | deren Nennwert € 300.000 übersteigt | 6 Monate | 5 Jahre | | | |
| § 235 | | Ansichbringen, Verheimlichen oder Verhandeln des Münzabfalls                                                                                   | | 1 Jahr | | 720 Tagessätze | |
| § 236 | 1 | Weitergabe von Falschgeld oder verringerten Geldmünzen                                                                                         | | 1 Jahr | | 720 Tagessätze | |
| | 2 | wer eine der im Abs. 1 genannten Handlungen für einen anderen begeht                                                                           | | 1 Jahr | | 720 Tagessätze | |
| § 237 | | Fälschung besonders geschützter Wertpapiere | | | | | |
| § 238 | 1 | Wertzeichenfälschung | | 3 Jahre | | | |
| | 2 | - es mit dem Vorsatz das es als echt und unverfälscht verwertet werde oder - als echt und unverfälscht verwertet                               | | 2 Jahre | | | |
| | 4 | Wiederverwendung | | | | | |
| § 239 | | Vorbereitung einer Geld-, Wertpapier- oder Wertzeichenfälschung                                                                                | | 2 Jahre | | | |
| § 240 | | Tätige Reue | | | | | |
| § 241a | 1 | Fälschung unbarer Zahlungsmittel | | 3 Jahre | | | |
| | 2 | Wer die Tat gewerbsmäßig oder als Mitglied einer kriminellen Vereinigung begeht                                                                | 6 Monate | 5 Jahre | | | |
| § 241b | 1 | Annahme, Weitergabe oder Besitz falscher oder verfälschter unbarer Zahlungsmittel                                                              | | 1 Jahr | | 720 Tagessätze | |
| | 2 | Begehung als Mitglied einer kriminellen Vereinigung                                                                                            | 6 Monate | 5 Jahre | | | |
| § 241c | | Vorbereitung der Fälschung unbarer Zahlungsmittel                                                                                              | | 2 Jahre | | | |
| § 241d | | Tätige Reue | | | | | |
| § 241e | 1 | Entfremdung unbarer Zahlungsmittel | | 2 Jahre | | | |
| | 2 | Wer die Tat gewerbsmäßig oder als Mitglied einer kriminellen Vereinigung begeht                                                                | 6 Monate | 5 Jahre | | | |
| | 3 | Vernichtung. Beschädigung, Unterdrückung | | 1 Jahr | | 720 Tagessätze | |
| § 241f | 1 | Annahme, Weitergabe oder Besitz entfremdeter unbarer Zahlungsmittel                                                                            | | 1 Jahr | | 720 Tagessätze | |
| | 2 | Begehung als Mitglied einer kriminellen Vereinigung                                                                                            | 6 Monate | 5 Jahre | | | |
| § 241g | | Tätige Reue | | | | | |
| § 241h | 1 | Ausspähen von Daten eines unbaren Zahlungsmittels                                                                                              | | 1 Jahr | | 720 Tagessätze | |
| | 2 1. Fall | Gewerbsmäßige Begehung | | 3 Jahre | | | |
| | 2 2. Fall | Begehung als Mitglied einer kriminellen Vereinigung                                                                                            | 6 Monate | 5 Jahre | | | |

## Vierzehnter Abschnitt – Hochverrat und andere Angriffe gegen den Staat
| Vierzehnter Abschnitt – Hochverrat und andere Angriffe gegen den Staat | Vierzehnter Abschnitt – Hochverrat und andere Angriffe gegen den Staat | Vierzehnter Abschnitt – Hochverrat und andere Angriffe gegen den Staat | Vierzehnter Abschnitt – Hochverrat und andere Angriffe gegen den Staat | Vierzehnter Abschnitt – Hochverrat und andere Angriffe gegen den Staat | Vierzehnter Abschnitt – Hochverrat und andere Angriffe gegen den Staat | Vierzehnter Abschnitt – Hochverrat und andere Angriffe gegen den Staat | Vierzehnter Abschnitt – Hochverrat und andere Angriffe gegen den Staat | Vierzehnter Abschnitt – Hochverrat und andere Angriffe gegen den Staat | Vierzehnter Abschnitt – Hochverrat und andere Angriffe gegen den Staat | Vierzehnter Abschnitt – Hochverrat und andere Angriffe gegen den Staat | Vierzehnter Abschnitt – Hochverrat und andere Angriffe gegen den Staat | Vierzehnter Abschnitt – Hochverrat und andere Angriffe gegen den Staat | Vierzehnter Abschnitt – Hochverrat und andere Angriffe gegen den Staat | Vierzehnter Abschnitt – Hochverrat und andere Angriffe gegen den Staat | Vierzehnter Abschnitt – Hochverrat und andere Angriffe gegen den Staat |
| Paragraph                                                              | Absatz                                                                 | Straftatbestand                                                        | 1 Monat                                                                | 3 Mon.                                                                 | 6 Mon.                                                                 | 1 Jahr                                                                 | 2 Jahre                                                                | 3 Jahre                                                                | 5 Jahre                                                                | 10 Jahre                                                               | 15 Jahre                                                               | 20 Jahre                                                               | Lebenslang                                                             | Geldstrafe Obergrenze                                                  | sachliche Zuständigkeit                                                |
| ---------------------------------------------------------------------- | ---------------------------------------------------------------------- | ---------------------------------------------------------------------- | ---------------------------------------------------------------------- | ---------------------------------------------------------------------- | ---------------------------------------------------------------------- | ---------------------------------------------------------------------- | ---------------------------------------------------------------------- | ---------------------------------------------------------------------- | ---------------------------------------------------------------------- | ---------------------------------------------------------------------- | ---------------------------------------------------------------------- | ---------------------------------------------------------------------- | ---------------------------------------------------------------------- | ---------------------------------------------------------------------- | ---------------------------------------------------------------------- |
| § 242                                                                  | 1                                                                      | Hochverrat                                                             |                                                                        |                                                                        |                                                                        |                                                                        |                                                                        |                                                                        |                                                                        |                                                                        |                                                                        |                                                                        |                                                                        |                                                                        | Geschworenengericht                                                    |
|                                                                        | 2                                                                      | Versuchter Hochverrat                                                  |                                                                        |                                                                        |                                                                        |                                                                        |                                                                        |                                                                        |                                                                        |                                                                        |                                                                        |                                                                        |                                                                        |                                                                        | Geschworenengericht                                                    |
| § 243                                                                  | 1                                                                      | Tätige Reue                                                            | Tätige Reue                                                            | Tätige Reue                                                            | Tätige Reue                                                            | Tätige Reue                                                            | Tätige Reue                                                            | Tätige Reue                                                            | Tätige Reue                                                            | Tätige Reue                                                            | Tätige Reue                                                            | Tätige Reue                                                            | Tätige Reue                                                            | Tätige Reue                                                            | Tätige Reue                                                            |
|                                                                        | 2                                                                      | Strafausschließungsgrund                                               | Strafausschließungsgrund                                               | Strafausschließungsgrund                                               | Strafausschließungsgrund                                               | Strafausschließungsgrund                                               | Strafausschließungsgrund                                               | Strafausschließungsgrund                                               | Strafausschließungsgrund                                               | Strafausschließungsgrund                                               | Strafausschließungsgrund                                               | Strafausschließungsgrund                                               | Strafausschließungsgrund                                               | Strafausschließungsgrund                                               | Strafausschließungsgrund                                               |
| § 244                                                                  | 1                                                                      | Verabredung zum Hochverrat                                             |                                                                        |                                                                        |                                                                        |                                                                        |                                                                        |                                                                        |                                                                        |                                                                        |                                                                        |                                                                        |                                                                        |                                                                        | Geschworenengericht                                                    |
|                                                                        | 2                                                                      | Vorbereitung eines Hochverrats                                         |                                                                        |                                                                        |                                                                        |                                                                        |                                                                        |                                                                        |                                                                        |                                                                        |                                                                        |                                                                        |                                                                        |                                                                        | Geschworenengericht                                                    |
| § 245                                                                  | 1                                                                      | Tätige Reue                                                            | Tätige Reue                                                            | Tätige Reue                                                            | Tätige Reue                                                            | Tätige Reue                                                            | Tätige Reue                                                            | Tätige Reue                                                            | Tätige Reue                                                            | Tätige Reue                                                            | Tätige Reue                                                            | Tätige Reue                                                            | Tätige Reue                                                            | Tätige Reue                                                            | Tätige Reue                                                            |
|                                                                        | 2                                                                      | Strafausschließungsgrund                                               | Strafausschließungsgrund                                               | Strafausschließungsgrund                                               | Strafausschließungsgrund                                               | Strafausschließungsgrund                                               | Strafausschließungsgrund                                               | Strafausschließungsgrund                                               | Strafausschließungsgrund                                               | Strafausschließungsgrund                                               | Strafausschließungsgrund                                               | Strafausschließungsgrund                                               | Strafausschließungsgrund                                               | Strafausschließungsgrund                                               | Strafausschließungsgrund                                               |
| § 246                                                                  | 1                                                                      | Staatsfeindliche Verbindungen                                          |                                                                        |                                                                        |                                                                        |                                                                        |                                                                        |                                                                        |                                                                        |                                                                        |                                                                        |                                                                        |                                                                        |                                                                        | Geschworenengericht                                                    |
|                                                                        | 2                                                                      | Staatsfeindliche Verbindungen                                          |                                                                        |                                                                        |                                                                        |                                                                        |                                                                        |                                                                        |                                                                        |                                                                        |                                                                        |                                                                        |                                                                        |                                                                        | Geschworenengericht                                                    |
|                                                                        | 3                                                                      | Staatsfeindliche Verbindungen                                          |                                                                        |                                                                        |                                                                        |                                                                        |                                                                        |                                                                        |                                                                        |                                                                        |                                                                        |                                                                        |                                                                        |                                                                        | Geschworenengericht                                                    |
| § 247                                                                  |                                                                        | Tätige Reue                                                            | Tätige Reue                                                            | Tätige Reue                                                            | Tätige Reue                                                            | Tätige Reue                                                            | Tätige Reue                                                            | Tätige Reue                                                            | Tätige Reue                                                            | Tätige Reue                                                            | Tätige Reue                                                            | Tätige Reue                                                            | Tätige Reue                                                            | Tätige Reue                                                            | Tätige Reue                                                            |
| § 248                                                                  | 1                                                                      | Herabwürdigung des Staates                                             |                                                                        |                                                                        |                                                                        |                                                                        |                                                                        |                                                                        |                                                                        |                                                                        |                                                                        |                                                                        |                                                                        | 720 Tagessätze                                                         | Geschworenengericht                                                    |
|                                                                        | 2                                                                      | Herabwürdigung staatlicher Symbole                                     |                                                                        |                                                                        |                                                                        |                                                                        |                                                                        |                                                                        |                                                                        |                                                                        |                                                                        |                                                                        |                                                                        | 360 Tagessätze                                                         | Geschworenengericht                                                    |

## Fünfzehnter Abschnitt – Angriffe auf oberste Staatsorgane
| Fünfzehnter Abschnitt – Angriffe auf oberste Staatsorgane | Fünfzehnter Abschnitt – Angriffe auf oberste Staatsorgane | Fünfzehnter Abschnitt – Angriffe auf oberste Staatsorgane | Fünfzehnter Abschnitt – Angriffe auf oberste Staatsorgane | Fünfzehnter Abschnitt – Angriffe auf oberste Staatsorgane | Fünfzehnter Abschnitt – Angriffe auf oberste Staatsorgane | Fünfzehnter Abschnitt – Angriffe auf oberste Staatsorgane | Fünfzehnter Abschnitt – Angriffe auf oberste Staatsorgane | Fünfzehnter Abschnitt – Angriffe auf oberste Staatsorgane | Fünfzehnter Abschnitt – Angriffe auf oberste Staatsorgane | Fünfzehnter Abschnitt – Angriffe auf oberste Staatsorgane | Fünfzehnter Abschnitt – Angriffe auf oberste Staatsorgane | Fünfzehnter Abschnitt – Angriffe auf oberste Staatsorgane | Fünfzehnter Abschnitt – Angriffe auf oberste Staatsorgane | Fünfzehnter Abschnitt – Angriffe auf oberste Staatsorgane |
| Paragraph                                                 | Absatz                                                    | Straftatbestand | 1 Monat                                                   | 3 Mon.                                                    | 6 Mon.                                                    | 1 Jahr                                                    | 2 Jahre                                                   | 3 Jahre                                                   | 5 Jahre                                                   | 10 Jahre                                                  | 15 Jahre                                                  | 20 Jahre                                                  | Geldstrafe Obergrenze                                     | sachliche Zuständigkeit                                   |
| --------------------------------------------------------- | --------------------------------------------------------- | --- | --------------------------------------------------------- | --------------------------------------------------------- | --------------------------------------------------------- | --------------------------------------------------------- | --------------------------------------------------------- | --------------------------------------------------------- | --------------------------------------------------------- | --------------------------------------------------------- | --------------------------------------------------------- | --------------------------------------------------------- | --------------------------------------------------------- | --------------------------------------------------------- |
| § 249                                                     |                                                           | Gewalt und gefährliche Drohung gegen den Bundespräsidenten |                                                           |                                                           |                                                           |                                                           |                                                           |                                                           |                                                           |                                                           |                                                           |                                                           |                                                           | Geschworenengericht                                       |
| § 250                                                     |                                                           | Nötigung eines verfassungsmäßigen Vertretungskörpers, einer Regierung, des Verfassungsgerichtshofs, des Verwaltungsgerichtshofs oder des Obersten Gerichtshofs                                                                             |                                                           |                                                           |                                                           |                                                           |                                                           |                                                           |                                                           |                                                           |                                                           |                                                           |                                                           | Geschworenengericht                                       |
| § 251                                                     | 1. Fall                                                   | Nötigung von Mitgliedern eines verfassungsmäßigen Vertretungskörpers, einer Regierung, des Verfassungsgerichtshofs, des Verwaltungsgerichtshofs oder des Obersten Gerichtshofs oder des Präsidenten oder Vizepräsidenten des Rechnungshofs |                                                           |                                                           |                                                           |                                                           |                                                           |                                                           |                                                           |                                                           |                                                           |                                                           |                                                           | Geschworenengericht                                       |
|                                                           | 2. Fall                                                   | Schwere Nötigung |                                                           |                                                           |                                                           |                                                           |                                                           |                                                           |                                                           |                                                           |                                                           |                                                           |                                                           | Geschworenengericht                                       |

## Sechzehnter Abschnitt – Landesverrat
| Sechzehnter Abschnitt – Landesverrat | Sechzehnter Abschnitt – Landesverrat | Sechzehnter Abschnitt – Landesverrat                       | Sechzehnter Abschnitt – Landesverrat        | Sechzehnter Abschnitt – Landesverrat        | Sechzehnter Abschnitt – Landesverrat        | Sechzehnter Abschnitt – Landesverrat        | Sechzehnter Abschnitt – Landesverrat        | Sechzehnter Abschnitt – Landesverrat        | Sechzehnter Abschnitt – Landesverrat        | Sechzehnter Abschnitt – Landesverrat        | Sechzehnter Abschnitt – Landesverrat        | Sechzehnter Abschnitt – Landesverrat        | Sechzehnter Abschnitt – Landesverrat        | Sechzehnter Abschnitt – Landesverrat        | Sechzehnter Abschnitt – Landesverrat        |
| Paragraph                            | Absatz                               | Straftatbestand                                            | 1 Monat                                     | 3 Mon.                                      | 6 Mon.                                      | 1 Jahr                                      | 2 Jahre                                     | 3 Jahre                                     | 5 Jahre                                     | 10 Jahre                                    | 15 Jahre                                    | 20 Jahre                                    | Lebenslang                                  | Geldstrafe Obergrenze                       | sachliche Zuständigkeit                     |
| ------------------------------------ | ------------------------------------ | ---------------------------------------------------------- | ------------------------------------------- | ------------------------------------------- | ------------------------------------------- | ------------------------------------------- | ------------------------------------------- | ------------------------------------------- | ------------------------------------------- | ------------------------------------------- | ------------------------------------------- | ------------------------------------------- | ------------------------------------------- | ------------------------------------------- | ------------------------------------------- |
| § 252                                | 1                                    | Verrat von Staatsgeheimnissen                              |                                             |                                             |                                             |                                             |                                             |                                             |                                             |                                             |                                             |                                             |                                             |                                             |                                             |
|                                      | 2 1.Fall                             | Veröffentlichung von Staatsgeheimnissen                    |                                             |                                             |                                             |                                             |                                             |                                             |                                             |                                             |                                             |                                             |                                             |                                             |                                             |
|                                      | 2 2.Fall                             | Strafausschließungsgrund                                   | Strafausschließungsgrund                    | Strafausschließungsgrund                    | Strafausschließungsgrund                    | Strafausschließungsgrund                    | Strafausschließungsgrund                    | Strafausschließungsgrund                    | Strafausschließungsgrund                    | Strafausschließungsgrund                    | Strafausschließungsgrund                    | Strafausschließungsgrund                    | Strafausschließungsgrund                    | Strafausschließungsgrund                    | Strafausschließungsgrund                    |
|                                      | 3                                    | Definition Verfassungsgefährdende Tatsachen                | Definition Verfassungsgefährdende Tatsachen | Definition Verfassungsgefährdende Tatsachen | Definition Verfassungsgefährdende Tatsachen | Definition Verfassungsgefährdende Tatsachen | Definition Verfassungsgefährdende Tatsachen | Definition Verfassungsgefährdende Tatsachen | Definition Verfassungsgefährdende Tatsachen | Definition Verfassungsgefährdende Tatsachen | Definition Verfassungsgefährdende Tatsachen | Definition Verfassungsgefährdende Tatsachen | Definition Verfassungsgefährdende Tatsachen | Definition Verfassungsgefährdende Tatsachen | Definition Verfassungsgefährdende Tatsachen |
| § 253                                | 1                                    | Preisgabe von Staatsgeheimnissen                           |                                             |                                             |                                             |                                             |                                             |                                             |                                             |                                             |                                             |                                             |                                             |                                             |                                             |
|                                      | 2                                    | Strafausschließungsgrund                                   | Strafausschließungsgrund                    | Strafausschließungsgrund                    | Strafausschließungsgrund                    | Strafausschließungsgrund                    | Strafausschließungsgrund                    | Strafausschließungsgrund                    | Strafausschließungsgrund                    | Strafausschließungsgrund                    | Strafausschließungsgrund                    | Strafausschließungsgrund                    | Strafausschließungsgrund                    | Strafausschließungsgrund                    | Strafausschließungsgrund                    |
| § 254                                | 1                                    | Ausspähung von Staatsgeheimnissen                          |                                             |                                             |                                             |                                             |                                             |                                             |                                             |                                             |                                             |                                             |                                             |                                             |                                             |
|                                      | 2                                    | Strafausschließungsgrund                                   | Strafausschließungsgrund                    | Strafausschließungsgrund                    | Strafausschließungsgrund                    | Strafausschließungsgrund                    | Strafausschließungsgrund                    | Strafausschließungsgrund                    | Strafausschließungsgrund                    | Strafausschließungsgrund                    | Strafausschließungsgrund                    | Strafausschließungsgrund                    | Strafausschließungsgrund                    | Strafausschließungsgrund                    | Strafausschließungsgrund                    |
| § 255                                |                                      | Begriff des Staatsgeheimnisses                             | Begriff des Staatsgeheimnisses              | Begriff des Staatsgeheimnisses              | Begriff des Staatsgeheimnisses              | Begriff des Staatsgeheimnisses              | Begriff des Staatsgeheimnisses              | Begriff des Staatsgeheimnisses              | Begriff des Staatsgeheimnisses              | Begriff des Staatsgeheimnisses              | Begriff des Staatsgeheimnisses              | Begriff des Staatsgeheimnisses              | Begriff des Staatsgeheimnisses              | Begriff des Staatsgeheimnisses              | Begriff des Staatsgeheimnisses              |
| § 256                                |                                      | Geheimer Nachrichtendienst zum Nachteil Österreichs        |                                             |                                             |                                             |                                             |                                             |                                             |                                             |                                             |                                             |                                             |                                             |                                             |                                             |
| § 257                                | 1                                    | Begünstigung feindlicher Streitkräfte                      |                                             |                                             |                                             |                                             |                                             |                                             |                                             |                                             |                                             |                                             |                                             |                                             |                                             |
|                                      | 2 1.Fall                             |                                                            |                                             |                                             |                                             |                                             |                                             |                                             |                                             |                                             |                                             |                                             |                                             |                                             |                                             |
|                                      | 2 2.Fall                             | Strafausschließungsgrund                                   | Strafausschließungsgrund                    | Strafausschließungsgrund                    | Strafausschließungsgrund                    | Strafausschließungsgrund                    | Strafausschließungsgrund                    | Strafausschließungsgrund                    | Strafausschließungsgrund                    | Strafausschließungsgrund                    | Strafausschließungsgrund                    | Strafausschließungsgrund                    | Strafausschließungsgrund                    | Strafausschließungsgrund                    | Strafausschließungsgrund                    |
| § 258                                | 1                                    | Landesverräterische Fälschung und Vernichtung von Beweisen |                                             |                                             |                                             |                                             |                                             |                                             |                                             |                                             |                                             |                                             |                                             |                                             |                                             |
|                                      | 2                                    | Gebrauch von gefälschten Beweismittel                      |                                             |                                             |                                             |                                             |                                             |                                             |                                             |                                             |                                             |                                             |                                             |                                             |                                             |

## Siebzehnter Abschnitt – Strafbare Handlungen gegen das Bundesheer
| Siebzehnter Abschnitt – Strafbare Handlungen gegen das Bundesheer | Siebzehnter Abschnitt – Strafbare Handlungen gegen das Bundesheer | Siebzehnter Abschnitt – Strafbare Handlungen gegen das Bundesheer | Siebzehnter Abschnitt – Strafbare Handlungen gegen das Bundesheer | Siebzehnter Abschnitt – Strafbare Handlungen gegen das Bundesheer | Siebzehnter Abschnitt – Strafbare Handlungen gegen das Bundesheer | Siebzehnter Abschnitt – Strafbare Handlungen gegen das Bundesheer | Siebzehnter Abschnitt – Strafbare Handlungen gegen das Bundesheer | Siebzehnter Abschnitt – Strafbare Handlungen gegen das Bundesheer | Siebzehnter Abschnitt – Strafbare Handlungen gegen das Bundesheer | Siebzehnter Abschnitt – Strafbare Handlungen gegen das Bundesheer | Siebzehnter Abschnitt – Strafbare Handlungen gegen das Bundesheer | Siebzehnter Abschnitt – Strafbare Handlungen gegen das Bundesheer | Siebzehnter Abschnitt – Strafbare Handlungen gegen das Bundesheer | Siebzehnter Abschnitt – Strafbare Handlungen gegen das Bundesheer | Siebzehnter Abschnitt – Strafbare Handlungen gegen das Bundesheer |
| Paragraph                                                         | Absatz                                                            | Straftatbestand                                                   | 1 Monat                                                           | 3 Mon.                                                            | 6 Mon.                                                            | 1 Jahr                                                            | 2 Jahre                                                           | 3 Jahre                                                           | 5 Jahre                                                           | 10 Jahre                                                          | 15 Jahre                                                          | 20 Jahre                                                          | Lebenslang                                                        | Geldstrafe Obergrenze                                             | sachliche Zuständigkeit                                           |
| ----------------------------------------------------------------- | ----------------------------------------------------------------- | ----------------------------------------------------------------- | ----------------------------------------------------------------- | ----------------------------------------------------------------- | ----------------------------------------------------------------- | ----------------------------------------------------------------- | ----------------------------------------------------------------- | ----------------------------------------------------------------- | ----------------------------------------------------------------- | ----------------------------------------------------------------- | ----------------------------------------------------------------- | ----------------------------------------------------------------- | ----------------------------------------------------------------- | ----------------------------------------------------------------- | ----------------------------------------------------------------- |
| § 259                                                             |                                                                   | Beteiligung an militärischen strafbaren Handlungen                | Beteiligung an militärischen strafbaren Handlungen                | Beteiligung an militärischen strafbaren Handlungen                | Beteiligung an militärischen strafbaren Handlungen                | Beteiligung an militärischen strafbaren Handlungen                | Beteiligung an militärischen strafbaren Handlungen                | Beteiligung an militärischen strafbaren Handlungen                | Beteiligung an militärischen strafbaren Handlungen                | Beteiligung an militärischen strafbaren Handlungen                | Beteiligung an militärischen strafbaren Handlungen                | Beteiligung an militärischen strafbaren Handlungen                | Beteiligung an militärischen strafbaren Handlungen                | Beteiligung an militärischen strafbaren Handlungen                | Beteiligung an militärischen strafbaren Handlungen                |
|                                                                   | 1. Fall                                                           | §§ 16, 19 und 21 Militärstrafgesetz                               |                                                                   |                                                                   |                                                                   |                                                                   |                                                                   |                                                                   |                                                                   |                                                                   |                                                                   |                                                                   |                                                                   |                                                                   | Landesgericht: Einzelrichter                                      |
|                                                                   | 2. Fall                                                           | § 18 Militärstrafgesetz                                           |                                                                   |                                                                   |                                                                   |                                                                   |                                                                   |                                                                   |                                                                   |                                                                   |                                                                   |                                                                   |                                                                   |                                                                   | Landesgericht: Einzelrichter                                      |
| § 260                                                             |                                                                   | Wehrmittelsabotage                                                |                                                                   |                                                                   |                                                                   |                                                                   |                                                                   |                                                                   |                                                                   |                                                                   |                                                                   |                                                                   |                                                                   |                                                                   | Landesgericht: Einzelrichter                                      |

## Achtzehnter Abschnitt – Strafbare Handlungen bei Wahlen und Volksabstimmungen
| Achtzehnter Abschnitt – Strafbare Handlungen bei Wahlen und Volksabstimmungen | Achtzehnter Abschnitt – Strafbare Handlungen bei Wahlen und Volksabstimmungen | Achtzehnter Abschnitt – Strafbare Handlungen bei Wahlen und Volksabstimmungen | Achtzehnter Abschnitt – Strafbare Handlungen bei Wahlen und Volksabstimmungen | Achtzehnter Abschnitt – Strafbare Handlungen bei Wahlen und Volksabstimmungen | Achtzehnter Abschnitt – Strafbare Handlungen bei Wahlen und Volksabstimmungen | Achtzehnter Abschnitt – Strafbare Handlungen bei Wahlen und Volksabstimmungen | Achtzehnter Abschnitt – Strafbare Handlungen bei Wahlen und Volksabstimmungen | Achtzehnter Abschnitt – Strafbare Handlungen bei Wahlen und Volksabstimmungen | Achtzehnter Abschnitt – Strafbare Handlungen bei Wahlen und Volksabstimmungen | Achtzehnter Abschnitt – Strafbare Handlungen bei Wahlen und Volksabstimmungen | Achtzehnter Abschnitt – Strafbare Handlungen bei Wahlen und Volksabstimmungen | Achtzehnter Abschnitt – Strafbare Handlungen bei Wahlen und Volksabstimmungen | Achtzehnter Abschnitt – Strafbare Handlungen bei Wahlen und Volksabstimmungen | Achtzehnter Abschnitt – Strafbare Handlungen bei Wahlen und Volksabstimmungen | Achtzehnter Abschnitt – Strafbare Handlungen bei Wahlen und Volksabstimmungen |
| Paragraph                                                                     | Absatz                                                                        | Straftatbestand                                                               | 1 Monat                                                                       | 3 Mon.                                                                        | 6 Mon.                                                                        | 1 Jahr                                                                        | 2 Jahre                                                                       | 3 Jahre                                                                       | 5 Jahre                                                                       | 10 Jahre                                                                      | 15 Jahre                                                                      | 20 Jahre                                                                      | Lebenslang                                                                    | Geldstrafe Obergrenze                                                         | sachliche Zuständigkeit                                                       |
| ----------------------------------------------------------------------------- | ----------------------------------------------------------------------------- | ----------------------------------------------------------------------------- | ----------------------------------------------------------------------------- | ----------------------------------------------------------------------------- | ----------------------------------------------------------------------------- | ----------------------------------------------------------------------------- | ----------------------------------------------------------------------------- | ----------------------------------------------------------------------------- | ----------------------------------------------------------------------------- | ----------------------------------------------------------------------------- | ----------------------------------------------------------------------------- | ----------------------------------------------------------------------------- | ----------------------------------------------------------------------------- | ----------------------------------------------------------------------------- | ----------------------------------------------------------------------------- |
| § 261                                                                         |                                                                               | Geltungsbereich                                                               | Geltungsbereich                                                               | Geltungsbereich                                                               | Geltungsbereich                                                               | Geltungsbereich                                                               | Geltungsbereich                                                               | Geltungsbereich                                                               | Geltungsbereich                                                               | Geltungsbereich                                                               | Geltungsbereich                                                               | Geltungsbereich                                                               | Geltungsbereich                                                               | Geltungsbereich                                                               | Geltungsbereich                                                               |
| § 262                                                                         | 1                                                                             | Wahlbehinderung (durch Nötigung)                                              |                                                                               |                                                                               |                                                                               |                                                                               |                                                                               |                                                                               |                                                                               |                                                                               |                                                                               |                                                                               |                                                                               | 720 Tagessätze                                                                |                                                                               |
|                                                                               | 2                                                                             | Wahlbehinderung (nicht durch Nötigung)                                        |                                                                               |                                                                               |                                                                               |                                                                               |                                                                               |                                                                               |                                                                               |                                                                               |                                                                               |                                                                               |                                                                               | 360 Tagessätze                                                                |                                                                               |
| § 263                                                                         | 1                                                                             | Täuschung bei einer Wahl oder Volksabstimmung                                 |                                                                               |                                                                               |                                                                               |                                                                               |                                                                               |                                                                               |                                                                               |                                                                               |                                                                               |                                                                               |                                                                               | 360 Tagessätze                                                                |                                                                               |
|                                                                               | 2                                                                             | Unterlassung der Stimmabgabe durch Täuschung                                  |                                                                               |                                                                               |                                                                               |                                                                               |                                                                               |                                                                               |                                                                               |                                                                               |                                                                               |                                                                               |                                                                               | 360 Tagessätze                                                                |                                                                               |
| § 264                                                                         | 1                                                                             | Verbreitung falscher Nachrichten bei einer Wahl oder Volksabstimmung          |                                                                               |                                                                               |                                                                               |                                                                               |                                                                               |                                                                               |                                                                               |                                                                               |                                                                               |                                                                               |                                                                               | 360 Tagessätze                                                                |                                                                               |
|                                                                               | 2                                                                             | § 264 (Durch Verbreitung falscher Urkunden)                                   |                                                                               |                                                                               |                                                                               |                                                                               |                                                                               |                                                                               |                                                                               |                                                                               |                                                                               |                                                                               |                                                                               |                                                                               |                                                                               |
| § 265                                                                         | 1                                                                             | Bestechung bei einer Wahl oder Volksabstimmung                                |                                                                               |                                                                               |                                                                               |                                                                               |                                                                               |                                                                               |                                                                               |                                                                               |                                                                               |                                                                               |                                                                               |                                                                               |                                                                               |
| § 266                                                                         | 1                                                                             | Fälschung bei einer Wahl oder Volksabstimmung                                 |                                                                               |                                                                               |                                                                               |                                                                               |                                                                               |                                                                               |                                                                               |                                                                               |                                                                               |                                                                               |                                                                               | 360 Tagessätze                                                                |                                                                               |
|                                                                               | 2                                                                             | Fälschung des Ergebnisses einer Wahl                                          |                                                                               |                                                                               |                                                                               |                                                                               |                                                                               |                                                                               |                                                                               |                                                                               |                                                                               |                                                                               |                                                                               |                                                                               |                                                                               |
| § 267                                                                         | 1                                                                             | Verhinderung einer Wahl oder Volksabstimmung                                  |                                                                               |                                                                               |                                                                               |                                                                               |                                                                               |                                                                               |                                                                               |                                                                               |                                                                               |                                                                               |                                                                               |                                                                               |                                                                               |
| § 268                                                                         | 1                                                                             | Verletzung des Wahl- oder Volksabstimmungsgeheimnisses                        |                                                                               |                                                                               |                                                                               |                                                                               |                                                                               |                                                                               |                                                                               |                                                                               |                                                                               |                                                                               |                                                                               | 360 Tagessätze                                                                |                                                                               |

## Neunzehnter Abschnitt – Strafbare Handlungen gegen die Staatsgewalt
| Neunzehnter Abschnitt – Strafbare Handlungen gegen die Staatsgewalt | Neunzehnter Abschnitt – Strafbare Handlungen gegen die Staatsgewalt | Neunzehnter Abschnitt – Strafbare Handlungen gegen die Staatsgewalt | Neunzehnter Abschnitt – Strafbare Handlungen gegen die Staatsgewalt | Neunzehnter Abschnitt – Strafbare Handlungen gegen die Staatsgewalt | Neunzehnter Abschnitt – Strafbare Handlungen gegen die Staatsgewalt | Neunzehnter Abschnitt – Strafbare Handlungen gegen die Staatsgewalt | Neunzehnter Abschnitt – Strafbare Handlungen gegen die Staatsgewalt | Neunzehnter Abschnitt – Strafbare Handlungen gegen die Staatsgewalt | Neunzehnter Abschnitt – Strafbare Handlungen gegen die Staatsgewalt | Neunzehnter Abschnitt – Strafbare Handlungen gegen die Staatsgewalt | Neunzehnter Abschnitt – Strafbare Handlungen gegen die Staatsgewalt | Neunzehnter Abschnitt – Strafbare Handlungen gegen die Staatsgewalt | Neunzehnter Abschnitt – Strafbare Handlungen gegen die Staatsgewalt | Neunzehnter Abschnitt – Strafbare Handlungen gegen die Staatsgewalt | Neunzehnter Abschnitt – Strafbare Handlungen gegen die Staatsgewalt |
| Paragraph                                                           | Absatz                                                              | Straftatbestand                                                     | 1 Monat                                                             | 3 Mon.                                                              | 6 Mon.                                                              | 1 Jahr                                                              | 2 Jahre                                                             | 3 Jahre                                                             | 5 Jahre                                                             | 10 Jahre                                                            | 15 Jahre                                                            | 20 Jahre                                                            | Lebenslang                                                          | Geldstrafe Obergrenze                                               | sachliche Zuständigkeit                                             |
| ------------------------------------------------------------------- | ------------------------------------------------------------------- | ------------------------------------------------------------------- | ------------------------------------------------------------------- | ------------------------------------------------------------------- | ------------------------------------------------------------------- | ------------------------------------------------------------------- | ------------------------------------------------------------------- | ------------------------------------------------------------------- | ------------------------------------------------------------------- | ------------------------------------------------------------------- | ------------------------------------------------------------------- | ------------------------------------------------------------------- | ------------------------------------------------------------------- | ------------------------------------------------------------------- | ------------------------------------------------------------------- |
| § 269                                                               | 1 1.Fall                                                            | Verhinderung einer Amtshandlung                                     |                                                                     |                                                                     |                                                                     |                                                                     |                                                                     |                                                                     |                                                                     |                                                                     |                                                                     |                                                                     |                                                                     |                                                                     | Landesgericht: Einzelrichter                                        |
|                                                                     | 1 2.Fall                                                            | Verhinderung einer Amtshandlung durch schwere Nötigung (§ 106)      |                                                                     |                                                                     |                                                                     |                                                                     |                                                                     |                                                                     |                                                                     |                                                                     |                                                                     |                                                                     |                                                                     |                                                                     | Landesgericht: Einzelrichter                                        |
|                                                                     | 2                                                                   | Nötigung zu einer Amtshandlung                                      |                                                                     |                                                                     |                                                                     |                                                                     |                                                                     |                                                                     |                                                                     |                                                                     |                                                                     |                                                                     |                                                                     |                                                                     | Landesgericht: Einzelrichter                                        |
|                                                                     | 3                                                                   | Definition Amtshandlung                                             | Definition Amtshandlung                                             | Definition Amtshandlung                                             | Definition Amtshandlung                                             | Definition Amtshandlung                                             | Definition Amtshandlung                                             | Definition Amtshandlung                                             | Definition Amtshandlung                                             | Definition Amtshandlung                                             | Definition Amtshandlung                                             | Definition Amtshandlung                                             | Definition Amtshandlung                                             | Definition Amtshandlung                                             | Definition Amtshandlung                                             |
|                                                                     | 4                                                                   | Strafausschließungsgrund                                            | Strafausschließungsgrund                                            | Strafausschließungsgrund                                            | Strafausschließungsgrund                                            | Strafausschließungsgrund                                            | Strafausschließungsgrund                                            | Strafausschließungsgrund                                            | Strafausschließungsgrund                                            | Strafausschließungsgrund                                            | Strafausschließungsgrund                                            | Strafausschließungsgrund                                            | Strafausschließungsgrund                                            | Strafausschließungsgrund                                            | Strafausschließungsgrund                                            |
| § 270                                                               | 1                                                                   | Tätlicher Angriff auf einen Beamten                                 |                                                                     |                                                                     |                                                                     |                                                                     |                                                                     |                                                                     |                                                                     |                                                                     |                                                                     |                                                                     |                                                                     |                                                                     | Bezirksgericht                                                      |
|                                                                     | 2                                                                   | Strafausschließungsgrund                                            | Strafausschließungsgrund                                            | Strafausschließungsgrund                                            | Strafausschließungsgrund                                            | Strafausschließungsgrund                                            | Strafausschließungsgrund                                            | Strafausschließungsgrund                                            | Strafausschließungsgrund                                            | Strafausschließungsgrund                                            | Strafausschließungsgrund                                            | Strafausschließungsgrund                                            | Strafausschließungsgrund                                            | Strafausschließungsgrund                                            | Strafausschließungsgrund                                            |
| § 271                                                               | 1                                                                   | Verstrickungsbruch                                                  |                                                                     |                                                                     |                                                                     |                                                                     |                                                                     |                                                                     |                                                                     |                                                                     |                                                                     |                                                                     |                                                                     | 360 Tagessätze                                                      | Bezirksgericht                                                      |
|                                                                     | 2                                                                   | Strafausschließungsgrund                                            | Strafausschließungsgrund                                            | Strafausschließungsgrund                                            | Strafausschließungsgrund                                            | Strafausschließungsgrund                                            | Strafausschließungsgrund                                            | Strafausschließungsgrund                                            | Strafausschließungsgrund                                            | Strafausschließungsgrund                                            | Strafausschließungsgrund                                            | Strafausschließungsgrund                                            | Strafausschließungsgrund                                            | Strafausschließungsgrund                                            | Strafausschließungsgrund                                            |
|                                                                     | 3                                                                   | Strafausschließungsgrund                                            | Strafausschließungsgrund                                            | Strafausschließungsgrund                                            | Strafausschließungsgrund                                            | Strafausschließungsgrund                                            | Strafausschließungsgrund                                            | Strafausschließungsgrund                                            | Strafausschließungsgrund                                            | Strafausschließungsgrund                                            | Strafausschließungsgrund                                            | Strafausschließungsgrund                                            | Strafausschließungsgrund                                            | Strafausschließungsgrund                                            | Strafausschließungsgrund                                            |
| § 272                                                               | 1                                                                   | Siegelbruch                                                         |                                                                     |                                                                     |                                                                     |                                                                     |                                                                     |                                                                     |                                                                     |                                                                     |                                                                     |                                                                     |                                                                     | 360 Tagessätze                                                      | Bezirksgericht                                                      |
|                                                                     | 2                                                                   | Strafausschließungsgrund                                            | Strafausschließungsgrund                                            | Strafausschließungsgrund                                            | Strafausschließungsgrund                                            | Strafausschließungsgrund                                            | Strafausschließungsgrund                                            | Strafausschließungsgrund                                            | Strafausschließungsgrund                                            | Strafausschließungsgrund                                            | Strafausschließungsgrund                                            | Strafausschließungsgrund                                            | Strafausschließungsgrund                                            | Strafausschließungsgrund                                            | Strafausschließungsgrund                                            |
|                                                                     | 3                                                                   | Strafausschließungsgrund                                            | Strafausschließungsgrund                                            | Strafausschließungsgrund                                            | Strafausschließungsgrund                                            | Strafausschließungsgrund                                            | Strafausschließungsgrund                                            | Strafausschließungsgrund                                            | Strafausschließungsgrund                                            | Strafausschließungsgrund                                            | Strafausschließungsgrund                                            | Strafausschließungsgrund                                            | Strafausschließungsgrund                                            | Strafausschließungsgrund                                            | Strafausschließungsgrund                                            |
| § 273                                                               | 1                                                                   | Verletzung behördlicher Bekanntmachungen                            |                                                                     |                                                                     |                                                                     |                                                                     |                                                                     |                                                                     |                                                                     |                                                                     |                                                                     |                                                                     |                                                                     | 360 Tagessätze                                                      | Bezirksgericht                                                      |
|                                                                     | 2                                                                   | Strafausschließungsgrund                                            | Strafausschließungsgrund                                            | Strafausschließungsgrund                                            | Strafausschließungsgrund                                            | Strafausschließungsgrund                                            | Strafausschließungsgrund                                            | Strafausschließungsgrund                                            | Strafausschließungsgrund                                            | Strafausschließungsgrund                                            | Strafausschließungsgrund                                            | Strafausschließungsgrund                                            | Strafausschließungsgrund                                            | Strafausschließungsgrund                                            | Strafausschließungsgrund                                            |
|                                                                     | 3                                                                   | Strafausschließungsgrund                                            | Strafausschließungsgrund                                            | Strafausschließungsgrund                                            | Strafausschließungsgrund                                            | Strafausschließungsgrund                                            | Strafausschließungsgrund                                            | Strafausschließungsgrund                                            | Strafausschließungsgrund                                            | Strafausschließungsgrund                                            | Strafausschließungsgrund                                            | Strafausschließungsgrund                                            | Strafausschließungsgrund                                            | Strafausschließungsgrund                                            | Strafausschließungsgrund                                            |

## Zwanzigster Abschnitt – Strafbare Handlungen gegen den öffentlichen Frieden
| Zwanzigster Abschnitt – Strafbare Handlungen gegen den öffentlichen Frieden | Zwanzigster Abschnitt – Strafbare Handlungen gegen den öffentlichen Frieden | Zwanzigster Abschnitt – Strafbare Handlungen gegen den öffentlichen Frieden                               | Zwanzigster Abschnitt – Strafbare Handlungen gegen den öffentlichen Frieden | Zwanzigster Abschnitt – Strafbare Handlungen gegen den öffentlichen Frieden | Zwanzigster Abschnitt – Strafbare Handlungen gegen den öffentlichen Frieden | Zwanzigster Abschnitt – Strafbare Handlungen gegen den öffentlichen Frieden | Zwanzigster Abschnitt – Strafbare Handlungen gegen den öffentlichen Frieden | Zwanzigster Abschnitt – Strafbare Handlungen gegen den öffentlichen Frieden | Zwanzigster Abschnitt – Strafbare Handlungen gegen den öffentlichen Frieden | Zwanzigster Abschnitt – Strafbare Handlungen gegen den öffentlichen Frieden | Zwanzigster Abschnitt – Strafbare Handlungen gegen den öffentlichen Frieden | Zwanzigster Abschnitt – Strafbare Handlungen gegen den öffentlichen Frieden | Zwanzigster Abschnitt – Strafbare Handlungen gegen den öffentlichen Frieden | Zwanzigster Abschnitt – Strafbare Handlungen gegen den öffentlichen Frieden | Zwanzigster Abschnitt – Strafbare Handlungen gegen den öffentlichen Frieden |
| Paragraph                                                                   | Absatz                                                                      | Straftatbestand                                                                                           | 1 Monat                                                                     | 3 Mon.                                                                      | 6 Mon.                                                                      | 1 Jahr                                                                      | 2 Jahre                                                                     | 3 Jahre                                                                     | 5 Jahre                                                                     | 10 Jahre                                                                    | 15 Jahre                                                                    | 20 Jahre                                                                    | Lebenslang                                                                  | Geldstrafe Obergrenze                                                       | sachliche Zuständigkeit                                                     |
| --------------------------------------------------------------------------- | --------------------------------------------------------------------------- | --- | --------------------------------------------------------------------------- | --------------------------------------------------------------------------- | --------------------------------------------------------------------------- | --------------------------------------------------------------------------- | --------------------------------------------------------------------------- | --------------------------------------------------------------------------- | --------------------------------------------------------------------------- | --------------------------------------------------------------------------- | --------------------------------------------------------------------------- | --------------------------------------------------------------------------- | --------------------------------------------------------------------------- | --------------------------------------------------------------------------- | --------------------------------------------------------------------------- |
| § 274                                                                       | 1                                                                           | Landfriedensbruch (Teilnahme an der Zusammenrottung einer Menschenmenge)                                  |                                                                             |                                                                             |                                                                             |                                                                             |                                                                             |                                                                             |                                                                             |                                                                             |                                                                             |                                                                             |                                                                             |                                                                             |                                                                             |
|                                                                             | 2                                                                           | Landfriedensbruch (Anführung der Zusammenrottung einer Menschenmenge)                                     |                                                                             |                                                                             |                                                                             |                                                                             |                                                                             |                                                                             |                                                                             |                                                                             |                                                                             |                                                                             |                                                                             |                                                                             |                                                                             |
|                                                                             | 3                                                                           | Strafausschließungsgrund                                                                                  | Strafausschließungsgrund                                                    | Strafausschließungsgrund                                                    | Strafausschließungsgrund                                                    | Strafausschließungsgrund                                                    | Strafausschließungsgrund                                                    | Strafausschließungsgrund                                                    | Strafausschließungsgrund                                                    | Strafausschließungsgrund                                                    | Strafausschließungsgrund                                                    | Strafausschließungsgrund                                                    | Strafausschließungsgrund                                                    | Strafausschließungsgrund                                                    | Strafausschließungsgrund                                                    |
| § 275                                                                       | 1                                                                           | Landzwang (ohne gravierende Störung des öffentlichen Lebens)                                              |                                                                             |                                                                             |                                                                             |                                                                             |                                                                             |                                                                             |                                                                             |                                                                             |                                                                             |                                                                             |                                                                             |                                                                             |                                                                             |
|                                                                             | 2                                                                           | mit Störung des öff. Lebens oder des Wirtschaftslebens, Tod eines Menschen oder Körperverletzung mehrerer |                                                                             |                                                                             |                                                                             |                                                                             |                                                                             |                                                                             |                                                                             |                                                                             |                                                                             |                                                                             |                                                                             |                                                                             |                                                                             |
|                                                                             | 3                                                                           | hat den Tod mehrerer Menschen zur Folge                                                                   |                                                                             |                                                                             |                                                                             |                                                                             |                                                                             |                                                                             |                                                                             |                                                                             |                                                                             |                                                                             |                                                                             |                                                                             |                                                                             |
| § 276                                                                       |                                                                             | aufgehoben                                                                                                | aufgehoben                                                                  | aufgehoben                                                                  | aufgehoben                                                                  | aufgehoben                                                                  | aufgehoben                                                                  | aufgehoben                                                                  | aufgehoben                                                                  | aufgehoben                                                                  | aufgehoben                                                                  | aufgehoben                                                                  | aufgehoben                                                                  | aufgehoben                                                                  | aufgehoben                                                                  |
| § 277                                                                       | 1                                                                           | Verbrecherisches Komplott                                                                                 |                                                                             |                                                                             |                                                                             |                                                                             |                                                                             |                                                                             |                                                                             |                                                                             |                                                                             |                                                                             |                                                                             |                                                                             |                                                                             |
|                                                                             | 2                                                                           | Strafausschließungsgrund                                                                                  | Strafausschließungsgrund                                                    | Strafausschließungsgrund                                                    | Strafausschließungsgrund                                                    | Strafausschließungsgrund                                                    | Strafausschließungsgrund                                                    | Strafausschließungsgrund                                                    | Strafausschließungsgrund                                                    | Strafausschließungsgrund                                                    | Strafausschließungsgrund                                                    | Strafausschließungsgrund                                                    | Strafausschließungsgrund                                                    | Strafausschließungsgrund                                                    | Strafausschließungsgrund                                                    |
| § 278                                                                       |                                                                             | Kriminelle Vereinigung                                                                                    |                                                                             |                                                                             |                                                                             |                                                                             |                                                                             |                                                                             |                                                                             |                                                                             |                                                                             |                                                                             |                                                                             |                                                                             |                                                                             |
|                                                                             | 4                                                                           | Strafausschließungsgrund                                                                                  | Strafausschließungsgrund                                                    | Strafausschließungsgrund                                                    | Strafausschließungsgrund                                                    | Strafausschließungsgrund                                                    | Strafausschließungsgrund                                                    | Strafausschließungsgrund                                                    | Strafausschließungsgrund                                                    | Strafausschließungsgrund                                                    | Strafausschließungsgrund                                                    | Strafausschließungsgrund                                                    | Strafausschließungsgrund                                                    | Strafausschließungsgrund                                                    | Strafausschließungsgrund                                                    |
| § 278a                                                                      |                                                                             | Kriminelle Organisation                                                                                   |                                                                             |                                                                             |                                                                             |                                                                             |                                                                             |                                                                             |                                                                             |                                                                             |                                                                             |                                                                             |                                                                             |                                                                             |                                                                             |
|                                                                             | 4                                                                           | Strafausschließungsgrund                                                                                  | Strafausschließungsgrund                                                    | Strafausschließungsgrund                                                    | Strafausschließungsgrund                                                    | Strafausschließungsgrund                                                    | Strafausschließungsgrund                                                    | Strafausschließungsgrund                                                    | Strafausschließungsgrund                                                    | Strafausschließungsgrund                                                    | Strafausschließungsgrund                                                    | Strafausschließungsgrund                                                    | Strafausschließungsgrund                                                    | Strafausschließungsgrund                                                    | Strafausschließungsgrund                                                    |
| § 278b                                                                      | 1 Z1                                                                        | Terroristische Vereinigung (anführen)                                                                     |                                                                             |                                                                             |                                                                             |                                                                             |                                                                             |                                                                             |                                                                             |                                                                             |                                                                             |                                                                             |                                                                             |                                                                             |                                                                             |
|                                                                             | 2                                                                           | Terroristische Vereinigung (Mitglied)                                                                     |                                                                             |                                                                             |                                                                             |                                                                             |                                                                             |                                                                             |                                                                             |                                                                             |                                                                             |                                                                             |                                                                             |                                                                             |                                                                             |
| § 278c                                                                      |                                                                             | Terroristische Straftaten (Definition)                                                                    | Terroristische Straftaten (Definition)                                      | Terroristische Straftaten (Definition)                                      | Terroristische Straftaten (Definition)                                      | Terroristische Straftaten (Definition)                                      | Terroristische Straftaten (Definition)                                      | Terroristische Straftaten (Definition)                                      | Terroristische Straftaten (Definition)                                      | Terroristische Straftaten (Definition)                                      | Terroristische Straftaten (Definition)                                      | Terroristische Straftaten (Definition)                                      | Terroristische Straftaten (Definition)                                      | Terroristische Straftaten (Definition)                                      | Terroristische Straftaten (Definition)                                      |
|                                                                             | 2                                                                           | Strafverschärfung                                                                                         | Strafverschärfung                                                           | Strafverschärfung                                                           | Strafverschärfung                                                           | Strafverschärfung                                                           | Strafverschärfung                                                           | Strafverschärfung                                                           | Strafverschärfung                                                           | Strafverschärfung                                                           | Strafverschärfung                                                           | Strafverschärfung                                                           | Strafverschärfung                                                           | Strafverschärfung                                                           | Strafverschärfung                                                           |
|                                                                             | 3                                                                           | Strafausschließungsgrund                                                                                  | Strafausschließungsgrund                                                    | Strafausschließungsgrund                                                    | Strafausschließungsgrund                                                    | Strafausschließungsgrund                                                    | Strafausschließungsgrund                                                    | Strafausschließungsgrund                                                    | Strafausschließungsgrund                                                    | Strafausschließungsgrund                                                    | Strafausschließungsgrund                                                    | Strafausschließungsgrund                                                    | Strafausschließungsgrund                                                    | Strafausschließungsgrund                                                    | Strafausschließungsgrund                                                    |
| § 278d                                                                      |                                                                             | Terrorismusfinanzierung                                                                                   |                                                                             |                                                                             |                                                                             |                                                                             |                                                                             |                                                                             |                                                                             |                                                                             |                                                                             |                                                                             |                                                                             |                                                                             |                                                                             |
|                                                                             | 2                                                                           | Strafausschließungsgrund                                                                                  | Strafausschließungsgrund                                                    | Strafausschließungsgrund                                                    | Strafausschließungsgrund                                                    | Strafausschließungsgrund                                                    | Strafausschließungsgrund                                                    | Strafausschließungsgrund                                                    | Strafausschließungsgrund                                                    | Strafausschließungsgrund                                                    | Strafausschließungsgrund                                                    | Strafausschließungsgrund                                                    | Strafausschließungsgrund                                                    | Strafausschließungsgrund                                                    | Strafausschließungsgrund                                                    |
| § 278e                                                                      | 1                                                                           | Erteilung von Ausbildung für terroristische Zwecke                                                        |                                                                             |                                                                             |                                                                             |                                                                             |                                                                             |                                                                             |                                                                             |                                                                             |                                                                             |                                                                             |                                                                             |                                                                             |                                                                             |
|                                                                             | 2                                                                           | Teilnahme an Ausbildung für terroristische Zwecke                                                         |                                                                             |                                                                             |                                                                             |                                                                             |                                                                             |                                                                             |                                                                             |                                                                             |                                                                             |                                                                             |                                                                             |                                                                             |                                                                             |
| § 278f                                                                      |                                                                             | Anleitung zur Begehung einer terroristischen Straftat                                                     |                                                                             |                                                                             |                                                                             |                                                                             |                                                                             |                                                                             |                                                                             |                                                                             |                                                                             |                                                                             |                                                                             |                                                                             |                                                                             |
| § 278g                                                                      |                                                                             | Reisen für terroristische Zwecke                                                                          |                                                                             |                                                                             |                                                                             |                                                                             |                                                                             |                                                                             |                                                                             |                                                                             |                                                                             |                                                                             |                                                                             |                                                                             |                                                                             |
| § 279                                                                       |                                                                             | Bewaffnete Verbindungen                                                                                   |                                                                             |                                                                             |                                                                             |                                                                             |                                                                             |                                                                             |                                                                             |                                                                             |                                                                             |                                                                             |                                                                             |                                                                             |                                                                             |
|                                                                             | 2                                                                           | Strafausschließungsgrund                                                                                  | Strafausschließungsgrund                                                    | Strafausschließungsgrund                                                    | Strafausschließungsgrund                                                    | Strafausschließungsgrund                                                    | Strafausschließungsgrund                                                    | Strafausschließungsgrund                                                    | Strafausschließungsgrund                                                    | Strafausschließungsgrund                                                    | Strafausschließungsgrund                                                    | Strafausschließungsgrund                                                    | Strafausschließungsgrund                                                    | Strafausschließungsgrund                                                    | Strafausschließungsgrund                                                    |
| § 280                                                                       |                                                                             | Ansammeln von Kampfmitteln                                                                                |                                                                             |                                                                             |                                                                             |                                                                             |                                                                             |                                                                             |                                                                             |                                                                             |                                                                             |                                                                             |                                                                             |                                                                             |                                                                             |
|                                                                             | 2                                                                           | Strafausschließungsgrund                                                                                  | Strafausschließungsgrund                                                    | Strafausschließungsgrund                                                    | Strafausschließungsgrund                                                    | Strafausschließungsgrund                                                    | Strafausschließungsgrund                                                    | Strafausschließungsgrund                                                    | Strafausschließungsgrund                                                    | Strafausschließungsgrund                                                    | Strafausschließungsgrund                                                    | Strafausschließungsgrund                                                    | Strafausschließungsgrund                                                    | Strafausschließungsgrund                                                    | Strafausschließungsgrund                                                    |
| § 281                                                                       |                                                                             | aufgehoben                                                                                                | aufgehoben                                                                  | aufgehoben                                                                  | aufgehoben                                                                  | aufgehoben                                                                  | aufgehoben                                                                  | aufgehoben                                                                  | aufgehoben                                                                  | aufgehoben                                                                  | aufgehoben                                                                  | aufgehoben                                                                  | aufgehoben                                                                  | aufgehoben                                                                  | aufgehoben                                                                  |
| § 282                                                                       |                                                                             | Aufforderung zu mit Strafe bedrohten Handlungen und Gutheißung mit Strafe bedrohter Handlungen            |                                                                             |                                                                             |                                                                             |                                                                             |                                                                             |                                                                             |                                                                             |                                                                             |                                                                             |                                                                             |                                                                             |                                                                             |                                                                             |
| § 283                                                                       |                                                                             | Verhetzung                                                                                                |                                                                             |                                                                             |                                                                             |                                                                             |                                                                             |                                                                             |                                                                             |                                                                             |                                                                             |                                                                             |                                                                             |                                                                             |                                                                             |
| § 284                                                                       |                                                                             | Sprengung einer Versammlung                                                                               |                                                                             |                                                                             |                                                                             |                                                                             |                                                                             |                                                                             |                                                                             |                                                                             |                                                                             |                                                                             |                                                                             | 720 Tagessätze                                                              |                                                                             |
| § 285                                                                       |                                                                             | Verhinderung oder Störung einer Versammlung                                                               |                                                                             |                                                                             |                                                                             |                                                                             |                                                                             |                                                                             |                                                                             |                                                                             |                                                                             |                                                                             |                                                                             | 360 Tagessätze                                                              |                                                                             |
| § 286                                                                       | 1                                                                           | Unterlassung der Verhinderung einer mit Strafe bedrohten Handlung                                         |                                                                             |                                                                             |                                                                             |                                                                             |                                                                             |                                                                             |                                                                             |                                                                             |                                                                             |                                                                             |                                                                             |                                                                             |                                                                             |
|                                                                             | 2                                                                           | Strafausschließungsgrund                                                                                  | Strafausschließungsgrund                                                    | Strafausschließungsgrund                                                    | Strafausschließungsgrund                                                    | Strafausschließungsgrund                                                    | Strafausschließungsgrund                                                    | Strafausschließungsgrund                                                    | Strafausschließungsgrund                                                    | Strafausschließungsgrund                                                    | Strafausschließungsgrund                                                    | Strafausschließungsgrund                                                    | Strafausschließungsgrund                                                    | Strafausschließungsgrund                                                    | Strafausschließungsgrund                                                    |
| § 287                                                                       |                                                                             | Begehung einer mit Strafe bedrohten Handlung im Zustand voller Berauschung                                |                                                                             |                                                                             |                                                                             |                                                                             |                                                                             |                                                                             |                                                                             |                                                                             |                                                                             |                                                                             |                                                                             | 360 Tagessätze                                                              |                                                                             |

## Einundzwanzigster Abschnitt – Strafbare Handlungen gegen die Rechtspflege
| Einundzwanzigster Abschnitt – Strafbare Handlungen gegen die Rechtspflege | Einundzwanzigster Abschnitt – Strafbare Handlungen gegen die Rechtspflege | Einundzwanzigster Abschnitt – Strafbare Handlungen gegen die Rechtspflege  | Einundzwanzigster Abschnitt – Strafbare Handlungen gegen die Rechtspflege | Einundzwanzigster Abschnitt – Strafbare Handlungen gegen die Rechtspflege | Einundzwanzigster Abschnitt – Strafbare Handlungen gegen die Rechtspflege | Einundzwanzigster Abschnitt – Strafbare Handlungen gegen die Rechtspflege | Einundzwanzigster Abschnitt – Strafbare Handlungen gegen die Rechtspflege | Einundzwanzigster Abschnitt – Strafbare Handlungen gegen die Rechtspflege | Einundzwanzigster Abschnitt – Strafbare Handlungen gegen die Rechtspflege | Einundzwanzigster Abschnitt – Strafbare Handlungen gegen die Rechtspflege | Einundzwanzigster Abschnitt – Strafbare Handlungen gegen die Rechtspflege | Einundzwanzigster Abschnitt – Strafbare Handlungen gegen die Rechtspflege | Einundzwanzigster Abschnitt – Strafbare Handlungen gegen die Rechtspflege | Einundzwanzigster Abschnitt – Strafbare Handlungen gegen die Rechtspflege |
| Paragraph                                                                 | Absatz                                                                    | Straftatbestand                                                            | 1 Monat                                                                   | 3 Mon.                                                                    | 6 Mon.                                                                    | 1 Jahr                                                                    | 2 Jahre                                                                   | 3 Jahre                                                                   | 5 Jahre                                                                   | 10 Jahre                                                                  | 15 Jahre                                                                  | 20 Jahre                                                                  | Geldstrafe Obergrenze                                                     | sachliche Zuständigkeit                                                   |
| ------------------------------------------------------------------------- | ------------------------------------------------------------------------- | -------------------------------------------------------------------------- | ------------------------------------------------------------------------- | ------------------------------------------------------------------------- | ------------------------------------------------------------------------- | ------------------------------------------------------------------------- | ------------------------------------------------------------------------- | ------------------------------------------------------------------------- | ------------------------------------------------------------------------- | ------------------------------------------------------------------------- | ------------------------------------------------------------------------- | ------------------------------------------------------------------------- | ------------------------------------------------------------------------- | ------------------------------------------------------------------------- |
| § 288                                                                     | 1                                                                         | Falsche Beweisaussage vor Gericht                                          |                                                                           |                                                                           |                                                                           |                                                                           |                                                                           |                                                                           |                                                                           |                                                                           |                                                                           |                                                                           |                                                                           |                                                                           |
|                                                                           | 2                                                                         | Falsche Beweisaussage vor Gericht unter Eid                                |                                                                           |                                                                           |                                                                           |                                                                           |                                                                           |                                                                           |                                                                           |                                                                           |                                                                           |                                                                           |                                                                           |                                                                           |
| § 289                                                                     | 1                                                                         | Falsche Beweisaussage vor einer Verwaltungsbehörde                         |                                                                           |                                                                           |                                                                           |                                                                           |                                                                           |                                                                           |                                                                           |                                                                           |                                                                           |                                                                           | 720 Tagessätze                                                            |                                                                           |
| § 290                                                                     | 1                                                                         | Aussagenotstand                                                            | Aussagenotstand                                                           | Aussagenotstand                                                           | Aussagenotstand                                                           | Aussagenotstand                                                           | Aussagenotstand                                                           | Aussagenotstand                                                           | Aussagenotstand                                                           | Aussagenotstand                                                           | Aussagenotstand                                                           | Aussagenotstand                                                           | Aussagenotstand                                                           | Aussagenotstand                                                           |
| § 291                                                                     | 1                                                                         | Tätige Reue                                                                | Tätige Reue                                                               | Tätige Reue                                                               | Tätige Reue                                                               | Tätige Reue                                                               | Tätige Reue                                                               | Tätige Reue                                                               | Tätige Reue                                                               | Tätige Reue                                                               | Tätige Reue                                                               | Tätige Reue                                                               | Tätige Reue                                                               | Tätige Reue                                                               |
| § 292                                                                     | 1                                                                         | Herbeiführung einer unrichtigen Beweisaussage                              |                                                                           |                                                                           |                                                                           |                                                                           |                                                                           |                                                                           |                                                                           |                                                                           |                                                                           |                                                                           |                                                                           |                                                                           |
|                                                                           | 2                                                                         | Herbeiführung einer unrichtigen Beweisaussage vor einer Verwaltungsbehörde |                                                                           |                                                                           |                                                                           |                                                                           |                                                                           |                                                                           |                                                                           |                                                                           |                                                                           |                                                                           | 720 Tagessätze                                                            |                                                                           |
| § 292a                                                                    | 1                                                                         | Falsches Vermögensverzeichnis                                              |                                                                           |                                                                           |                                                                           |                                                                           |                                                                           |                                                                           |                                                                           |                                                                           |                                                                           |                                                                           | 360 Tagessätze                                                            |                                                                           |
| § 292b                                                                    | 1                                                                         | Tätige Reue                                                                | Tätige Reue                                                               | Tätige Reue                                                               | Tätige Reue                                                               | Tätige Reue                                                               | Tätige Reue                                                               | Tätige Reue                                                               | Tätige Reue                                                               | Tätige Reue                                                               | Tätige Reue                                                               | Tätige Reue                                                               | Tätige Reue                                                               | Tätige Reue                                                               |
| § 293                                                                     | 1                                                                         | Fälschung eines Beweismittels                                              |                                                                           |                                                                           |                                                                           |                                                                           |                                                                           |                                                                           |                                                                           |                                                                           |                                                                           |                                                                           | 720 Tagessätze                                                            |                                                                           |
| § 294                                                                     |                                                                           | Tätige Reue                                                                | Tätige Reue                                                               | Tätige Reue                                                               | Tätige Reue                                                               | Tätige Reue                                                               | Tätige Reue                                                               | Tätige Reue                                                               | Tätige Reue                                                               | Tätige Reue                                                               | Tätige Reue                                                               | Tätige Reue                                                               | Tätige Reue                                                               | Tätige Reue                                                               |
| § 295                                                                     | 1                                                                         | Unterdrückung eines Beweismittels                                          |                                                                           |                                                                           |                                                                           |                                                                           |                                                                           |                                                                           |                                                                           |                                                                           |                                                                           |                                                                           | 720 Tagessätze                                                            |                                                                           |
| § 296                                                                     | 1                                                                         | Tätige Reue                                                                | Tätige Reue                                                               | Tätige Reue                                                               | Tätige Reue                                                               | Tätige Reue                                                               | Tätige Reue                                                               | Tätige Reue                                                               | Tätige Reue                                                               | Tätige Reue                                                               | Tätige Reue                                                               | Tätige Reue                                                               | Tätige Reue                                                               | Tätige Reue                                                               |
| § 297                                                                     | 1                                                                         | Verleumdung                                                                |                                                                           |                                                                           |                                                                           |                                                                           |                                                                           |                                                                           |                                                                           |                                                                           |                                                                           |                                                                           | 720 Tagessätze                                                            |                                                                           |
|                                                                           | 2                                                                         | Strafausschließungsgrund                                                   | Strafausschließungsgrund                                                  | Strafausschließungsgrund                                                  | Strafausschließungsgrund                                                  | Strafausschließungsgrund                                                  | Strafausschließungsgrund                                                  | Strafausschließungsgrund                                                  | Strafausschließungsgrund                                                  | Strafausschließungsgrund                                                  | Strafausschließungsgrund                                                  | Strafausschließungsgrund                                                  | Strafausschließungsgrund                                                  | Strafausschließungsgrund                                                  |
| § 298                                                                     | 1                                                                         | Vortäuschung einer mit Strafe bedrohten Handlung                           |                                                                           |                                                                           |                                                                           |                                                                           |                                                                           |                                                                           |                                                                           |                                                                           |                                                                           |                                                                           | 360 Tagessätze                                                            |                                                                           |
|                                                                           | 2                                                                         | Strafausschließungsgrund                                                   | Strafausschließungsgrund                                                  | Strafausschließungsgrund                                                  | Strafausschließungsgrund                                                  | Strafausschließungsgrund                                                  | Strafausschließungsgrund                                                  | Strafausschließungsgrund                                                  | Strafausschließungsgrund                                                  | Strafausschließungsgrund                                                  | Strafausschließungsgrund                                                  | Strafausschließungsgrund                                                  | Strafausschließungsgrund                                                  | Strafausschließungsgrund                                                  |
| § 299                                                                     | 1                                                                         | Begünstigung                                                               |                                                                           |                                                                           |                                                                           |                                                                           |                                                                           |                                                                           |                                                                           |                                                                           |                                                                           |                                                                           |                                                                           |                                                                           |
|                                                                           | 4                                                                         | Strafausschließungsgrund                                                   | Strafausschließungsgrund                                                  | Strafausschließungsgrund                                                  | Strafausschließungsgrund                                                  | Strafausschließungsgrund                                                  | Strafausschließungsgrund                                                  | Strafausschließungsgrund                                                  | Strafausschließungsgrund                                                  | Strafausschließungsgrund                                                  | Strafausschließungsgrund                                                  | Strafausschließungsgrund                                                  | Strafausschließungsgrund                                                  | Strafausschließungsgrund                                                  |
| § 300                                                                     | 1                                                                         | Befreiung von Gefangenen                                                   |                                                                           |                                                                           |                                                                           |                                                                           |                                                                           |                                                                           |                                                                           |                                                                           |                                                                           |                                                                           |                                                                           |                                                                           |
|                                                                           | 2                                                                         | Strafausschließungsgrund                                                   | Strafausschließungsgrund                                                  | Strafausschließungsgrund                                                  | Strafausschließungsgrund                                                  | Strafausschließungsgrund                                                  | Strafausschließungsgrund                                                  | Strafausschließungsgrund                                                  | Strafausschließungsgrund                                                  | Strafausschließungsgrund                                                  | Strafausschließungsgrund                                                  | Strafausschließungsgrund                                                  | Strafausschließungsgrund                                                  | Strafausschließungsgrund                                                  |
| § 301                                                                     | 1                                                                         | Verbotene Veröffentlichung                                                 |                                                                           |                                                                           |                                                                           |                                                                           |                                                                           |                                                                           |                                                                           |                                                                           |                                                                           |                                                                           | 360 Tagessätze                                                            |                                                                           |

## Zweiundzwanzigster Abschnitt – Strafbare Verletzungen der Amtspflicht, Korruption und verwandte strafbare Handlungen
| Zweiundzwanzigster Abschnitt – Strafbare Verletzungen der Amtspflicht, Korruption und verwandte strafbare Handlungen | Zweiundzwanzigster Abschnitt – Strafbare Verletzungen der Amtspflicht, Korruption und verwandte strafbare Handlungen | Zweiundzwanzigster Abschnitt – Strafbare Verletzungen der Amtspflicht, Korruption und verwandte strafbare Handlungen | Zweiundzwanzigster Abschnitt – Strafbare Verletzungen der Amtspflicht, Korruption und verwandte strafbare Handlungen | Zweiundzwanzigster Abschnitt – Strafbare Verletzungen der Amtspflicht, Korruption und verwandte strafbare Handlungen | Zweiundzwanzigster Abschnitt – Strafbare Verletzungen der Amtspflicht, Korruption und verwandte strafbare Handlungen | Zweiundzwanzigster Abschnitt – Strafbare Verletzungen der Amtspflicht, Korruption und verwandte strafbare Handlungen | Zweiundzwanzigster Abschnitt – Strafbare Verletzungen der Amtspflicht, Korruption und verwandte strafbare Handlungen | Zweiundzwanzigster Abschnitt – Strafbare Verletzungen der Amtspflicht, Korruption und verwandte strafbare Handlungen | Zweiundzwanzigster Abschnitt – Strafbare Verletzungen der Amtspflicht, Korruption und verwandte strafbare Handlungen | Zweiundzwanzigster Abschnitt – Strafbare Verletzungen der Amtspflicht, Korruption und verwandte strafbare Handlungen | Zweiundzwanzigster Abschnitt – Strafbare Verletzungen der Amtspflicht, Korruption und verwandte strafbare Handlungen | Zweiundzwanzigster Abschnitt – Strafbare Verletzungen der Amtspflicht, Korruption und verwandte strafbare Handlungen | Zweiundzwanzigster Abschnitt – Strafbare Verletzungen der Amtspflicht, Korruption und verwandte strafbare Handlungen | Zweiundzwanzigster Abschnitt – Strafbare Verletzungen der Amtspflicht, Korruption und verwandte strafbare Handlungen | Zweiundzwanzigster Abschnitt – Strafbare Verletzungen der Amtspflicht, Korruption und verwandte strafbare Handlungen |  |
| Paragraph | Absatz | Straftatbestand | 1 Monat | 3 Mon. | 6 Mon. | 1 Jahr | 2 Jahre | 3 Jahre | 5 Jahre | 10 Jahre | 15 Jahre | 20 Jahre | Lebenslang | Geldstrafe Obergrenze                                                                                                | sachliche Zuständigkeit                                                                                              |  |
| --- | --- | --- | --- | --- | --- | --- | --- | --- | --- | --- | --- | --- | --- | --- | --- |  |
| § 302 | 1 | Mißbrauch der Amtsgewalt                                                                                             | | | | | | | | | | | | | |  |
| | 2 | - wenn der Schaden € 50.000 übersteigt - bei der Führung von Amtsgeschäften mit einer fremden Macht                  | | | | | | | | | | | | | |  |
| § 303 | | Fahrlässige Verletzung der Freiheit der Person oder des Hausrechts                                                   | | | | | | | | | | | | 180 Tagessätze | |  |
| § 304 | 1 | Bestechlichkeit von Amtsträgern, Schiedsrichtern und Sachverständigen                                                | | | | | | | | | | | | | |  |
| | 1a | Bestechlichkeit von Kandidaten                                                                                       | | | | | | | | | | | | | |  |
| | 2 1.Fall | Wert des Vorteils übersteigt € 3.000                                                                                 | | | | | | | | | | | | | |  |
| | 2 2.Fall | Wert des Vorteils übersteigt € 50.000                                                                                | | | | | | | | | | | | | |  |
| | 2 3. Fall | Wert des Vorteils übersteigt € 300.000                                                                               | | | | | | | | | | | | | |  |
| § 305 | 1 | Vorteilsannahme | | | | | | | | | | | | | |  |
| | 3 1.Fall | Wert des Vorteils übersteigt € 3.000                                                                                 | | | | | | | | | | | | | |  |
| | 3 2.Fall | Wert des Vorteils übersteigt € 50.000                                                                                | | | | | | | | | | | | | |  |
| | 3 3. Fall | Wert des Vorteils übersteigt € 300.000                                                                               | | | | | | | | | | | | | |  |
| | 4 | Strafausschließungsgrund                                                                                             | | | | | | | | | | | | | |  |
| § 306 | 1 | Vorteilsannahme zur Beeinflussung                                                                                    | | | | | | | | | | | | | |  |
| | 2 1.Fall | Wert des Vorteils übersteigt € 3.000                                                                                 | | | | | | | | | | | | | |  |
| | 2 2.Fall | Wert des Vorteils übersteigt € 50.000                                                                                | | | | | | | | | | | | | |  |
| | 2 3. Fall | Wert des Vorteils übersteigt € 300.000                                                                               | | | | | | | | | | | | | |  |
| | 3 | Strafausschließungsgrund                                                                                             | Strafausschließungsgrund                                                                                             | Strafausschließungsgrund                                                                                             | Strafausschließungsgrund                                                                                             | Strafausschließungsgrund                                                                                             | Strafausschließungsgrund                                                                                             | Strafausschließungsgrund                                                                                             | Strafausschließungsgrund                                                                                             | Strafausschließungsgrund                                                                                             | Strafausschließungsgrund                                                                                             | Strafausschließungsgrund                                                                                             | Strafausschließungsgrund                                                                                             | Strafausschließungsgrund                                                                                             | Strafausschließungsgrund                                                                                             |  |
| § 307 | 1 | Bestechung von Amtsträgern, Schiedsrichtern und Sachverständigen                                                     | | | | | | | | | | | | | |  |
| | 1a | Bestechung von Kandidaten                                                                                            | | | | | | | | | | | | | |  |
| | 2 1.Fall | Wert des Vorteils übersteigt € 3.000                                                                                 | | | | | | | | | | | | | |  |
| | 2 2.Fall | Wert des Vorteils übersteigt € 50.000                                                                                | | | | | | | | | | | | | |  |
| | 2 3. Fall | Wert des Vorteils übersteigt € 300.000                                                                               | | | | | | | | | | | | | |  |
| § 307a | 1 | Vorteilszuwendung | | | | | | | | | | | | | |  |
| | 2 1.Fall | Wert des Vorteils übersteigt € 3.000                                                                                 | | | | | | | | | | | | | |  |
| | 2 2.Fall | Wert des Vorteils übersteigt € 50.000                                                                                | | | | | | | | | | | | | |  |
| | 2 3. Fall | Wert des Vorteils übersteigt € 300.000                                                                               | | | | | | | | | | | | | |  |
| § 307b | 1 | Vorteilszuwendung zur Beeinflussung                                                                                  | | | | | | | | | | | | | |  |
| | 2 1.Fall | Wert des Vorteils übersteigt € 3.000                                                                                 | | | | | | | | | | | | | |  |
| | 2 2.Fall | Wert des Vorteils übersteigt € 50.000                                                                                | | | | | | | | | | | | | |  |
| | 2 3. Fall | Wert des Vorteils übersteigt € 300.000                                                                               | | | | | | | | | | | | | |  |
| § 307c | 1 | Tätige Reue | Tätige Reue | Tätige Reue | Tätige Reue | Tätige Reue | Tätige Reue | Tätige Reue | Tätige Reue | Tätige Reue | Tätige Reue | Tätige Reue | Tätige Reue | Tätige Reue | Tätige Reue |  |
| § 308 | 1. Fall | Verbotene Intervention                                                                                               | | | | | | | | | | | | | |  |
| | 2. Fall | Wert des Vorteils übersteigt € 3.000                                                                                 | | | | | | | | | | | | | |  |
| | 3. Fall | Wert des Vorteils übersteigt € 50.000                                                                                | | | | | | | | | | | | | |  |
| § 310 | 1 | Verletzung des Amtsgeheimnisses                                                                                      | | | | | | | | | | | | | |  |
| | 2a | | | | | | | | | | | | | | |  |
| | 3 | Strafausschließungsgrund                                                                                             | Strafausschließungsgrund                                                                                             | Strafausschließungsgrund                                                                                             | Strafausschließungsgrund                                                                                             | Strafausschließungsgrund                                                                                             | Strafausschließungsgrund                                                                                             | Strafausschließungsgrund                                                                                             | Strafausschließungsgrund                                                                                             | Strafausschließungsgrund                                                                                             | Strafausschließungsgrund                                                                                             | Strafausschließungsgrund                                                                                             | Strafausschließungsgrund                                                                                             | Strafausschließungsgrund                                                                                             | Strafausschließungsgrund                                                                                             |  |
| § 311 | | Falsche Beurkundung und Beglaubigung im Amt                                                                          | | | | | | | | | | | | | |  |
| § 312 | 1 | Quälen oder Vernachlässigen eines Gefangenen                                                                         | | | | | | | | | | | | | |  |
| | 2 | | | | | | | | | | | | | | |  |
| | 3 1.Fall | mit Folge einer schweren Körperverletzung (§ 84 Abs. 1)                                                              | | | | | | | | | | | | | |  |
| | 3 2.Fall | mit Folge einer Körperverletzung mit schweren Dauerfolgen (§ 85)                                                     | | | | | | | | | | | | | |  |
| | 3 3.Fall | mit Todesfolge | | | | | | | | | | | | | |  |
| § 313 | | Strafbare Handlungen unter Ausnützung einer Amtsstellung                                                             | | | | | | | | | | | | | |  |

## Dreiundzwanzigster Abschnitt – Amtsanmaßung und Erschleichung eines Amtes
| Dreiundzwanzigster Abschnitt – Amtsanmaßung und Erschleichung eines Amtes | Dreiundzwanzigster Abschnitt – Amtsanmaßung und Erschleichung eines Amtes | Dreiundzwanzigster Abschnitt – Amtsanmaßung und Erschleichung eines Amtes | Dreiundzwanzigster Abschnitt – Amtsanmaßung und Erschleichung eines Amtes | Dreiundzwanzigster Abschnitt – Amtsanmaßung und Erschleichung eines Amtes | Dreiundzwanzigster Abschnitt – Amtsanmaßung und Erschleichung eines Amtes | Dreiundzwanzigster Abschnitt – Amtsanmaßung und Erschleichung eines Amtes | Dreiundzwanzigster Abschnitt – Amtsanmaßung und Erschleichung eines Amtes | Dreiundzwanzigster Abschnitt – Amtsanmaßung und Erschleichung eines Amtes | Dreiundzwanzigster Abschnitt – Amtsanmaßung und Erschleichung eines Amtes | Dreiundzwanzigster Abschnitt – Amtsanmaßung und Erschleichung eines Amtes | Dreiundzwanzigster Abschnitt – Amtsanmaßung und Erschleichung eines Amtes | Dreiundzwanzigster Abschnitt – Amtsanmaßung und Erschleichung eines Amtes | Dreiundzwanzigster Abschnitt – Amtsanmaßung und Erschleichung eines Amtes | Dreiundzwanzigster Abschnitt – Amtsanmaßung und Erschleichung eines Amtes | Dreiundzwanzigster Abschnitt – Amtsanmaßung und Erschleichung eines Amtes |
| Paragraph                                                                 | Absatz                                                                    | Straftatbestand                                                           | 1 Monat                                                                   | 3 Mon.                                                                    | 6 Mon.                                                                    | 1 Jahr                                                                    | 2 Jahre                                                                   | 3 Jahre                                                                   | 5 Jahre                                                                   | 10 Jahre                                                                  | 15 Jahre                                                                  | 20 Jahre                                                                  | Lebenslang                                                                | Geldstrafe Obergrenze                                                     | sachliche Zuständigkeit                                                   |
| ------------------------------------------------------------------------- | ------------------------------------------------------------------------- | ------------------------------------------------------------------------- | ------------------------------------------------------------------------- | ------------------------------------------------------------------------- | ------------------------------------------------------------------------- | ------------------------------------------------------------------------- | ------------------------------------------------------------------------- | ------------------------------------------------------------------------- | ------------------------------------------------------------------------- | ------------------------------------------------------------------------- | ------------------------------------------------------------------------- | ------------------------------------------------------------------------- | ------------------------------------------------------------------------- | ------------------------------------------------------------------------- | ------------------------------------------------------------------------- |
| § 314                                                                     |                                                                           | Amtsanmaßung                                                              |                                                                           |                                                                           |                                                                           |                                                                           |                                                                           |                                                                           |                                                                           |                                                                           |                                                                           |                                                                           |                                                                           | 360 Tagessätze                                                            | Bezirksgericht                                                            |
| § 315                                                                     |                                                                           | Erschleichung eines Amtes                                                 |                                                                           |                                                                           |                                                                           |                                                                           |                                                                           |                                                                           |                                                                           |                                                                           |                                                                           |                                                                           |                                                                           | 720 Tagessätze                                                            | Bezirksgericht                                                            |

## Vierundzwanzigster Abschnitt – Störung der Beziehungen zum Ausland
| Vierundzwanzigster Abschnitt – Störung der Beziehungen zum Ausland | Vierundzwanzigster Abschnitt – Störung der Beziehungen zum Ausland | Vierundzwanzigster Abschnitt – Störung der Beziehungen zum Ausland | Vierundzwanzigster Abschnitt – Störung der Beziehungen zum Ausland | Vierundzwanzigster Abschnitt – Störung der Beziehungen zum Ausland | Vierundzwanzigster Abschnitt – Störung der Beziehungen zum Ausland | Vierundzwanzigster Abschnitt – Störung der Beziehungen zum Ausland | Vierundzwanzigster Abschnitt – Störung der Beziehungen zum Ausland | Vierundzwanzigster Abschnitt – Störung der Beziehungen zum Ausland | Vierundzwanzigster Abschnitt – Störung der Beziehungen zum Ausland | Vierundzwanzigster Abschnitt – Störung der Beziehungen zum Ausland | Vierundzwanzigster Abschnitt – Störung der Beziehungen zum Ausland | Vierundzwanzigster Abschnitt – Störung der Beziehungen zum Ausland | Vierundzwanzigster Abschnitt – Störung der Beziehungen zum Ausland | Vierundzwanzigster Abschnitt – Störung der Beziehungen zum Ausland | Vierundzwanzigster Abschnitt – Störung der Beziehungen zum Ausland |
| Paragraph                                                          | Absatz                                                             | Straftatbestand                                                    | 1 Monat                                                            | 3 Mon.                                                             | 6 Mon.                                                             | 1 Jahr                                                             | 2 Jahre                                                            | 3 Jahre                                                            | 5 Jahre                                                            | 10 Jahre                                                           | 15 Jahre                                                           | 20 Jahre                                                           | Lebenslang                                                         | Geldstrafe Obergrenze                                              | sachliche Zuständigkeit                                            |
| ------------------------------------------------------------------ | ------------------------------------------------------------------ | ------------------------------------------------------------------ | ------------------------------------------------------------------ | ------------------------------------------------------------------ | ------------------------------------------------------------------ | ------------------------------------------------------------------ | ------------------------------------------------------------------ | ------------------------------------------------------------------ | ------------------------------------------------------------------ | ------------------------------------------------------------------ | ------------------------------------------------------------------ | ------------------------------------------------------------------ | ------------------------------------------------------------------ | ------------------------------------------------------------------ | ------------------------------------------------------------------ |
| § 316                                                              | 1                                                                  | Hochverräterische Angriffe gegen einen fremden Staat               |                                                                    |                                                                    |                                                                    |                                                                    |                                                                    |                                                                    |                                                                    |                                                                    |                                                                    |                                                                    |                                                                    |                                                                    | Landesgericht: Einzelrichter                                       |
|                                                                    | 2                                                                  | Tätige Reue                                                        | Tätige Reue                                                        | Tätige Reue                                                        | Tätige Reue                                                        | Tätige Reue                                                        | Tätige Reue                                                        | Tätige Reue                                                        | Tätige Reue                                                        | Tätige Reue                                                        | Tätige Reue                                                        | Tätige Reue                                                        | Tätige Reue                                                        | Tätige Reue                                                        | Tätige Reue                                                        |
| § 317                                                              |                                                                    | Herabwürdigung fremder Symbole                                     |                                                                    |                                                                    |                                                                    |                                                                    |                                                                    |                                                                    |                                                                    |                                                                    |                                                                    |                                                                    |                                                                    | 360 Tagessätze                                                     | Bezirksgericht                                                     |
| § 318                                                              |                                                                    | Voraussetzungen der Bestrafung                                     | Voraussetzungen der Bestrafung                                     | Voraussetzungen der Bestrafung                                     | Voraussetzungen der Bestrafung                                     | Voraussetzungen der Bestrafung                                     | Voraussetzungen der Bestrafung                                     | Voraussetzungen der Bestrafung                                     | Voraussetzungen der Bestrafung                                     | Voraussetzungen der Bestrafung                                     | Voraussetzungen der Bestrafung                                     | Voraussetzungen der Bestrafung                                     | Voraussetzungen der Bestrafung                                     | Voraussetzungen der Bestrafung                                     | Voraussetzungen der Bestrafung                                     |
| § 319                                                              |                                                                    | Militärischer Nachrichtendienst für einen fremden Staat            |                                                                    |                                                                    |                                                                    |                                                                    |                                                                    |                                                                    |                                                                    |                                                                    |                                                                    |                                                                    |                                                                    |                                                                    | Landesgericht: Einzelrichter                                       |
| § 320                                                              | 1                                                                  | Verbotene Unterstützung von Parteien bewaffneter Konflikte         |                                                                    |                                                                    |                                                                    |                                                                    |                                                                    |                                                                    |                                                                    |                                                                    |                                                                    |                                                                    |                                                                    |                                                                    | Landesgericht: Einzelrichter                                       |
|                                                                    | 2                                                                  | Strafausschließungsgründe                                          | Strafausschließungsgründe                                          | Strafausschließungsgründe                                          | Strafausschließungsgründe                                          | Strafausschließungsgründe                                          | Strafausschließungsgründe                                          | Strafausschließungsgründe                                          | Strafausschließungsgründe                                          | Strafausschließungsgründe                                          | Strafausschließungsgründe                                          | Strafausschließungsgründe                                          | Strafausschließungsgründe                                          | Strafausschließungsgründe                                          | Strafausschließungsgründe                                          |

## Fünfundzwanzigster Abschnitt – Völkermord, Verbrechen gegen die Menschlichkeit, Kriegsverbrechen
| Fünfundzwanzigster Abschnitt – Völkermord, Verbrechen gegen die Menschlichkeit, Kriegsverbrechen | Fünfundzwanzigster Abschnitt – Völkermord, Verbrechen gegen die Menschlichkeit, Kriegsverbrechen | Fünfundzwanzigster Abschnitt – Völkermord, Verbrechen gegen die Menschlichkeit, Kriegsverbrechen | Fünfundzwanzigster Abschnitt – Völkermord, Verbrechen gegen die Menschlichkeit, Kriegsverbrechen | Fünfundzwanzigster Abschnitt – Völkermord, Verbrechen gegen die Menschlichkeit, Kriegsverbrechen | Fünfundzwanzigster Abschnitt – Völkermord, Verbrechen gegen die Menschlichkeit, Kriegsverbrechen | Fünfundzwanzigster Abschnitt – Völkermord, Verbrechen gegen die Menschlichkeit, Kriegsverbrechen | Fünfundzwanzigster Abschnitt – Völkermord, Verbrechen gegen die Menschlichkeit, Kriegsverbrechen | Fünfundzwanzigster Abschnitt – Völkermord, Verbrechen gegen die Menschlichkeit, Kriegsverbrechen | Fünfundzwanzigster Abschnitt – Völkermord, Verbrechen gegen die Menschlichkeit, Kriegsverbrechen | Fünfundzwanzigster Abschnitt – Völkermord, Verbrechen gegen die Menschlichkeit, Kriegsverbrechen | Fünfundzwanzigster Abschnitt – Völkermord, Verbrechen gegen die Menschlichkeit, Kriegsverbrechen | Fünfundzwanzigster Abschnitt – Völkermord, Verbrechen gegen die Menschlichkeit, Kriegsverbrechen | Fünfundzwanzigster Abschnitt – Völkermord, Verbrechen gegen die Menschlichkeit, Kriegsverbrechen | Fünfundzwanzigster Abschnitt – Völkermord, Verbrechen gegen die Menschlichkeit, Kriegsverbrechen | Fünfundzwanzigster Abschnitt – Völkermord, Verbrechen gegen die Menschlichkeit, Kriegsverbrechen |
| Paragraph                                                                                        | Absatz                                                                                           | Straftatbestand                                                                                  | 1 Monat                                                                                          | 3 Mon.                                                                                           | 6 Mon.                                                                                           | 1 Jahr                                                                                           | 2 Jahre                                                                                          | 3 Jahre                                                                                          | 5 Jahre                                                                                          | 10 Jahre                                                                                         | 15 Jahre                                                                                         | 20 Jahre                                                                                         | lebenslang                                                                                       | Geldstrafe Obergrenze                                                                            | sachliche Zuständigkeit                                                                          |
| ------------------------------------------------------------------------------------------------ | ------------------------------------------------------------------------------------------------ | ------------------------------------------------------------------------------------------------ | ------------------------------------------------------------------------------------------------ | ------------------------------------------------------------------------------------------------ | ------------------------------------------------------------------------------------------------ | ------------------------------------------------------------------------------------------------ | ------------------------------------------------------------------------------------------------ | ------------------------------------------------------------------------------------------------ | ------------------------------------------------------------------------------------------------ | ------------------------------------------------------------------------------------------------ | ------------------------------------------------------------------------------------------------ | ------------------------------------------------------------------------------------------------ | ------------------------------------------------------------------------------------------------ | ------------------------------------------------------------------------------------------------ | ------------------------------------------------------------------------------------------------ |
| § 321                                                                                            | 1                                                                                                | Völkermord                                                                                       |                                                                                                  |                                                                                                  |                                                                                                  |                                                                                                  |                                                                                                  |                                                                                                  |                                                                                                  |                                                                                                  |                                                                                                  |                                                                                                  |                                                                                                  |                                                                                                  |                                                                                                  |
|                                                                                                  | 2                                                                                                | Verabredung zum Völkermord                                                                       |                                                                                                  |                                                                                                  |                                                                                                  |                                                                                                  |                                                                                                  |                                                                                                  |                                                                                                  |                                                                                                  |                                                                                                  |                                                                                                  |                                                                                                  |                                                                                                  |                                                                                                  |